# Chacas
Chacas, fundado como San Martín de Chacas en 1572, es un pueblo peruano, capital del distrito homónimo y de la provincia de Asunción, localizado en la parte central de la denominada zona de Conchucos en el departamento de Áncash, a 110  km de Huaraz, capital de la región y a 510 km de Lima. Cuenta con una población aproximada de 2500 habitantes, ubicada a una altitud media de 3360 m s. n. m. Presenta un clima frío y lluvioso con temperaturas promedio de 19 °C en verano y 12 °C en invierno.
Los primeros habitantes de la zona de Chacas fueron grupos seminómadas que llegaron durante el período Arcaico Tardío (2000 a. C.), se establecieron en los valles de los ríos Arma y Chacapata, consolidándose y asimilándose a las culturas chavín y recuay con el dominio de las rutas comerciales entre la costa peruana, el Callejón de Huaylas y la Selva Central. Dichos grupos, crecidos en número, pasaron a formar parte del imperio huari y tras el declive de esta cultura, se conformó el señorío étnico de huari que floreció entre los siglos XII y XV. Para finales del siglo XV, el territorio de los huari fue incorporado al imperio incaico tras una larga campaña de resistencia; sin embargo, la presencia inca en Chacas fue corta debido a la llegada de los conquistadores españoles en 1532, quienes luego de disolver el imperio andino e instituir el virreinato del Perú, fundaron el pueblo con el nombre de San Martin de Chacas en 1572, como reducción de nativos a cargo de evangelizadores agustinos. Durante la época colonial e inicios de la República, la actividad minera convirtió al pueblo en uno de los más importantes de la región.
Tras el declive minero, agrícola y el masivo éxodo rural experimentados entre 1950 y 1990, el modelo económico de Chacas cambió desde los años 90 con el desarrollo de actividades productivas relacionadas con la pequeña industria, destacando la fabricación de muebles de exportación, productos lácteos y tejidos. Este resurgimiento económico se debió a las acciones productivas de la Operación Mato Grosso, una organización de voluntarios liderada por el misionero italiano Ugo de Censi, llegado al pueblo en 1976. Actualmente, Chacas viene experimentando un creciente desarrollo turístico debido a su ingente patrimonio natural y cultural, habiendo recibido la distinción como uno de los «mejores pueblos turísticos del mundo» en 2023 por la Organización Mundial del Turismo, y el reconocimiento como «Pueblo con Encanto», por el Ministerio de Comercio Exterior y Turismo en 2024.
Como patrimonio histórico, cerca de Chacas se hallan los restos arqueológicos de origen pre inca de Antash, Chagastunán, Huaraspampa y Pirushtu. En el pueblo destaca la plaza Ugo de Censi, caracterizada por mantener su espacio central con césped para la celebración de la corrida de toros (sin muerte) y la carrera de cintas a caballo durante la fiesta patronal de agosto. Así mismo, el casco antiguo mantiene su arquitectura original con influencia andaluza, presenta calles empedradas y viviendas blancas con tejado de doble vertiente, balcones y portones finamente tallados adornan sus fachadas; del mismo modo, el Santuario de la Virgen de la Asunción y su retablo mayor de época colonial, declarados Patrimonio Histórico del Perú en 1942.
Entre sus festividades resaltan la Semana Santa, el Corpus Christi, las fiestas patronales en honor a la Virgen de la Asunción de Chacas del 13 al 22 de agosto, declarada Patrimonio Cultural de la Nación en 2025; San Juan Bosco, San Martín de Porres, y la Santa Cruz del barrio de Tinco. Las danzas vigentes de origen precolombino son la anti runa, la kiyaya, la yayu, el paso huanquilla y la mozo danza, estas dos últimas declaradas Patrimonio Cultural de la Nación en 2009.
|  |

## Toponimia
Las primeras investigaciones sobre la toponimia chacasina se remontan a las décadas de 1930 y 1940, siendo el estudio más aceptado, el postulado por el historiador chacasino Manuel Mendoza García y el sacerdote huarino Santiago Márquez Zorrilla quienes, en varias publicaciones, detallan que el origen del nombre «Chacas» procedía etimológicamente del asentamiento nativo más importante de la zona durante la época preinca e inca: Chagastunan, cuya construcción fonética se compone de chagas: atalaya, mirador; y tunan: cima o punta.
En otra versión, el docente Saúl Espinoza Milla infiere que el vocablo «Chacas» proviene de los «Chaqash» o «Chakas», un grupo originario que habitó la zona siglos antes de la llegada de los incas, el autor no explica el significado del término, sin embargo, le atribuye un origen totémico. El mismo autor expone otro origen a través de una leyenda sobre la fundación del pueblo: «En la parte sureste del antiguo Mushoj Marka existía un lugar desolado cubierto por pastizales, malezas y grandes kiswares. Este paraje tenía el nombre de Chakaj Pampa (...)». Espinoza refiere que el nombre actual del pueblo podría derivar de la voz Chakaj cuyo significado es oscuro.
La grafía actual «Chacas» tiene su origen en la década de 1570, los evangelizadores españoles adaptaron la pronunciación de los topónimos quechua al castellano para fundar las reducciones de indios.

## Símbolos
Los símbolos de la provincia se crearon en el año 1999, durante la gestión de Ramiro Mendoza Abarca en cumplimiento de una norma promovida por el gobierno peruano para que todas las municipalidades y entidades de gobierno tuvieran símbolos identificatorios.
De timbre, la corona de la Virgen de la Asunción, patrona de la provincia. Como soporte un marco de madera tallada, en alusión a la fina artesanía de la provincia. Escudo partido con bordura general de oro. A la diestra, en alusión a la riqueza natural, trae la montaña Copa de la Cordillera Blanca y la laguna Allicocha con un oso de anteojos; en la punta una mata de la flor nativa rima-rima y un alfarero chinllino con olla a cuestas. A la siniestra en honor a la riqueza mineral y cultural, trae un pirushtu con socavón minero, bajo estos, una tumba o chullpa precolombina y en la punta un danzante de Huanquilla, Patrimonio Cultural de la Nación.

## Geografía

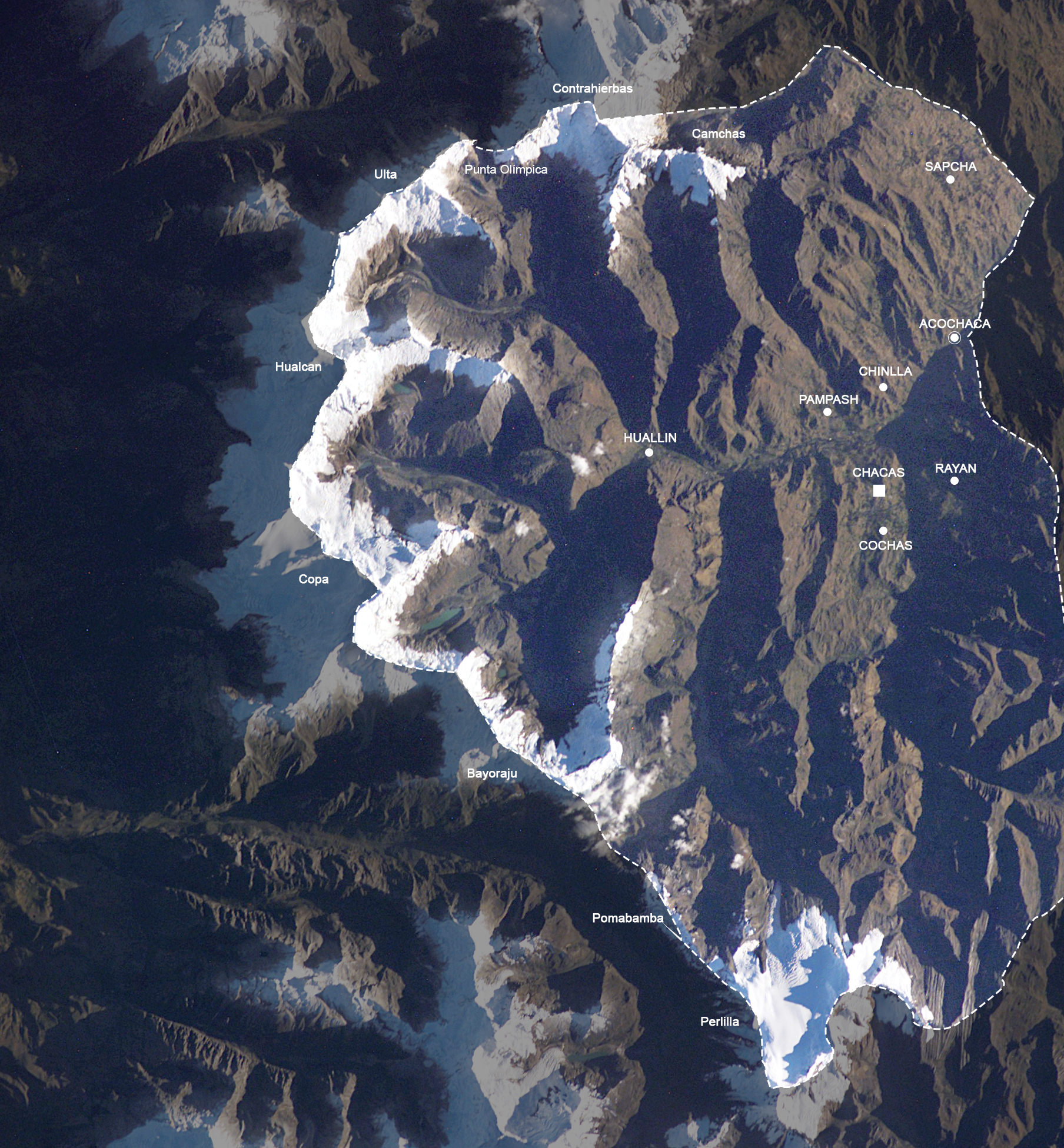
Chacas se ubica a solo 12 km de las montañas de la Cordillera Blanca.

### Ubicación
Chacas está ubicado en la vertiente oriental de la Cordillera Blanca, a una altitud media de 3350 msnm, sobre una meseta rocosa de superficie irregular. La orografía al rededor del pueblo se caracteriza por ser accidentada, con abundancia de terrenos de pendientes moderadas y pronunciadas.. Así mismo, se localiza en el piso altitudinal Quechua.
Capitales de Áncash cercanas a Chacas en un radio de 100 km por carretera:
- Por el norte: San Luis (23 km) -  Piscobamba (79 km) - Pomabamba (91 km)
- Por el este: Huari (83 km)
- Por el oeste: Carhuaz (76 Km) - Yungay (99 km) - Huaraz (110km)

### Hidrografía

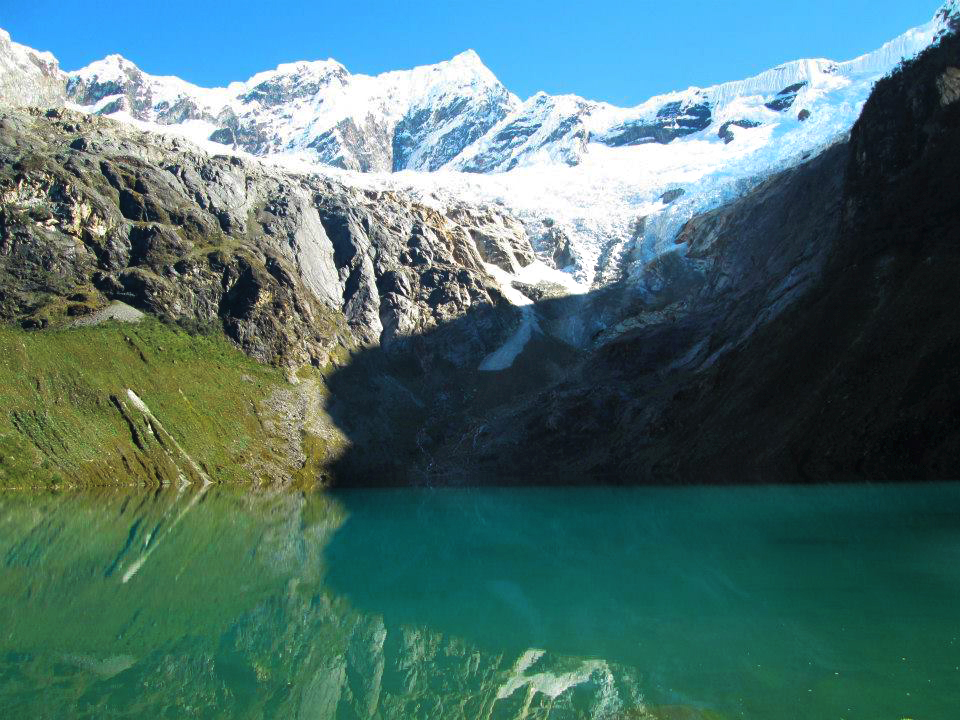
Laguna Yanarraju, originada por la desglaciación del glaciar Contrahierbas.

Debido a su ubicación en la cabecera de la cuenca izquierda del río Marañon, la red hidrográfica distrital está compuesta por numerosos ríos y arroyos que bañan varias zonas geográficas, los cuales completan un mapa de recursos hídricos aprovechado tanto para el consumo humano como para fines agrícolas e hidroenergéticos. Existen dos ríos principales, que recorren el distrito de sur a norte: el río Arma, que nace en las punas de Tayán y del Nevado Perlilla al sur, y el río Chacapata, que nace en las faldas de los nevados Copa y Bayococha al suroeste. Estos cauces son alimentados por quince arroyos a lo largo de su recorrido hasta su unión en Puruytumac, donde toma el nombre de río Acochaca. El Acochaca posteriormente desemboca en el río Yanamayo y este, a su vez, en el río Marañon.
El distrito cuenta con treinta y dos lagunas de origen glaciar. Las más importantes en relación con su capacidad de almacenamiento de agua son las de Librón, Cancaracá y Yanarraju, ubicadas al oeste; Pagarisha, Patarcocha y Runtucocha, ubicadas al sur, y Huakuycocha, Ventanilla y Tallancocha, ubicadas al este. Solo en Patarcocha se ha construido una presa hidráulica para fines de consumo humano. Asimismo, los arroyos más importantes que son aprovechados por los centros poblados para garantizar el abastecimiento de agua para riego son: al este, el Rayán, al oeste el Camchas y al sur el Juitush; las aguas de este último también son captadas por la central hidroeléctrica de Collo para generar 734 kW de potencia energética.

### Clima
Chacas se ubica en el piso altitudinal quechua, y según el sistema Koppen, posee un clima subhúmedo frío o de montaña, con veranos andinos secos (mayo-septiembre), que tienen días soleados con temperaturas que llegan a los 20 °C, con una sensación térmica que puede llegar a los 24 °C. Durante las noches la temperatura desciende y oscila entre 1 °C y 8 °C, lo que produce heladas meteorológicas que llegan a formar una fina capa de escarcha en la vegetación.
Durante el invierno andino (noviembre-abril) los días se presentan nublados con frecuentes lloviznas y lluvias torrenciales, la temperatura promedio llega a los 14 °C y puede descender hasta los 8 °C. Sin embargo, cabe destacar que, al estar el hemisferio sur en verano, los días soleados en Chacas durante esta temporada son más cálidos que los días soleados de la temporada seca, sucede lo mismo con las noches, no se presentan heladas meteorológicas y las madrugadas suelen ser más llevaderas.
Las lluvias son abundantes durante los meses de enero, febrero y marzo, ya que las corrientes de vientos húmedos y tibios procedentes de la cuenca amazónica, al este, se encuentran con los flujos de aire fríos descendentes de la Cordillera Blanca al oeste, formando un frente cálido con tormentas eléctricas, granizo y lluvias torrenciales de gran intensidad y duración.
| Parámetros climáticos promedio de Chacas (3200-3400 m s. n. m.).            | Parámetros climáticos promedio de Chacas (3200-3400 m s. n. m.). | Parámetros climáticos promedio de Chacas (3200-3400 m s. n. m.). | Parámetros climáticos promedio de Chacas (3200-3400 m s. n. m.). | Parámetros climáticos promedio de Chacas (3200-3400 m s. n. m.). | Parámetros climáticos promedio de Chacas (3200-3400 m s. n. m.). | Parámetros climáticos promedio de Chacas (3200-3400 m s. n. m.). | Parámetros climáticos promedio de Chacas (3200-3400 m s. n. m.). | Parámetros climáticos promedio de Chacas (3200-3400 m s. n. m.). | Parámetros climáticos promedio de Chacas (3200-3400 m s. n. m.). | Parámetros climáticos promedio de Chacas (3200-3400 m s. n. m.). | Parámetros climáticos promedio de Chacas (3200-3400 m s. n. m.). | Parámetros climáticos promedio de Chacas (3200-3400 m s. n. m.). | Parámetros climáticos promedio de Chacas (3200-3400 m s. n. m.). |
| Mes                                                                         | Ene.                                                             | Feb.                                                             | Mar.                                                             | Abr.                                                             | May.                                                             | Jun.                                                             | Jul.                                                             | Ago.                                                             | Sep.                                                             | Oct.                                                             | Nov.                                                             | Dic.                                                             | Anual                                                            |
| --------------------------------------------------------------------------- | ---------------------------------------------------------------- | ---------------------------------------------------------------- | ---------------------------------------------------------------- | ---------------------------------------------------------------- | ---------------------------------------------------------------- | ---------------------------------------------------------------- | ---------------------------------------------------------------- | ---------------------------------------------------------------- | ---------------------------------------------------------------- | ---------------------------------------------------------------- | ---------------------------------------------------------------- | ---------------------------------------------------------------- | ---------------------------------------------------------------- |
| Temp. máx. media (°C)                                                       | 14                                                               | 15                                                               | 16                                                               | 18.1                                                             | 21                                                               | 22                                                               | 23                                                               | 22                                                               | 21                                                               | 18                                                               | 16                                                               | 14                                                               | 18.3                                                             |
| Temp. media (°C)                                                            | 11                                                               | 12                                                               | 13                                                               | 14                                                               | 14                                                               | 15                                                               | 16                                                               | 15                                                               | 14                                                               | 14                                                               | 12                                                               | 12                                                               | 13.5                                                             |
| Temp. mín. media (°C)                                                       | 7                                                                | 8                                                                | 8                                                                | 8                                                                | 5                                                                | 2                                                                | 2                                                                | 2                                                                | 4                                                                | 6                                                                | 6                                                                | 7                                                                | 5.4                                                              |
| Precipitación total (mm)                                                    | 110                                                              | 130                                                              | 130                                                              | 100                                                              | 75                                                               | 30                                                               | 4                                                                | 4                                                                | 30                                                               | 74                                                               | 80                                                               | 100                                                              | 867                                                              |
| Días de lluvias (≥ 1 mm)                                                    | 25                                                               | 30                                                               | 30                                                               | 25                                                               | 20                                                               | 10                                                               | 2                                                                | 2                                                                | 6                                                                | 11                                                               | 15                                                               | 20                                                               | 147                                                              |
| Fuente n.º 1: Accuweather                                                   |                                                                  |                                                                  |                                                                  |                                                                  |                                                                  |                                                                  |                                                                  |                                                                  |                                                                  |                                                                  |                                                                  |                                                                  |                                                                  |
| Fuente n.º 2: Climate-data.org(http://es.climate-data.org/location/875528/) |                                                                  |                                                                  |                                                                  |                                                                  |                                                                  |                                                                  |                                                                  |                                                                  |                                                                  |                                                                  |                                                                  |                                                                  |                                                                  |

## Ecología
Flora

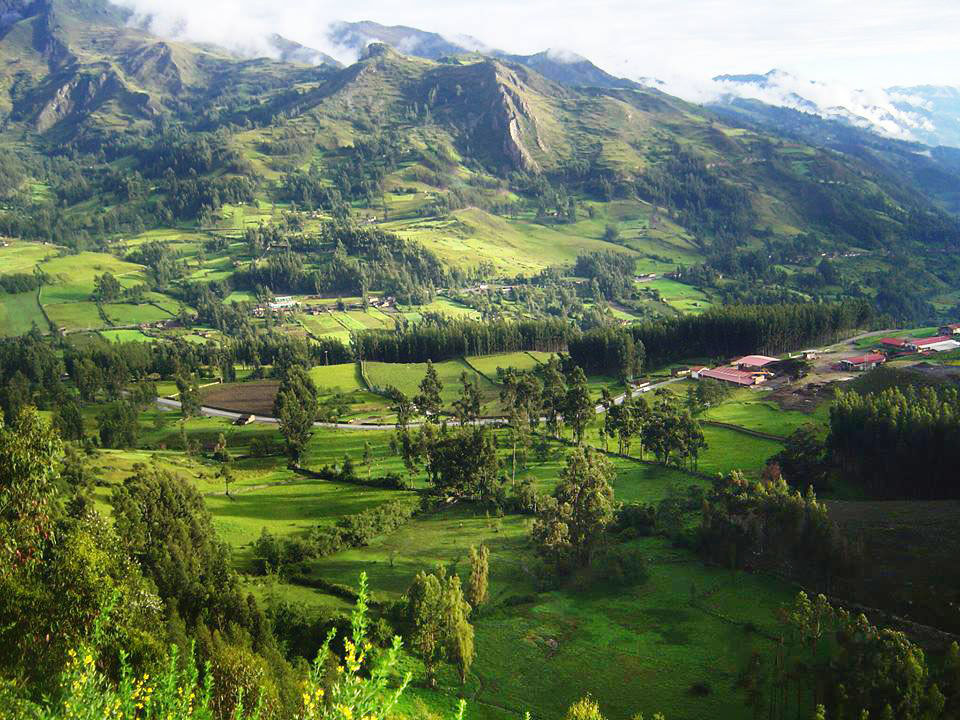
Valle del río Chucpin. Los bosques de eucalipto son comunes en el territorio chacasino por debajo de los 3500 m s. n. m.

La flora está dominada en gran parte por las especies alóctonas eucalipto y pino suizo (Pinus cembra). El primero se localiza en gran porcentaje del territorio distrital por debajo de los 3500 m s. n. m., debido a su intensiva forestación a finales de los años 1980. El segundo se encuentra por encima de los 3500 m s. n. m., forestado por la Parroquia de Chacas a finales de la década de 1990. Que comparten el hábitat con la vegetación autóctona andina, como el quenual, la quishuar, el molle, el ichu, y un abundante número de plantas aromáticas como el cedrón y la muña, entre otras. Mientras que, sobre y alrededor de los ríos Chucpin, Acochaca y Arma coexisten especies de ribera, como el aliso, la adelfa, la zarzamora y el carrizo.
Fauna
La fauna autóctona está compuesta por variadas especies animales que habitan en los diferentes ecosistemas existentes. Entre los mamíferos, destacan la taruca, el venado, la llama, el oso de anteojos y el zorro en las zonas más espesas de los bosques de puna, y roedores como la vizcacha y la muca en las zonas pedregosas. También hay una gran diversidad de aves: rapaces, como el cóndor, el gavilán y el cernícalo, y nocturnas, como el búho; aves acuáticas, como el pato andino, y paseriformes, como el gorrión común, el jilguero y el ruiseñor. Cabe destacar la existencia de aves migratorias, como es el caso de las golondrinas, que anidan durante el invierno en los humedales. Además, es reseñable entre las aves domésticas la paloma. Entre los reptiles, habitan saurios como la lagartija, y ofidios, como la culebra. En cuanto a los anfibios, habitan el sapo y la rana.

## Historia

### Presencia en el antiguo Perú e Imperio Inca

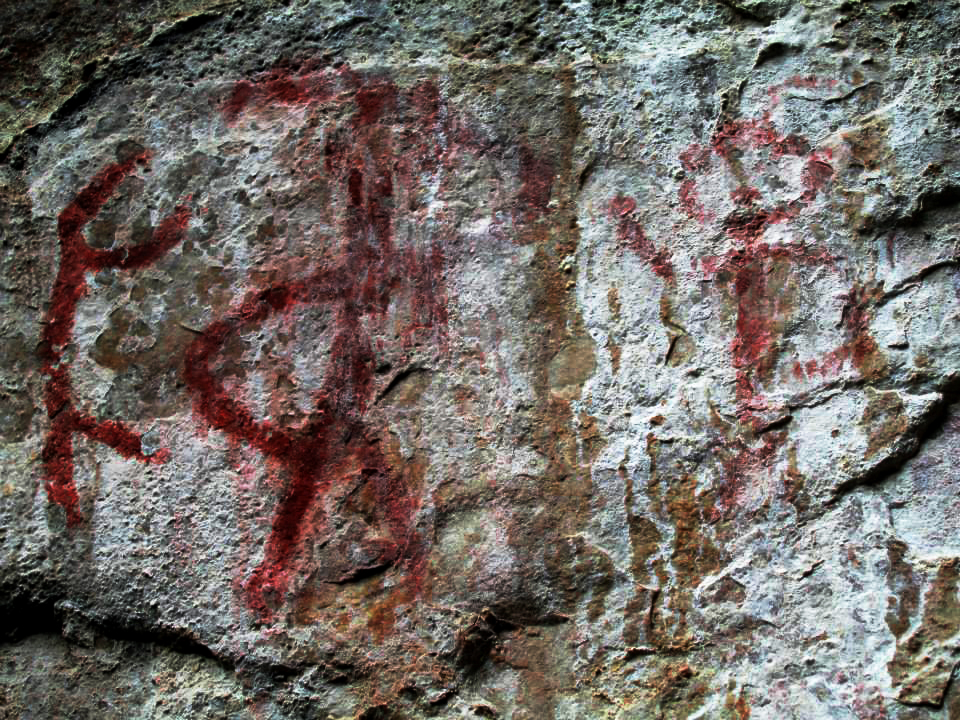
Pinturas rupestres de la cueva Ichic Tiog (3900 m s. n. m.).

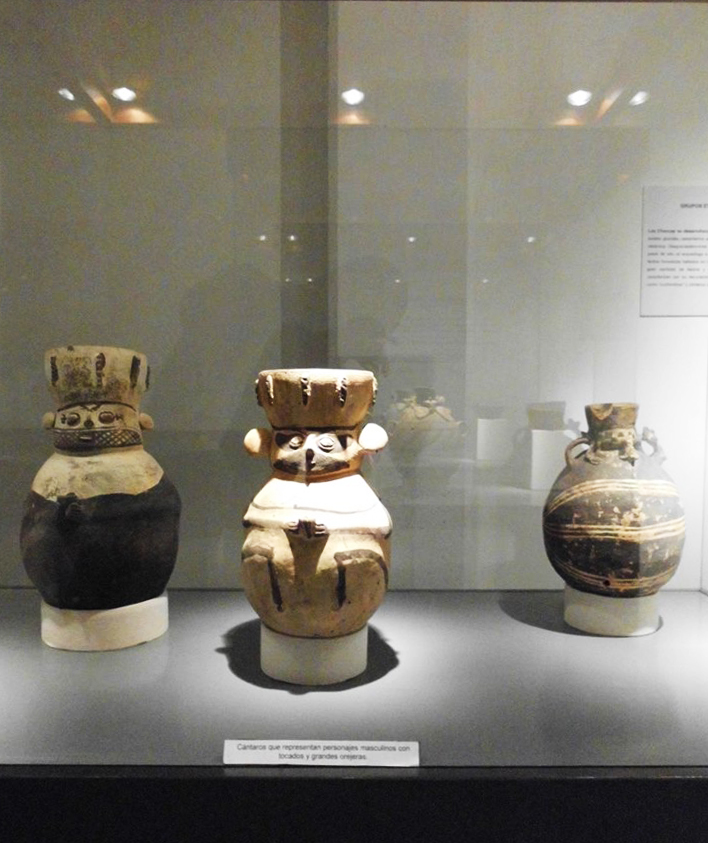
Cántaros hallados en el sitio arqueológico de Chakabamba, representan a personajes masculinos. Circa 150 a. C.

Según la teoría autoctonista de Julio César Tello sobre el origen de la cultura peruana, los primeros pobladores de esta región fueron los chavín, provenientes de la Amazonia que poblaron los valles del Puccha y Yanamayo. Paralelamente Max Uhle, en su teoría inmigracionista propuso que el hombre chavín provino de las protoculturas Chimú y Nazca, que a su vez serían derivadas de la cultura Maya. Cabe notar que estas teorías fueron propuestas antes del descubrimiento de la ciudad estado de Caral, al norte de Lima, la cual es mucho más antigua que la civilización chavín.
La cueva con arte rupestre de Yanamachay, ubicada en la quebrada Ichic Tiog, 3935 m s. n. m., evidencia uno de los asentamientos humanos más antiguos en esta parte de la Sierra Oriental de Áncash por parte de cazadores y recolectores. El antiguo hombre del valle de Chacas llegó como cazador y, posteriormente, se convirtió en sedentario, desarrollando la domesticación de plantas y auquénidos estableciéndose en lugares permanentes.

#### Establecimiento de Pirushtu de Chacas y Macuash

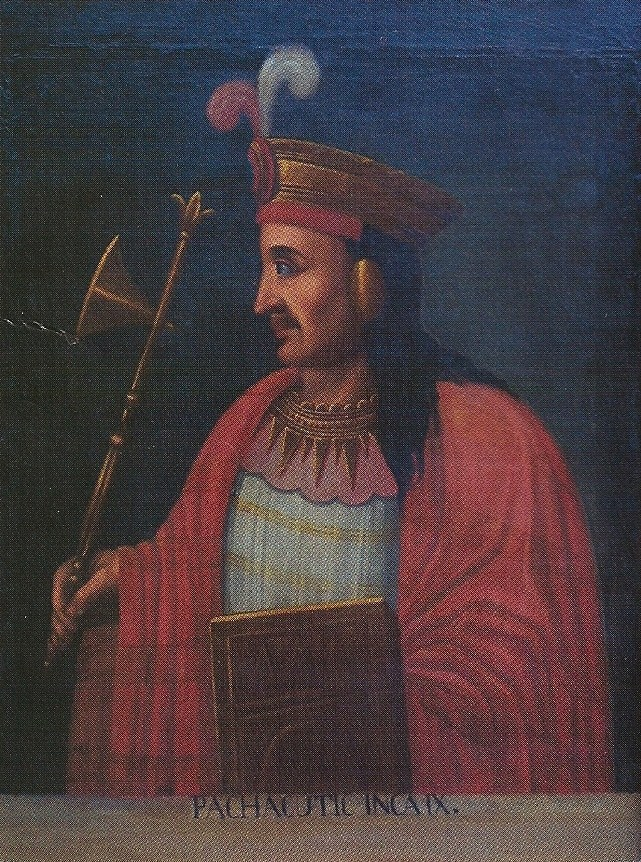
La Sierra Oriental de Áncash fue sometida durante el gobierno del Sapa Inca Pachacútec.

Según las investigaciones arqueológicas de Alexander Herrera Wassilowsky, realizadas en el valle de Chacas durante 2003, durante el Formativo Inferior (1500 a. C.) paralelamente al nacimiento de la cultura Chavín, tras un largo período de adaptación a la geografía, los grupos recolectores de esta zona, crecidos en número, establecieron asentamientos permanentes alrededor de la cuenca sur de los valles de Chucpin y Arma, ocupando así, el actual sitio arqueológico de Pirushtu de Chacas, que sería el sitio con la ocupación más antigua de este territorio, en torno al 1100 a. C.  Con el apogeo de la cultura chavín, entre el 1300 a. C. y 200 a. C., la población del valle de Chacas, dedicada al pastoreo e intercambio de textiles y vasijas, se incrementó y surgieron al menos tres nuevos asentamientos ubicados en Gatin, Pirushtu de Huallin y Chakabamba. Durante este período se construyeron centros ceremoniales en las cimas de los cerros elegidos cuidadosamente según su ubicación. Dichos santuarios tuvieron forma circular y contaban con galerías y cámaras subterráneas donde se depositaban ofrendas y enterraban a sus miembros más importantes. Pirushtu de Chacas, el poblado más antiguo del valle se convirtió en cabecera administrativa junto con Macuash.

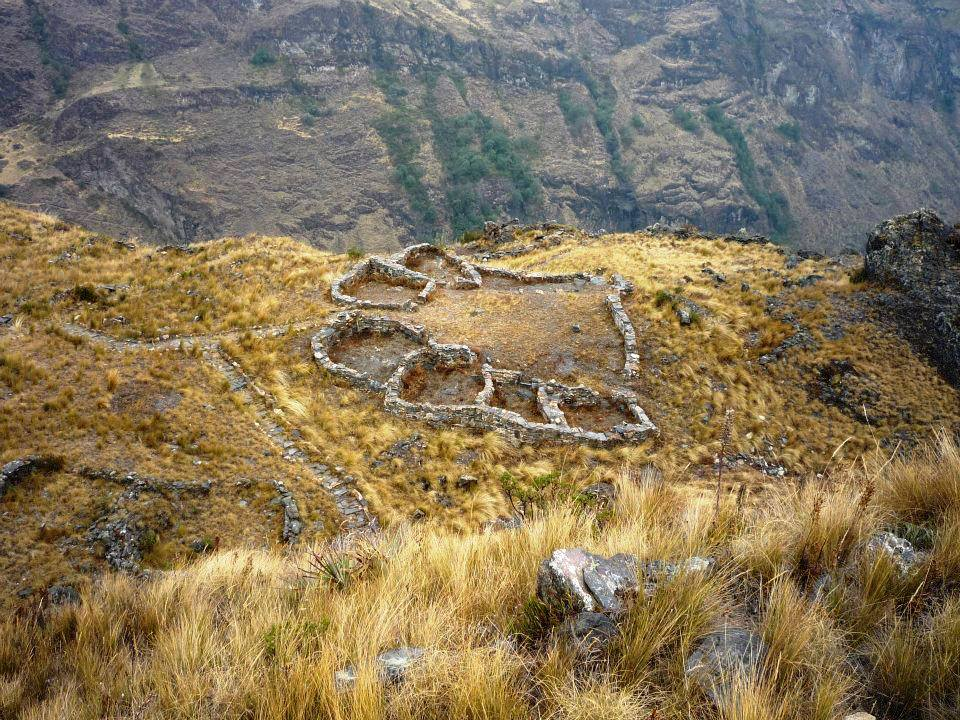
Sitio arqueológico de Wacramarca, a 4300 m s. n. m. Fue habitado entre 1200 y 1450 d. C.

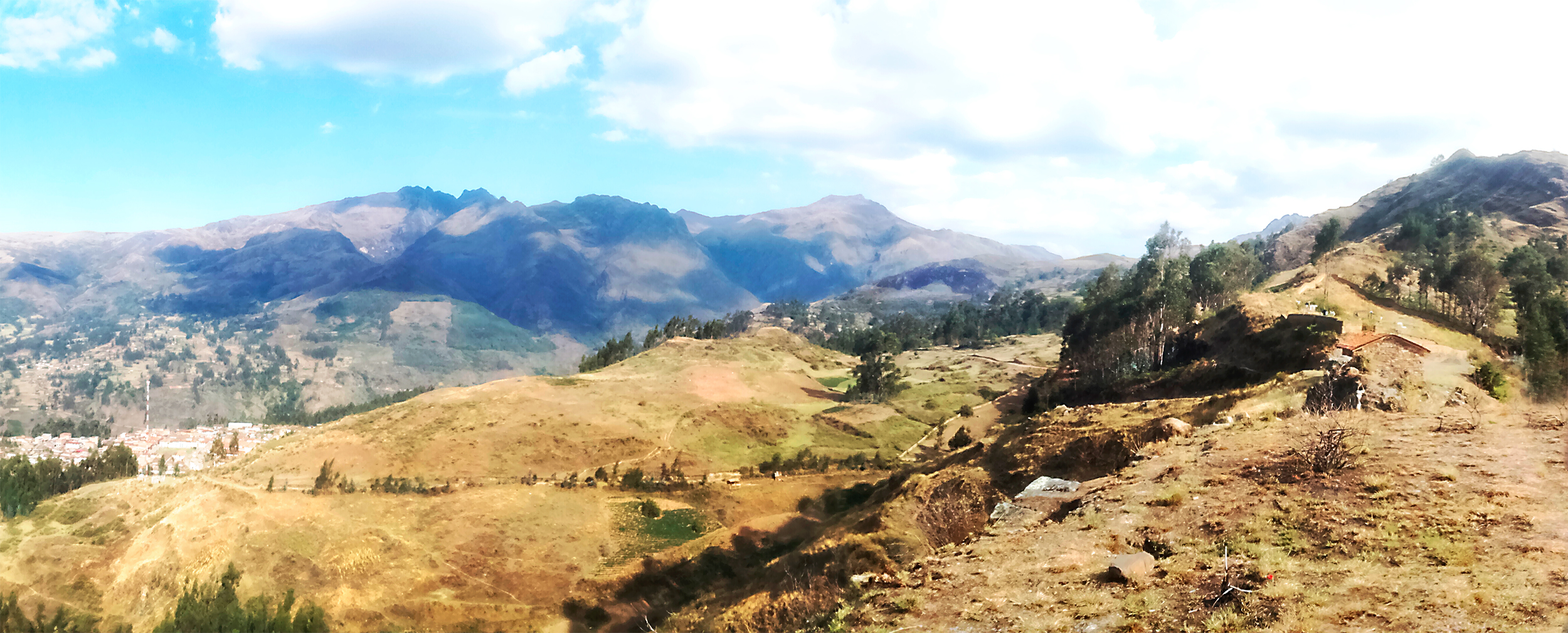
Promontorio montañoso de Tayta Waullá. En este paraje se encuentran los sitio arqueológicos de Chagastunán y Huaraspampa. Sus pobladores fueron reubicados entre 1550 y 1572 al nuevo pueblo de Chacas con la fundación española.

Grupos étnicos de Áncash a la llegada de los incas. Los chagas, pertenecieron al grupo Huari.

Durante el Intermedio Temprano (200 a. C.-700 d. C.) tras el declive de la cultura chavín y el florecimiento de la cultura recuay, los pobladores del valle de Chacas dominaban todas las rutas que comunicaban con los asentamientos de Allauca Huari al este y los poblados de Yungay, Vicos y Carhuaz en el Callejón de Huaylas, al oeste. Los asentamientos más importantes de esta zona durante aquella época fueron Gatinjirka, Pirushtu de Huallin y Chakabamba. Pirushtu de Chacas siguió ocupado hasta que fue abandonado en el 600 d. C.

#### Establecimiento de Chagastunán y el Señorío de Icho Huari
En el Horizonte Medio (700-1200 d. C.), la cultura wari alcanzó su máxima extensión hacia el norte peruano e influyó en los asentamientos de Tayapucru, Chagastunán, Cashapatac y Riway, lugares por encima de los 3500 metros. Durante esa época, la expansión demográfica de varias tribus y su necesidad de poseer tierras fértiles hizo que muchas poblaciones, establecidas en un inicio en los valles, se vieran obligadas a trasladarse a parajes elevados desde los que se tenía mejor dominio territorial y militar. Pirushtu de Chacas y pirushtu de Huallin fueron abandonados paulatinamente, y el primero pasó a ser utilizado solamente como centro ceremonial o huaca por los pobladores de Chagastunan, Antash, Cochas y Macuash establecidos en zonas elevadas.
A lo largo del período Intermedio Tardío (1200-1438 d. C.) se fundaron nuevos asentamientos en Cochas, Huacramarca, Rayán Pampa y Macuash, todos estos sobre los 3900 metros, durante un contexto social marcado por las guerras y la escasez. Las principales tribus unidas por el idioma, costumbres y religión, se organizaron en reinos o señoríos, dando lugar al señorío de huari; este y los señoríos de pincos, piscobambas, sihuas y conchucos conformaron la nación de los conchucos, en el territorio actual de la Sierra Oriental de Áncash.
Los asentamientos de Chacas que pertenecían al señorío de huari formaban parte de un grupo territorial más pequeño dentro de este, llamado icho huari, conformado por el territorio de las actuales provincias de Asunción y C. F. Fitzcarrald. Hacia el 1300 d. C., el valle de Chacas y Acochaca albergó al menos seis tribus ubicadas en Chacas, Huallin, Macuash, Pampash y Sapchá y Colpa que florecieron hasta el inicio de la expansión y posterior dominación incaica.

#### Imperio inca
La dominación incaica se produjo entre 1450 y 1470 aproximadamente, durante el gobierno del Inca Pachacútec. Los señoríos de huaylas y conchucos fueron incorporados al Tawantinsuyo tras una feroz invasión por parte del general Cápac Yupanqui, hermano de Pachacútec, y el auqui heredero Amaru Inca Yupanqui, quienes se vieron obligados a replegarse y construir el tambo de Maraycalle en Yauya. El ejército confederado de los Conchucos conformado por los grupos étnicos huari, piscopampas, sihuas y conchucos dio resistencia a los cuzqueños por varios meses.
En la zona de Chacas, los poblados de los caciques Riway y Katin fueron los últimos bastiones en ser sojuzgados debido a su ubicación elevada y a lo agreste del territorio circundante. Según el historiador Saúl Espinoza Milla, el proceso de dominación incaico fue incompleto, pues para cuando los españoles llegaron a esta región, el proceso de adaptación a la cultura inca todavía era resistido. Sin embargo, ya se habían sentado las bases del sistema de administración civil y territorial de los incas. Por ejemplo, la etnia huari se dividió en 2 huarangas (grupos de 1000 familias): los icho huari y allauca huari, que a su vez, se componían por varias pachacas conformadas por 100 familias. Así surgieron en esta zona las pachacas de Macuash y Chacas, las dos más importantes del valle del río Chacapata, ambas dominaban los pasos montañosos y las rutas de intercambio entre la selva, el Callejón de Huaylas y la costa.
Acerca de la acometida inca en la zona de Chacas, se tiene una leyenda narrada por un campesino de Chinlla al párroco e historiador Santiago Márquez Zorrilla en 1940.

La maldición del inca. «El inca, gran señor del Cusco, desde Maraycalle, que desde aquí se ve, por allá por las alturas de Yauya, al divisar por estos lados y contemplar las verdes praderas de Chinlla, Sapchá, Colpa y Cunya y más poblados, envió emisarios a pedir que Kátin y Riway se sometieran a su imperio y que en señal de vasallaje le enviaran doce jóvenes ñustas para su séquito. Entonces los muy valientes Kátin y Riway contestaron al inca con palabras bravas y se negaron a obedecerle. El inca que era soberbio y que venía desde el Cusco sometiendo a todos los pueblos tomó muy a mal esta desobediencia. Subióse a lo más alto de Maraycalle y desde allí tiró con su poderosa honda primero un puñado de tierra que cayó en Allpabamba, y después otro puñado de Shashal que calló sobre Chinlla. Que si mandan lo que el inca pedía habría tirado oro y plata, en lugar de shashal y allpa. Por eso, aquí en Chinlla estamos condenados a trabajar toda la vida haciendo ollas con estos viles materiales, sin conseguir oro ni plata sino solo sufrimiento y pobreza, ¡Es la maldición del inca! En cambio, Llamellín recibió la bendición del inca porque mandó el tributo que pedía, por eso sus tierras son tan buenas que nunca sus cosechas se pierden como entre nosotros».
 Los Huaris y conchucos (1945).

### Conquista española y época virreinal

El pueblo de Chacas formó parte de la encomienda de Icho Huari, creada por Francisco Pizarro en 1540.

Los habitantes del grupo étnico huari se rindieron sin resistencia a los conquistadores españoles con el propósito de liberarse de los incas. Pocos años después, los españoles iniciaron con la repartición de estas tierras y la fundación de obrajes e ingenios para sacar provecho de la mano de obra indígena. 
Durante la conquista española, el territorio chacasino perteneció a la encomienda de Icho Huari, que comprendía también a los pueblos de San Andrés de Llamellín y San Luis de Chuquibamba. Esta encomienda le perteneció al conquistador castellano Bartolomé de Tarazona entre 1532 y 1561, concedida oficialmente por Francisco Pizarro en 1541 como recompensa por sus méritos militares durante la Conquista del Imperio incaico y la fundación de Lima y Huánuco. Tras la muerte de Tarazona en 1561, su esposa, Isabel de Figueroa, heredó la encomienda volviéndose a casar en 1570 con el licenciado Diego de Álvarez, un noble e intelectual natural de Salamanca, quien fuera corregidor del Cuzco, de Chachapoyas, Huánuco y Potosí. La pareja fundó el primer obraje destinado a la producción textil en Colcabamba, San Luis, en mayo de 1571. Mantuvieron la encomienda hasta la muerte de Álvarez en 1607. En 1608 fue comprada por el encomendero Diego de Carvajal y Vargas, sus descendientes poseyeron la encomienda por 170 años hasta la disolución del Corregimiento de Conchucos en 1780.

#### Fundación española
El virrey Francisco de Toledo impulsó la fundación de las reducciones de indios entre 1570 y 1575, estas fueron poblaciones de nativos con plaza mayor, iglesia, cabildo y solares propios, ya que, hasta entonces la población originaria de los Andes vivía diseminada en pequeños caseríos y dicha medida facilitaba las labores de adoctrinamiento a la fe católica a la vez que permitía una eficiente administración civil por parte de las autoridades coloniales. Se sabe que Toledo visitó la zona norte del Corregimiento de Conchucos (actuales Pallasca, Sihuas y Pomabamba) durante la Visita General al Perú que realizó entre 1570 y 1572, durante este viaje, ordenó reducir casi 700 caseríos nativos a solo 9 pueblos con trazado español.

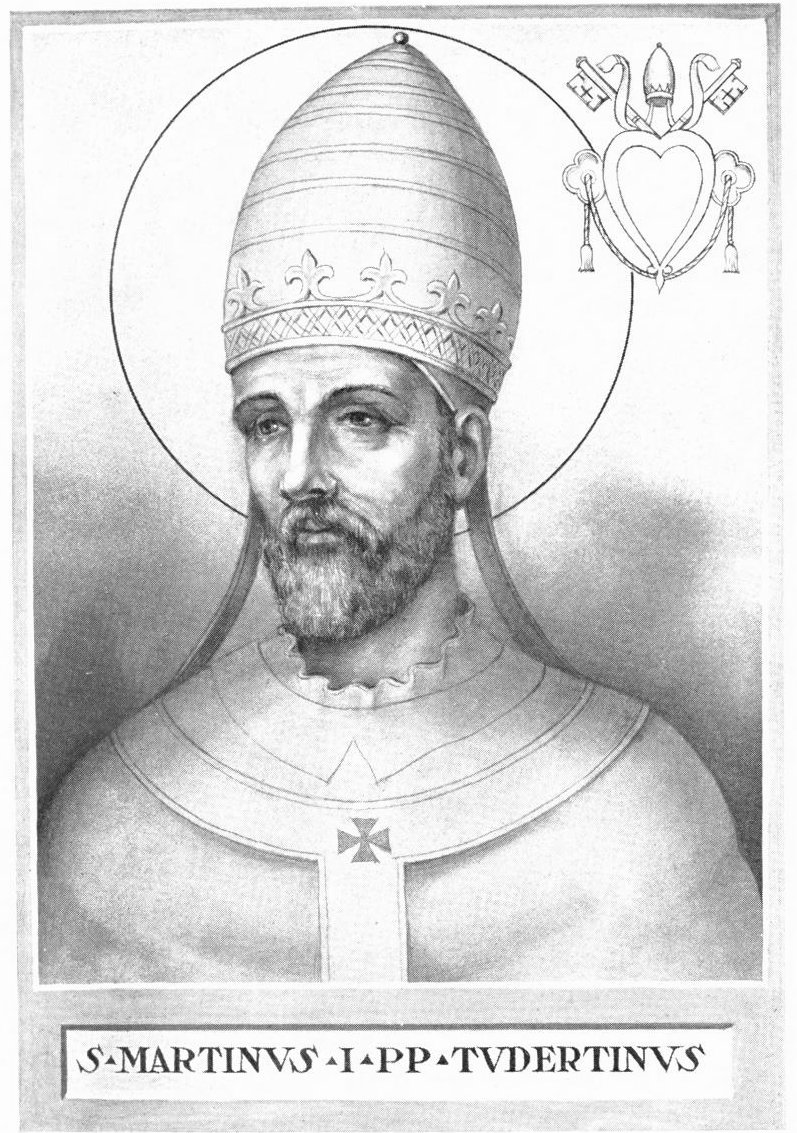
Chacas se fundó en honor a San Martin I (590-655), el último Papa mártir.

La fundación del pueblo fue encargada al capitán y adelantado de Huánuco, Alonso de Santoyo y Valverde junto al encomendero de Icho Huari, Diego de Álvarez, los curacas huari de Chacas y Macuash, Francisco Tocto y Alonso Pomacachaque y evangelizadores de la Orden de San Agustín Hernando García y Alfonso Espinoza. El acto de fundación se realizó entre 1572 y 1573.

Tras rendirse a los españoles sin resistencia los huaríes (sic) para librarse de los incas, entre este año y el siguiente acuden a sus tierras los agustinos Hernando García y Alfonso Espinoza, que fundan la reducción de San Martín I Papa de Chacas.
Jordi Gibert Arce - www.cronologiahistorica.com. «Año 1572». Consultado el 31 de julio de 2018.

Era norma establecer las ciudades de los territorios colonizados, imponiendo al topónimo local el nombre de un santo, bajo cuyo patronazgo y devoción se realizaba la fundación. La reducción fue nombrada «San Martín Papa de Chacas», posiblemente el 13 de abril de 1572, día festivo de dicho santo. El pueblo se trazó con dos barrios, manteniendo el sistema de organización inca basado en el aillu, con las dos pachacas más importantes del territorio: Macuash y Chacas, el primer barrio fue habitado por los habitantes de la zona oriental del valle de Chacas (Macuash, Rayán, Colpa, Chucpin y Socos), mientras que el segundo barrio fue ocupado por los pobladores de Chagastunan, Chacabamba, Viscas, Pampash, Chinlla, Sapchá, LLuychush y Yanama. De estas poblaciones proceden algunos linajes oriundos como: Janampa, Tocto, Llashag, Mallki, Rupay y Warag.
Tras la fundación del pueblo, los curacas Francisco Tocto de Chacas y Alonso Pomachaque de Macuash fueron designados autoridades nativas para sus respectivas pachacas, siendo Francisco el curaca principal de la doctrina. El primer religioso nombrado por el arzobispado de Lima para evangelizarlos fue Fray Martín Pérez; paralelamente se asentaron familias españolas y criollas con el fin de explotar los yacimientos mineros de las zonas aledañas.
El templo de Chacas se construyó sobre el centro ceremonial o huaca más antiguo e importante del territorio, uno de los adoratorios nativos (pirushtus) de origen preinca que sirvió como lugar sagrado para el culto de la huanca Piedra de Chacas —Este ídolo permaneció en su emplazamiento original hasta mediados del siglo XX—. A tres metros bajo el nivel de la iglesia y del cementerio, sobre un terreno inclinado, se trazaron la plaza mayor con 100 varas españolas por lado (83 metros), las cuatro calles principales y las cuadras, formando así una urbanización en damero. Los edificios que rodeaban la plaza mayor fueron construidos y ocupados por las primeras familias nativas llegadas de Chagastunán y Macuash. Los españoles miembros del clero y de las instituciones virreinales se asentaron en el claustro del templo, mientras que en la plaza se construían las instituciones virreinales como el cabildo, la escuela y la cárcel.

El repartimiento de Ychoguari encomendado en doña Ysabel de Figueroa tiene 879 yndios tributarios y 4590 personas reduzidos en tres pueblos llamados San Luis de Chuquibamba, San Martin de Chacas y San Andres de Yamedin.
 Martín Enríquez de Almansa - Virrey del Perú. «Relación de oficios que proveen en la gobernación de los reinos y provincias del Perú. (1583).». Consultado el 23 de abril de 2025.

Las viviendas de los primeros chacasinos se construyeron de forma rústica, con cimientos de piedra, muros de tapial o adobes y techos de paja. Más tarde, mientras las familias españolas, criollas y mestizas aumentaban y cogían protagonismo gracias a la actividad minera, debido al origen mayormente andaluz de los colonos españoles, se edificaron estructuras al estilo arquitectónico de esa región española. La influencia arquitectónica andaluza se expresó en edificios con muros de adobe o tapial de dos plantas, con tejados distribuidos a doble agua y paredes estucadas.

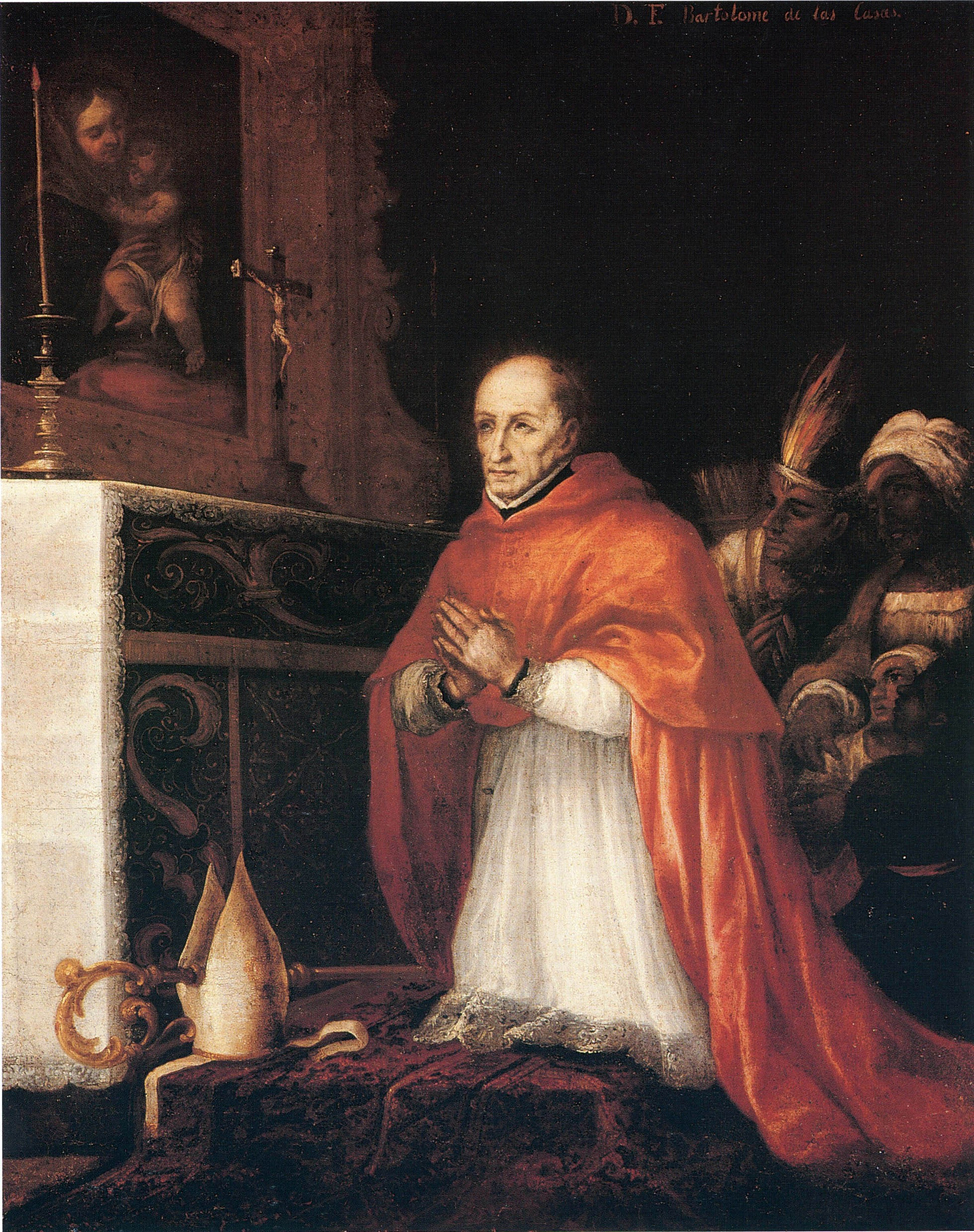
Santo Toribio de Mogrovejo visitó Chacas en dos ocasiones (1582 y 1594).

Cuando Toribio de Mogrovejo visitó el pueblo de Chacas por segunda vez en 1594, le consignó una población tributaria estable de ciento cincuenta y cuatro nativos y como cabecera de doctrina, una población de 552 nativos. Como consta en su diario de la segunda visita:

Folio 110: [...] Así mismo los indios del pueblo de Chacas dieron la memoria siguiente: 154 indios tributarios, 33 indios reservados, 298 de confesión, 552 animas entre chicas y grandes, como todo ello parece y consta por la dicha memoria y relación.
Folio 108v: [...] En los pueblos y partes referidos están dos doctrinas y en ellas puestos dos sacerdotes en la forma siguiente, en el pueblo de Chacas y en el obraje del licenciado Diego Álvarez y en la estancia de Juan Melgarejo está un sacerdote con el sínodo y salario siguiente: del obraje trescientos pesos ensayados.
[...] Son curas de estas dos Doctrinas el padre Francisco Díaz de Lugo que está en San Luis, y Martín Pérez en el obraje y en el pueblo de Chacas.

#### Primer auge minero y construcción del retablo mayor
En 1575, Bartolomé de Tarazona El Mozo, inició la explotación de la mina Xacxavillca o Cajavilca cuyas riquezas se explotaban desde la época preinca. Así, bien entrado el siglo XVII, Chacas contaba con numerosas minas aprovechadas por familias españolas y portuguesas provenientes de Huánuco. El primer ingenio minero que se fundó en territorio chacasino fue "Nuestra Señora de la Limpia Concepción de Tuma", regentado por Francisco Girón de Cabrera, tuvo capilla con retablo, molinos de granos y un molino de minerales para el procesamiento de la plata de Cajavilca. El ingenio estuvo operativo hasta su cierre en 1964. En 1970 fue completamente destruido por el terremoto de Áncash.

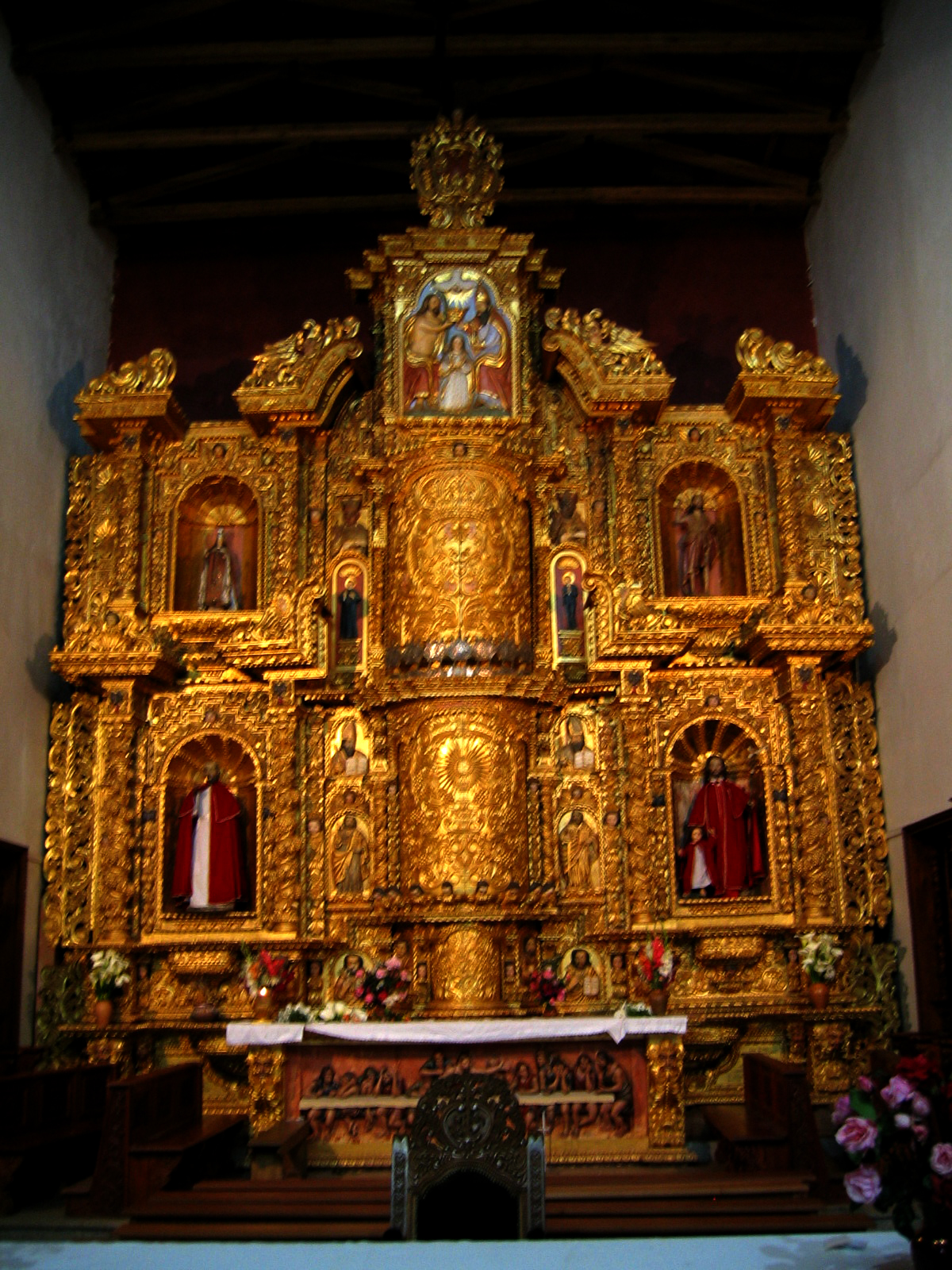
El retablo de estilo barroco tiene partes hechas de quenual y cedro nicaragüense. Fue construido a mediados del siglo XVIII.

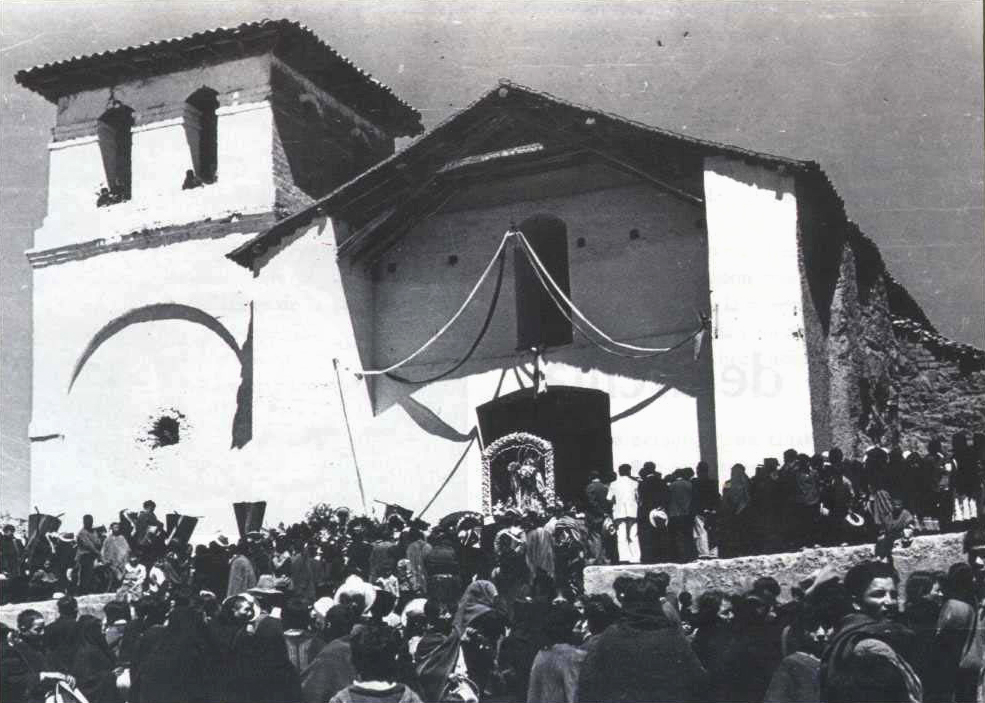
Iglesia colonial de Chacas, estuvo en pie entre 1570 y 1955. Reconstruida y remodelada entre 1956 y 1968, sin embargo, no soportó el terremoto de Áncash de 1970. Foto: año 1922.

En 1716 fue instalado el segundo ingenio minero más grande de Chacas: San José de Mushojmarca, por el capitán Juan José Tafur de Córdoba y Rojas, hijo del capitán Juan Mesía Tafur de Córdoba y Arroyo, encomendero de Olleros y Conila en Chachapoyas). Tafur llegó a Chacas en 1710 y se dedicó a la agricultura y minería explotando las vetas de Cajavilca, Kellaruna, Chucpin y Huiro. También se le atribuye haber adquirido la imagen de la Virgen de la Asunción para la capilla de su hacienda y habría encargado la construcción del horno de fundición de Herculano para procesar el mineral de Chucpin y Kellaruna, este horno estuvo operativo durante más de 200 años. Tras la muerte de Tafur en 1736, sus herederos vendieron y arrendaron gran parte de sus propiedades. En 1740 trasladaron las imágenes de la Virgen de la Asunción y José de Nazaret a su nueva ubicación en el templo de Chacas. A la cabeza de los Tafur, las familias acaudaladas de entonces encargaron la construcción de un retablo recubierto en pan de oro, construido con cedro nicaragüense.
Otra importante hacienda minera se instaló en 1790, San Francisco de la Contadera que procesaba el mineral del yacimiento de Cajavilca; fue embargada por la administración de Toribio de Luzuriaga en 1821 y otorgada al capitán chacasino Miguel Rincón y Rodríguez de la Roca como premio por su destacada participación durante la Independencia del Perú.
Entre los años 1770 y 1810, se instalaron en Chacas los últimos funcionarios y militares del virreinato, los coroneles de caballería sevillanos Antonio Navarro del Dosal, Francisco Menéndez de Valdés y el navarro Miguel Rincón y Rodríguez de Garay, como capitán de caballería, este fue padre del patriota Miguel Rincón y Rodríguez. En 1810 fue destacado el oficial vasco Francisco de Amez y Amezcaray, como capitán del ejército de infantería del Partido de Conchucos, quien pasó a las filas independentistas y llegó a ser gobernador de Conchucos Alto en la década de 1820.

### Época de la Independencia (1810-1825)

Provincia de Conchucos. Chacas fue elevado de parroquia a distrito con Simón Bolívar en 1824 formando parte del Partido Alto de Conchucos, una subdivisión conformada por las actuales Asunción, Fitzcarrald, Huari y Raimoindi, que más tarde pasaría a llamarse Provincia de Huari.

Entre 1780 y 1800, los centros poblados campesinos de las parroquias de Piscobamba y Chacas protagonizaron rebeliones que movilizaron grandes masas, motivadas en gran parte, por los tributos que estaban obligados a pagar. Sumado a ello, los abusos de los corregidores y hacendados quienes, bajo argucias legales y valiéndose de su influencia, arrebataban a los nativos, las «tierras en común» ubicadas por sobre los 4000 m s. n. m. Los alzamientos coincidieron con la rebelión de Túpac Amaru II en el Cuzco. Sin embargo, fueron develados rápidamente por contingentes militares enviados desde Huaraz a cargo del coronel Fontegra. 
En 1812, la Corona española se vio obligada a promulgar la constitución de Cádiz que, además de finalizar la inquisición y limitar el poder de las autoridades virreinales, condujo en abril de 1812, a la elección de las primeras autoridades mediante el voto libre y secreto, esta carta magna se elaboró con el fin de apaciguar los movimientos liberales de los sectores criollos y nativos dotándoles de mayor participación en la política y justicia local. En Chacas, mediante cabildo abierto, se eligieron a Domingo Tacsahuara y Fructuoso Gonzága como los dos primeros alcaldes de la parroquia de Chacas.
Durante el proceso de independencia del Perú, Chacas aportó un considerable número de hombres a las filas de los ejércitos libertadores, entre estos cabe destacar la actuación del presbítero chacasino Tadeo Gómez Alvarado, quien cumplía funciones eclesiásticas en Huarmey, este integró una partida guerrillera a caballo al mando del sacerdote aijino Gabino Uribe, para rescatar a un contingente patriota de manos de prisioneros realistas sublevados en Huarmey, estos fueron alcanzados y rendidos en Huayan, el regimiento de Uribe ingresó triunfalmente a Huaraz, el 30 de abril de 1821.
De la misma forma, el capitán chacasino Miguel Rincón y Rodríguez de la Roca, tuvo destacada actuación con el ejército patriota durante la Guerra de Independencia, alzándose como comandante general de caballería de Conchucos sur en 1821. Arrestó y condujo a más de 60 españoles, entre militares, funcionarios y hacendados de la sierra de Conchucos hacia el cuartel de José de San Martín en Huaura, de donde serían expulsados a España si no se alineaban al nuevo gobierno independiente. En reconocimiento a su intensa actividad militar, fue nombrado gobernador y comandante general de Conchucos Alto tras la Independencia del Perú. Su hijo, Fernando Rincón de Aranda, fue un prominente político entre 1840 y 1880, alcalde de Chacas, gobernador de Conchucos y diputado por Huari.
De entre los patriotas asentados en Chacas, destacó el sacerdote José María del Piélago, cura vicario de Chacas desde 1820, quien fue miembro clandestino de la Junta Patriótica de Huaraz, difundiendo las ideas independentistas en la zona sur de Conchucos; mantuvo contacto frecuente con el prócer argentino Felipe Antonio Alvarado en Huaraz, y cuando ejercía su labor pastoral en Chacas, protegió a los espías argentinos 'Francisco García Paredes' y 'José García', enviados por José de San Martín al departamento de Huaylas, antes de que el general arribara al Perú. Gracias a su intensa actividad a favor de la emancipación fue elegido diputado para conformar la primera asamblea constituyente de 1822.
Cuando se proclamó la independencia del Perú; el intendente de Tarma, Dionisio Vizcarra, enviado por el libertador José de San Martín, proclamó la independencia en la plaza principal de todos los pueblos de la zona de Conchucos, iniciando por el pueblo de Chacas en diciembre de 1821. De acuerdo al reglamento provisorio publicado por José de San Martín, el 12 de febrero de 1821, se estableció la primera demarcación territorial en la que se creó la provincia de Conchucos con dos partidos: Conchucos Bajo y Conchucos Alto, teniendo como capitales a Piscobamba y Huari respectivamente, Chacas fue integrada a Conchucos Alto como parroquia. En 1824, ya al mando de Simón Bolívar, el Ejército Libertador acantonado en Huaraz, recibió de la población chacasina víveres y ganado para su sostén, el comandante chacasino Miguel Rincón y Rodríguez dirigió el acopio de este envío realizando una lista detallada:

[...] El 12 de marzo de 1824, el pueblo de Chacas remitió en forma pormenorizada el envío de 32 caballos, 367 cabezas de carneros, 81 cabezas de ganado, granos, harina, papas, sal, etc. [...]Lista del Cap. Miguel Rincón (1824)

### República (sigloXIX)

#### Creación del distrito de Chacas
A mediados de 1825, durante el gobierno de Simón Bolívar, fueron elevados a distritos los antiguos curatos o parroquias de Conchucos, así nació el distrito de Chacas como parte de la provincia de Huari. En 1837 falleció en Chacas Francisco Aráoz de La Madrid, prócer argentino de la Independencia del Perú, quien, ya retirado de la vida militar, ocupaba el cargo de Gobernador de la Provincia de Conchucos.
En 1845, durante el gobierno de Ramón Castilla, se fundaron en Chacas y Huari, las dos primeras escuelas mixtas de menores de la provincia de Huari. Ambas bajo el sistema Lancasteriano. Su gestor fue el diputado chacasino Fernando Rincón de Aranda.
Entre 1852 y 1853 una epidemia de fiebre amarilla de grandes proporciones asoló a toda la Sierra Oriental de Áncash. En el distrito de Chacas se registraron dos mil muertes en el lapso de un año.

[...] con la presente epidemia, diario mueren lo menos 6 personas de las que solo sé porque la dilación de la Doctrina no permite revisarla toda [...] según se sabe por noticias en los campos son comidos por perros y gallinazos (cóndores) los cadáveres cuando no hay quien los sepulte [...] ahora me resta decir que el otro compañero presbítero Don Adrían Ríos también se me ha retirado a Chavín de Huantar, de miedo del contagio abandonándome solo en esta espaciosa Doctrina en tiempo de cuaresma y en tiempo de peste que hay más de dos mil enfermos. Ningún médico quiere venir por ninguna paga a ayudarme [...]
 R. P. Anselmo Pardo en carta enviada al arzobispo de Lima (15 de marzo de 1853).

El 2 de enero de 1857, siendo presidente del Perú, Ramón Castilla, el distrito de Chacas (creado en 1825) es oficialmente reconocido por ley durante la Convención Nacional del Perú (1855-1857), fue presidente de aquella asamblea José Gálvez Egúsquiza.

#### Época de los latifundios y cénit de la actividad minera (1850-1950)

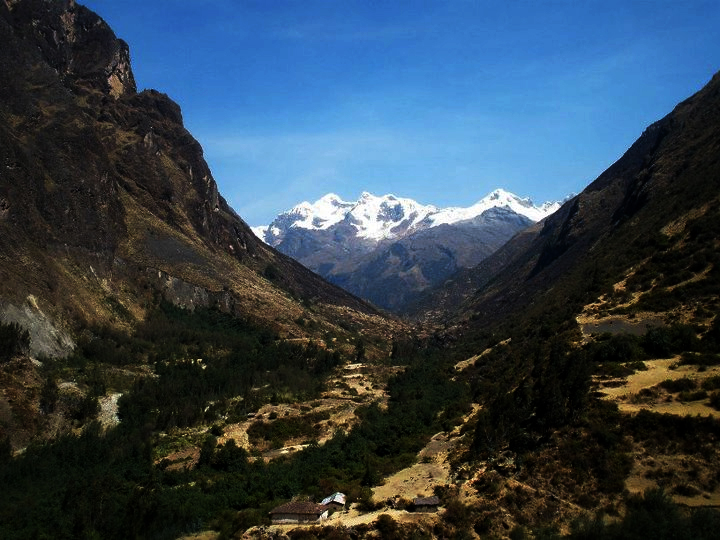
La quebrada Vesubio poseyó gran parte de la riqueza mineral de Chacas desde la época colonial. Durante la época republicana, empresarios europeos la explotaron durante casi 100 años.

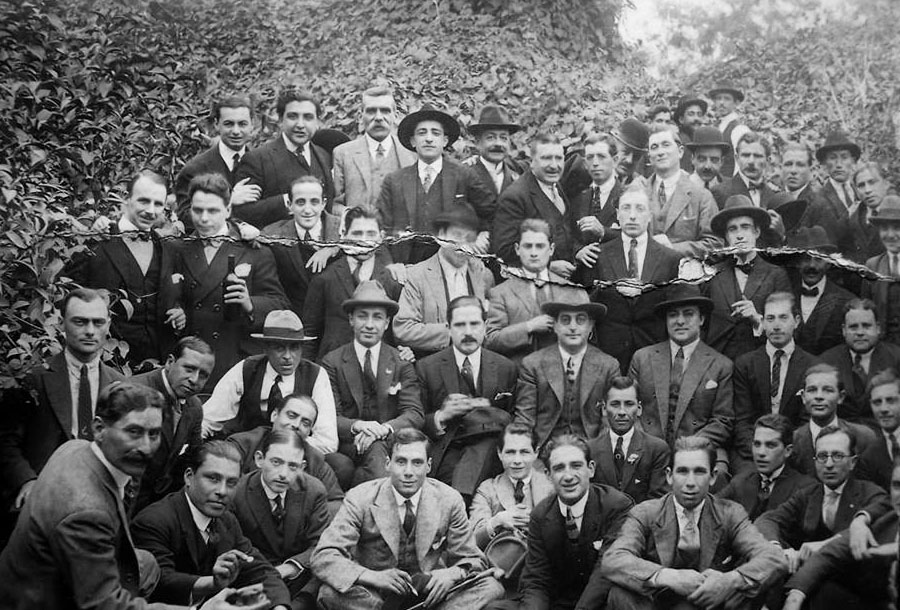
Personal administrativo de la compañía minera El Vesubio a inicios del. Presentes en la fotografía: Domingo y Luis Cafferata D'Lorenzzi y Gerónimo Olivieri Cafferata.

Alexander Von Humboldt resaltó la importancia de Chacas en la producción minera a nivel nacional, nombrándolo junto a Conchucos, Pomabamba, Huari, Chavín y Recuay en su Ensayo Político sobre el reino de la Nueva España (1811). Entre las décadas de 1810 y 1900, se instalaron en Chacas más de 10 haciendas agrícolas y mineras de las que destacaron: San Francisco de la Contadera, propiedad de Fernando Rincón y Rodríguez), Santa Catalina y Chacapata de Pedro Cafferata; Huallin, de José Amez Navarro; Ludorina y la Inmaculada Concepción de Tuma, de Ludovico Amez Mariluz, todas dedicadas a las actividades agrícolas y la explotación de las minas de la Cordillera Blanca, tales como: Ánimas, Huamaná, Cajavilca, Kellayruna, San Antonio de Apash, entre otras.
En 1870, durante su recorrido por el departamento de Áncash, Antonio Raimondi visitó varias de estas haciendas y las consignó en su obra Áncash y sus riquezas minerales. Mientras que el geógrafo austriaco Hans Kinzl y el geólogo y botánico alemán Phillip Borchers visitaron las haciendas de Santa Catalina, Chacapata y Ludorina, describiéndolas en su libro Die Weisse Kordillere en 1932.

[...] A este distrito pertenecen las haciendas minerales de Santa Catalina y La Contadera. [...] El distrito tiene varios minerales, pero los principales son los que se benefician en la hacienda de La Contadera, situada a cuatro leguas de Chacas [...], el cerro mineral se llama Cajavilca y la principal mina lleva el nombre Ánimas [...]
 Antonio Raimondi - 1873.

El cenit de la actividad minera inició en la década de 1860, en un contexto comercial condicionado por la alta demanda de metales en las industrias europeas y estadounidenses lo que conllevó a que numerosos inversionistas extranjeros se asentaran en esta zona de Áncash. Empresarios italianos, ingleses, franceses, alemanes y croatas emprendieron en diversas actividades, siendo la minería una de las más importantes. En 1875, se fundaron las empresas mineras Pompey y El Vesubio, las más grandes y modernas de Chacas y de la provincia de Huari. Explotaban el oro, plata, plomo, cobre y el zinc de las alturas de quebrada Vesubio, en la Cordillera Blanca.
Durante aquella época se construyeron las primeras plantas de lixiviación y flotación, hornos de fundición y sistemas de transporte mineral mecanizado, así como la primera carretera. Entre los empresarios destacaron los cónsules del Reino de Italia y el Imperio Austrohúngaro, Pedro Cafferata Battilana y Francisco Handabaka Stanic, además de Rafael Mazzini Garibaldi sobrino de Giuseppe Garibaldi.
Las empresas mineras se convirtieron en el eje de desarrollo distrital por unos cincuenta años. Durante este período, Chacas creció notablemente al punto de ser considerado el distrito con mayor importancia de la provincia de Huari. Para 1895, el congreso aprobó elevar a Chacas y San Luis a la categoría de Villa, se instalaron 2 líneas telefónicas que partían de Chacas a los centros mineros de Pompey y Vesubio, grandes locales comerciales destinados a la venta de provisiones y suministros para las mineras, tiendas con productos llegados de Lima, de los que destacaban telas como la Cachemira, sillas vienesas; tocadiscos y pianos. También se instaló una pequeña fábrica de bebidas gaseosas y en 1920 se inició la construcción de la carretera desde Chacas al centro minero de Pompey.

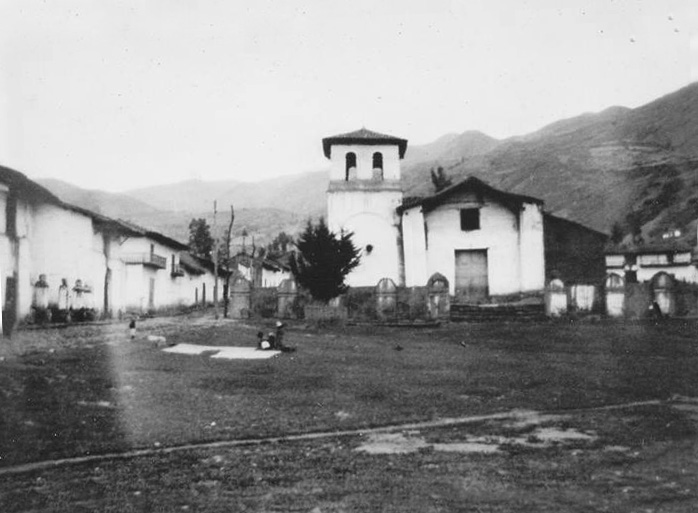
La plaza de Chacas en 1931. Fotografía: Hans Kinzl.

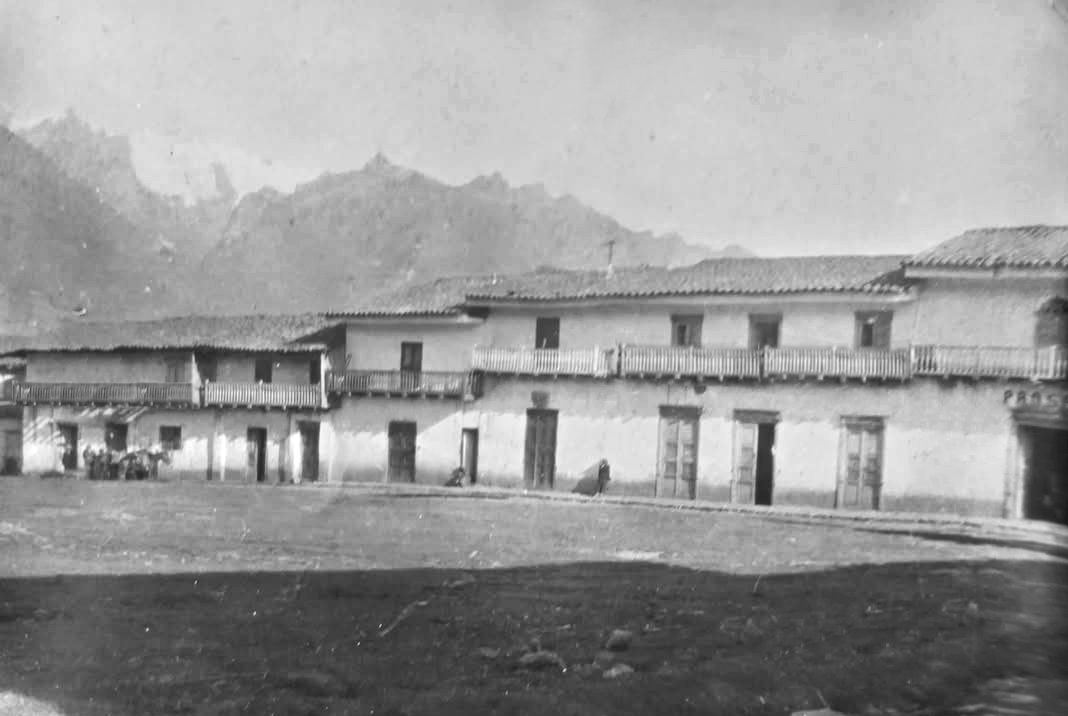
Casonas coloniales y republicanas en 1950.

Si bien la actividad minera condujo al crecimiento económico de la zona y sobre todo al aumento del poder económico y político de ciertas familias; el auge minero de Chacas y de diversos pueblos de la serranía ancashina, no se tradujo en beneficios reales para los pobladores de las comunidades campesinas donde operaban las mineras. Muchos pobladores campesinos se veían obligados a trabajar en condiciones inhumanas y durante largas jornadas, siendo sobre explotados y mal remunerados por los hacendados y capataces. En la mayoría de las veces se utilizaban argucias con el fin de que los campesinos dedicados a las haciendas y las minas no recibieran el íntegro de su remuneración. 
Para 1930, las obras de construcción de la carretera que uniría Chacas con los asientos mineros de Pompey y Vesubio se paralizaron con la derogatoria de la Ley Vial. Durante sus diez años de vigencia, se construyeron poco más de 5 km de carretera hasta el sector de Chacabamba. Sin embargo, las empresas mineras del distrito continuaron con la construcción del tramo Pompey - Vesubio culminándolo en 1934, un año después llegó el primer automóvil que fue ensamblado en el centro minero, este operó en la quebrada Vesubio entre 1935 y 1970.
En 1935 se culminó la construcción del palacio municipal del distrito, la nueva infraestructura fue diseñada por el arquitecto Severo Castillo en el solar del antiguo cabildo de Chacas. 
En 1936, una expedición de jóvenes chacasinos, explorando la ruta por donde se interconectaría Chacas con Carhuaz mediante una carretera de alta montaña, alcanzó una garganta localizada a 5.080 m s. n. m. entre los macizos Ulta (6.122 m s. n. m.) y Contrahierbas (5.786 m s. n. m.) a la que bautizaron como «Punta Olímpica», en honor a la victoria de Perú sobre Austria en los Juegos Olímpicos de Berlín 1936. La campaña se conformó por Enrique Amez Castillo, Nadal Amez Espinoza, Wilfredo Amez Hoke, Serafín Conroy Chenda, Juan Falcón, Alberto Fortuna, Gustavo Loli y Tomás Roca Vidal.
En 1940, tras una serie sismos registrados en la costa norte del Perú, el tejado y muros del templo de Chacas colapsaron y fueron reconstruidos en solo un año por trabajos comunales liderados por el municipio de Chacas. En 1941, el templo y el arte sacro de su interior fueron declarados monumento histórico nacional por ley del congreso 9373. Sus gestores fueron el párroco Alberto León y los alcaldes Ludovico Amez Hoke y Nicanor Jimeno.

[...] En 1940 se derrumbó la parte del Altar Mayor hasta el Púlpito. Las autoridades y pueblo en unidad completa nos entregamos a su reconstrucción y en solo un año, en 1941, quedó terminada la reconstrucción, con solos nuestros óbolos y nuestras fuerzas. Obra semejante es excepcionalmente vista en los pueblos de esta región. [...]
Benigno del Río, alcalde de Chacas, en carta al Congreso de la República (1942).

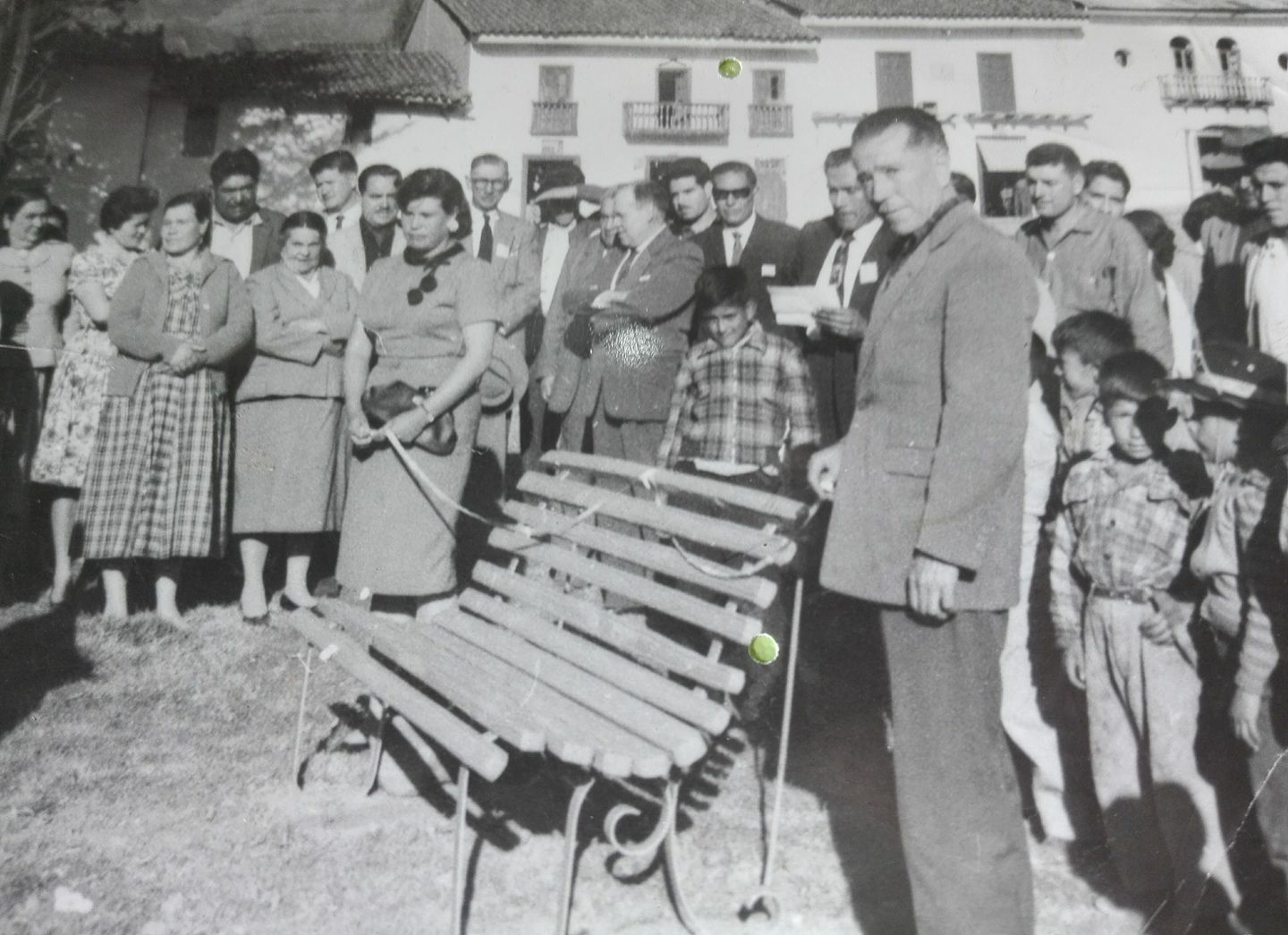
El alcalde Vicente Handabaka y vecinos del pueblo inaugurando una banca de la plaza de Chacas (1963).

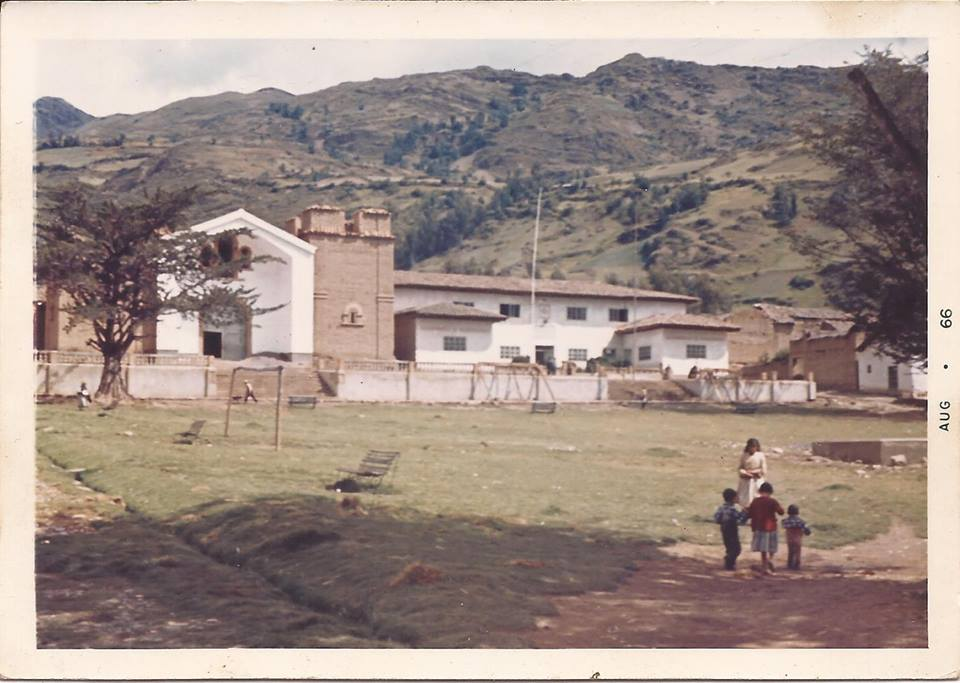
Plaza de Chacas en 1966. El municipio de Chacas construía las nuevas torres del templo y remodelaba el malecón. Las torres solo permanecieron en pie 2 años. Colapsaron durante el terremoto del 70.

El 16 de agosto de 1946 un incendio en el templo consumió gran parte de la imagen de la Virgen de la Asunción por lo que tuvo que ser trasladada hasta Lima para su restauración. Su retorno a Chacas se dio el 7 de agosto de 1947 acompañada por una multitud de fieles y danzas provenientes de Vicos y Chacas a través del camino de herradura de la quebrada Honda.
En el año 1947, el empresario Próspero Roca Vidal puso en funcionamiento la primera central hidroeléctrica ubicada en Huarazpampa, convirtiendo a Chacas en uno de los primeros pueblos de Áncash en contar con fluido eléctrico (solamente Huaraz, Yungay, Caraz y Huari contaban con energía eléctrica). Esta central estuvo operativa durante unos quince años.

#### Declive minero y terremoto de Áncash (1950-1975)
En 1958, tras un año de gestiones, el municipio de Chacas, liderado por Cornelio Aguirre, consiguió que el Congreso destinara una partida de 150.000 soles (6 - 7 millones actuales) con el fin de restaurar el Santuario de Mama Ashu y homenajear al prócer de la independencia, Francisco Aráoz de La Madrid, sepultado en el templo. La comisión gestionó la construcción de una placa y tumba conmemorativa y la restauración de la estructura del templo, que lucía sumamente deteriorado tras una serie de terremotos y la antigüedad de su arquitectura que databa del siglo XVI. El trabajo tardó 11 años en concluirse, participando en él toda la población chacasina mediante faenas comunales. Se reconstruyeron las dos torres, se restauró el interior y se remodeló el malecón. Ese mismo año, la población del distrito liderada por la municipalidad, inició la construcción del tramo de la carretera que uniría Chacas, Jambón, Acochaca y el vecino pueblo de San Luis cuatro años después.
Desde la década de 1950, el distrito entró en un proceso acelerado de disminución demográfica, debido al cierre de las empresas mineras más importantes y la tasa elevada de migración de la población joven a ciudades más desarrolladas de la Costa peruana o el Callejón de Huaylas en busca de estudios u oportunidades laborales. Dicha situación obligó a que, en 1966, se fundara el Colegio Nacional Amauta Atusparia, fruto de la gestión de Pedro Rodríguez Cunza, Cornelio Aguirre Arteaga, Manuel Mendoza García, Francisco Huertas Handabaka, Ricardo Cáceres Ramírez, Reinaldo Bello Bernal y Marco Díaz Cerna. El colegio funcionó durante sus primeros años en el actual local de la municipalidad provincial.
En 1970 sucedió el devastador terremoto de Áncash de 1970 que asoló a las ciudades del Callejón de Huaylas y Conchucos con serios daños en toda la región, hubo deslizamientos de cerros, embalses de ríos y los caminos de herradura se obstruyeron por meses. Este evento reconfiguró completamente la conformación social y económica de Áncash haciendo que muchos migraran definitivamente a Lima. Los chacasinos eligieron los distritos norteños de Ancón y Santa Rosa, que vivían su mejor época al ser los balnearios más importantes de Lima durante las décadas de 1970 y 1980.

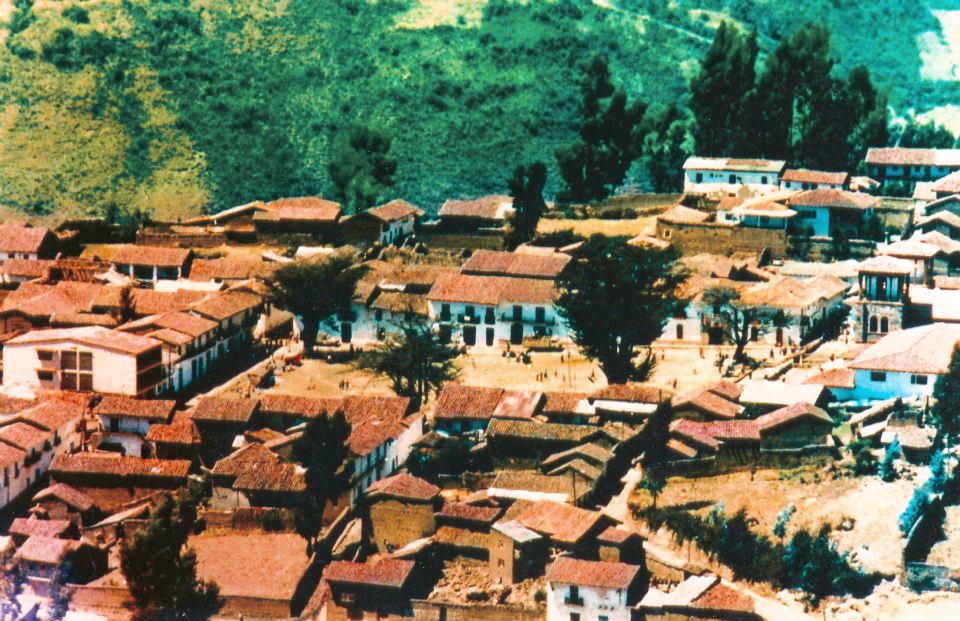
Casco antiguo de Chacas en 1990, nótese los centenarios cipreses en la plaza de armas.

### Ugo de Censi y el resurgimiento de Chacas (1976-2000)

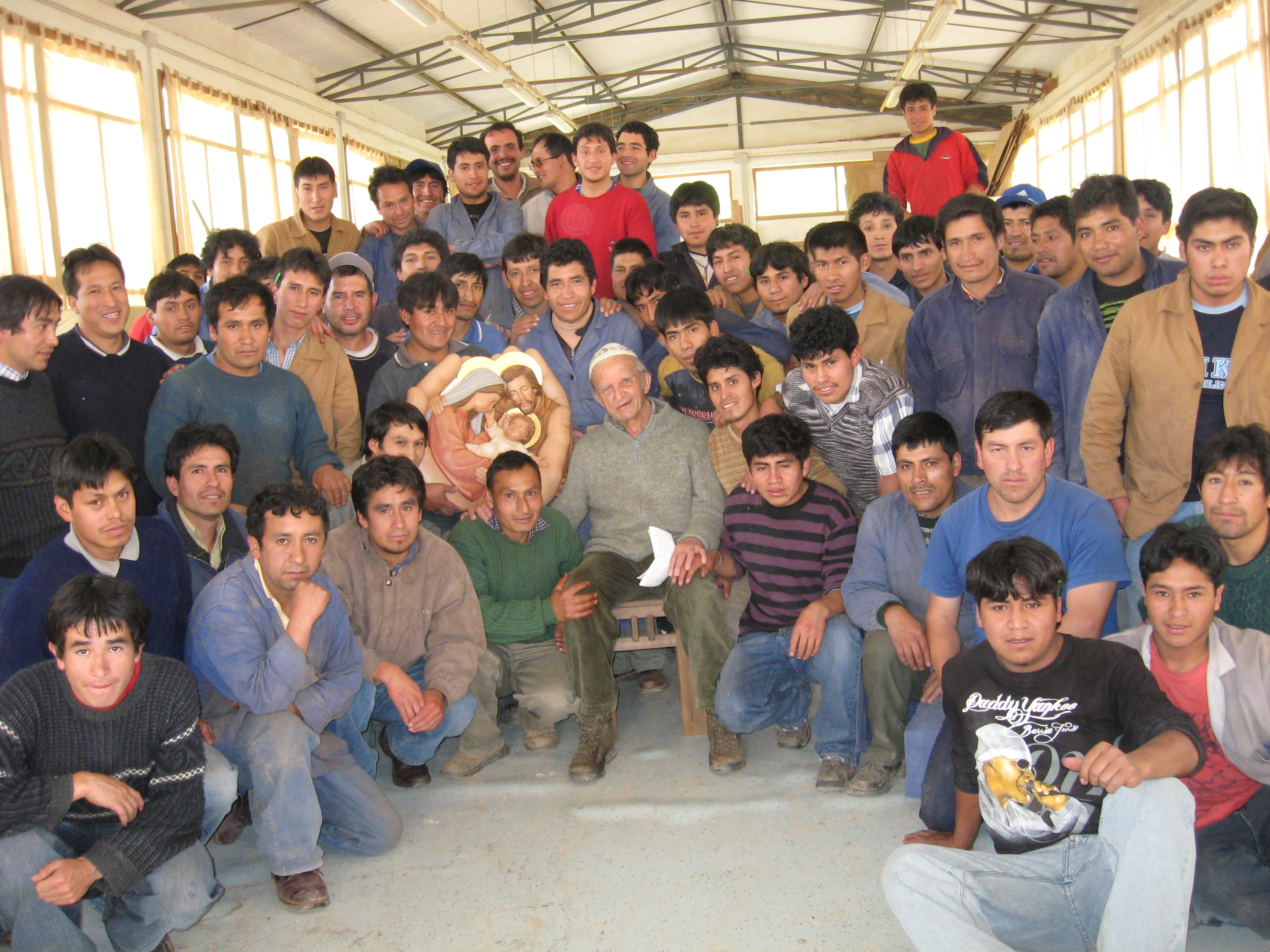
El padre Ugo con los jóvenes artesanos formados en el taller Don Bosco de Chacas. Sus trabajos son solicitados por diversos países del mundo.

En 1976, se asentó en el pueblo, el sacerdote Ugo de Censi, misionero italiano fundador de la Operación Mato Grosso, una organización de cooperación social conformada por jóvenes italianos que colaboraban con poblaciones desfavorecidas en Brasil. El religioso notó la brecha de desigualdad entre algunos pobladores, hacendados y empresarios mineros y la población rural, que vivía en la pobreza extrema y abandonaba sus tierras para migrar a ciudades en busca de mejores oportunidades. Conmovido, fundó en 1978 la Escuela Taller Don Bosco, para los niños y huérfanos más pobres del distrito.

#### Provincialización
Las gestiones para la provincialización iniciadas en 1934 por Abel Amez Córdova, Ludovico Amez Hoke, Horacio Cafferata Vargas, Benigno del Río Cueva, Santos Falcón y el R.P. Alberto León, no dieron frutos y se vieron postergadas en 1936. Casi 50 años después, en 1980 se conformó la segunda comisión que, luego de tres años de gestiones, el 30 de diciembre de 1983 logró la creación de la provincia de Asunción, elevando al pueblo de Chacas al nivel de capital distrital y provincial y al centro poblado de Acochaca al de capital distrital.

Miembros fundadores de la provincia - comisión 1980-1983
Cornelio Aguirre Arteaga, Róbinson Ayala, Misael Noriega Barrón,  Pedro Rodríguez Cunza, Máximo Vidal Roca y José Zaragoza Portella; con el soporte de: Ugo de Censi, Gilberto Arana, Cornelio Aguirre Álvarez, Julian Aguirre Castillo, Atilio Aguirre Moreno, Carlos Aguirre Solís, Leonidas Amez Vega, César Amez Cerna, Dagoberto Amez Egúsquiza, Marco Asencios Falcón, Juan Cerna Amez, Donato Cueva, Manuel Cunza García, Homero del Castillo Vidal, Marco y Godo Díaz Cerna, Santos Falcón, Fidel Hidalgo Solís, Gabriel Huerta Diaz, Niceto Jiménes, Samuel López Juárez, Ludgardo La Puente Aranda, Judith Mariluz Roca, Aníbal Melgarejo Jimeno, Santiago Robles, Aníbal Vega Portella, Carlos Vidal Negreiros.
Saúl Espinoza Milla - Chacas, una historia del sincretismo hispanoamericano (pp. 19-21).

#### Cooperativa Don Bosco y Hospital Mama Ashu

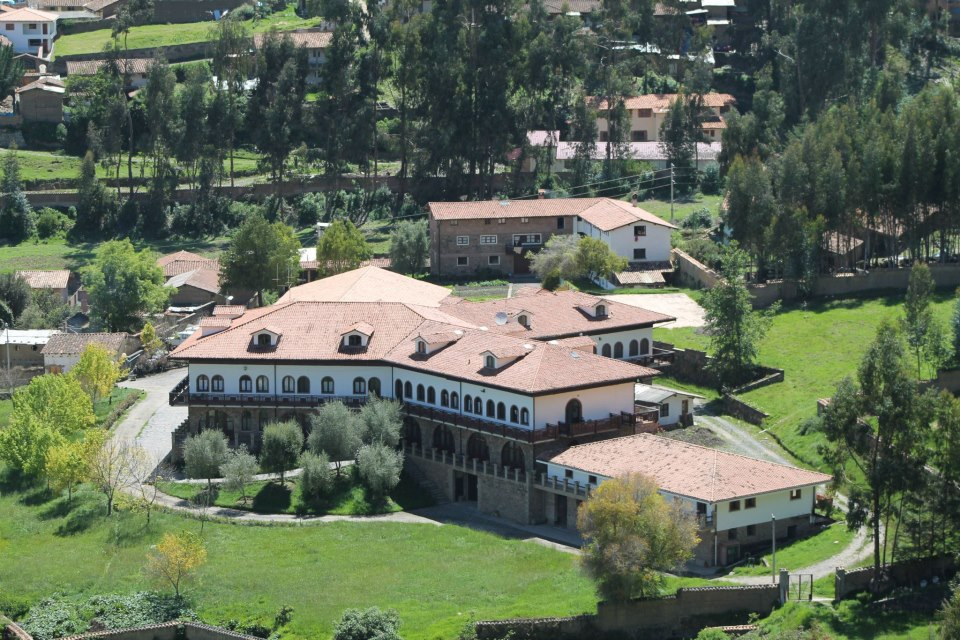
Hospital Mama Ashu, inaugurado en 1995.

A inicios de la década de 1990, se trasladó la sede de la escuela mixta 346 de Chacas (localizada en el claustro del templo) a su nueva ubicación en el barrio de San Martin. La tarea fue promovida y completada por la Operación Mato Grosso liderada por Ugo de Censi, con la construcción de una sede más espaciosa con métodos constructivos modernos. Hoy en día, dicha escuela lleva el nombre de su benefactor: «Maestro Ugo de Censi». Así, la antigua escuela mixta, construida con adobe en 1932, pasó a formar parte de los edificios destinados a la formación de los niños acogidos por el sacerdote, que se preparaban como artesanos del taller Don Bosco.
La población urbana de Chacas, así como la actividad comercial se incrementaron notablemente, gracias a la interconexión del pueblo con las ciudades del Callejón de Huaylas y a la fundación de la cooperativa Don Bosco, creada para brindar trabajo a los egresados de la escuela de tallado. Muchos de los artesanos, venidos desde diferentes centros poblados de la provincia se asentaron en Chacas definitivamente. De Censi emprendió la reconstrucción de la iglesia de Chacas y la restauración del retablo colonial, participando en este trabajo los maestros ebanistas Teodorico Tafur y Edgar Huamán (primera promoción del Taller Don Bosco), bajo la dirección de la restauradora italiana Sandra Ferroni, los trabajos se prolongaron entre 1993 y 1995.
Entre 1993 y 1995, se construyó el hospital Mama Ashu, de categoría I-4, sobre terrenos donados por Cornelio Aguirre Arteaga a la Parroquia de Chacas. El gestor de su construcción fue el párroco Ugo de Censi, apoyado con fondos del arzobispado de Milán encabezado por el cardenal Carlo María Martini. El sacerdote se trazó la meta de construir un centro médico moderno con la finalidad de brindar ayuda sanitaria a personas de escasos recursos residentes en la zona trasandina de Áncash. 

«El hospital se construyó para tratar a los más pobres con el mismo nivel de atención de una clínica moderna donde se atienden los ricos. Debemos aprender a valorar la salud de todos, incluida la de los más pobres, porque en ellos habita Dios»
 Ugo de Censi (1997).

En 1996, el gobierno del Perú donó un lote de madera cedro que se utilizó en la elaboración de los actuales balcones del perímetro de la plaza. El convenio se realizó entre la municipalidad y la escuela taller Don Bosco quienes tomaron como referencia los balcones coloniales de Lima y del Cusco. De la misma forma, se inauguraron: el hospital Mama Ashu a cargo de la Operación Mato Grosso y el Museo de Arqueología de Chacas.

### SigloXXI

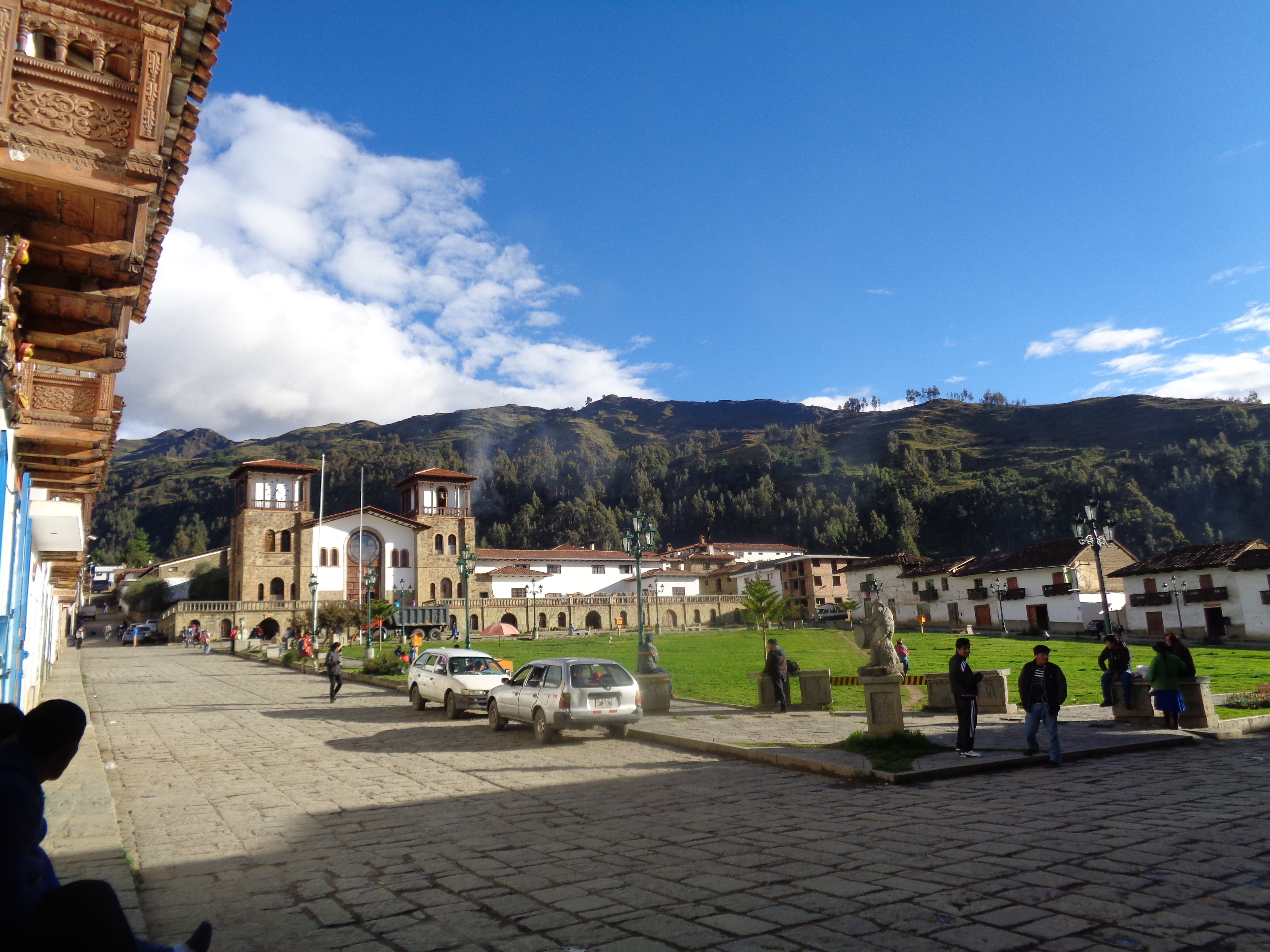
Plaza de Chacas, remodelada entre 1998 y 2005.

En la década del 2000 tuvo lugar una remodelación importante de la plaza de armas que incluyó paseos peatonales, farolas y jardines. En 2008 se fundó el Instituto Superior Tecnológico Público de Chacas, la primera institución pública de educación superior de la provincia que ofrece las carreras técnicas de agropecuaria y guía oficial de turismo. De la misma forma se habilitaron nuevas vías distritales, se aperturó el consulado de Italia, y el barrio de Tinco fue incluido al ámbito urbano. 
En 2009, el Instituto Nacional de Cultura reconoció al baile de origen preinca, la mozo danza, como Patrimonio Cultural de la Nación. Un año antes, el paso huanquilla también fue reconocido con dicho título. Es destacable la gestión y difusión por parte del ciudadano Manuel Milla.

«Declara Patrimonio Cultural de la Nación a la expresión Mozo Danza de la provincia de Asunción, región Áncash, en tanto que, por sus antecedentes ancestrales, la originalidad y riqueza de sus mudanzas y de su vestuario, así como por el profundo sentimiento de identificación colectiva que infunde en la población de Chacas, constituye una valiosa expresión del patrimonio inmaterial de Áncash que contribuye a la afirmación de la identidad colectiva regional y nacional.»
 Texto declaratorio de Patrimonio Cultural en 2009.

En el año 2010, el comité pro-carretera Callejón de Huaylas-Chacas-San Luis, que fue fundado en 1999 con la finalidad de gestionar la construcción de una carretera asfaltada que interconectara el valle del Callejón de Huaylas con Chacas, logró la aprobación del proyecto con el Gobierno Regional de Áncash, estimando el costo de la obra en 460 millones de soles. El grupo de gestores fue liderado por José Zaragoza Portella y el soporte de Helí Noriega Barrón, José Ayala Falcón, Martha del Castillo, Marco Díaz Cerna, Isaías Rodríguez, Liberio Amez Córdova y el Reverendo Ugo de Censi.

#### Interconexión vial y nuevo destino turístico

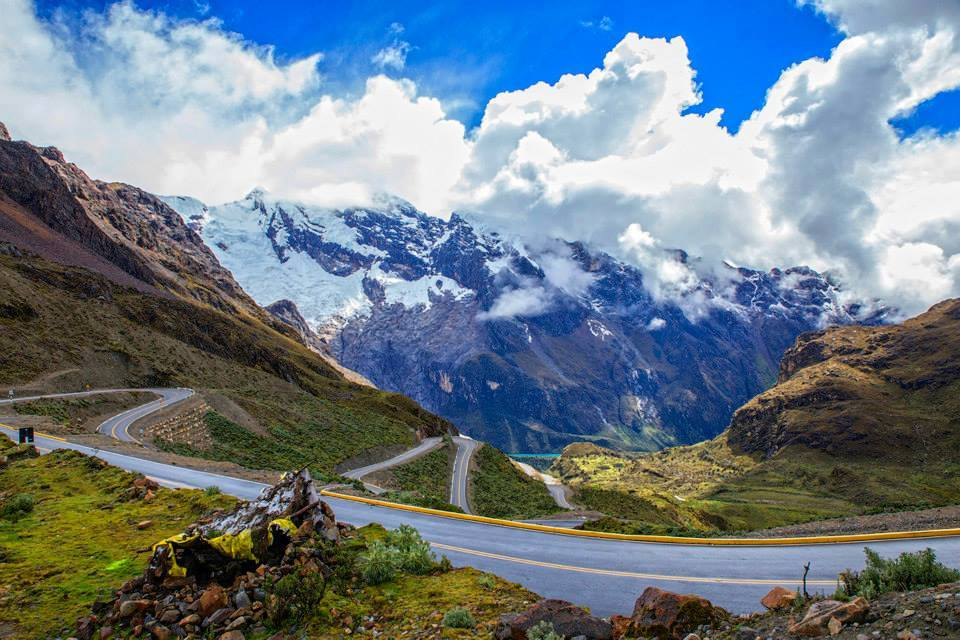
La interconexión con el Callejón de Huaylas mediante una moderna carretera asfaltada ha generado un creciente flujo de turismo y comercio desde 2015.

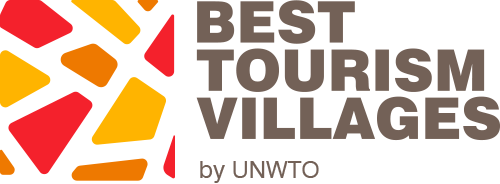
Chacas fue reconocido como uno de los mejores pueblos turísticos del mundo por la Organización Mundial de Turismo en 2023.

Tras 2 años de trabajos, en agosto de 2013 se inauguró el asfaltado de la moderna ruta departamental AN-107, fruto de 12 años de gestiones. La carretera incluye el segundo túnel vehicular a mayor altitud del mundo: el túnel Punta Olímpica, la obra reduce el tiempo de viaje a Huaraz de 7 horas a solamente 3 horas.
El 2 de diciembre de 2018, tras 42 años como párroco de Chacas, falleció en Lima, el sacerdote Ugo de Censi, sus exequias fúnebres realizadas en Chacas se prolongaron por 5 días y más de 15 000 personas asistieron a su funeral. Fue enterrado el día 8 de diciembre en el Santuario de la Virgen de la Asunción. La plaza mayor de Chacas fue rebautizada en su honor.
Tras la inauguración de la carretera Carhuaz-Chacas-San Luis, el pueblo se ha convertido en uno de los nuevos destinos turísticos de Áncash, su cercanía al circuito del Callejón de Huaylas sumado al rico patrimonio cultural y natural de la provincia ha generado un flujo de turismo creciente desde 2018. Son numerosas agencias de turismo de Lima, Chimbote y Huaraz que han incluido a Chacas como nuevo destino turístico, lo que ha generado la apertura de establecimientos turísticos como hoteles y restaurantes con una variada oferta de precios.
En octubre de 2023, el pueblo recibió la distinción como uno de los “Mejores Pueblos Turísticos del Mundo” en su edición 2023-2024. Chavín de Huántar, Paucartambo, Pozuzo y Taquile también fueron seleccionados por la Organización Mundial de Turismo (OMT), al superar una estricta evaluación que consideró nueve áreas: recursos culturales y naturales; promoción y conservación de recursos culturales; sostenibilidad económica; sostenibilidad social; sostenibilidad ambiental, sesarrollo turístico e integración de la cadena de valor, gobernanza y priorización del turismo; infraestructura y conectividad; y salud y seguridad.

«CHACAS: Reconocido por ser un pueblo extraordinario, lleno de historia, naturaleza y tradición artesanal, que mantiene viva sus costumbres.»
 OMT (2023).

El 10 de diciembre de 2024, el Ministerio de Comercio Exterior y Turismo reconoció a Chacas con el título de Pueblo con Encanto, incluyéndolo en el grupo de 11 pueblos peruanos con vocación turística y valor patrimonial, con atributos naturales y culturales de carácter auténtico y singular.

## Demografía
Durante los últimos 30 años, el pueblo ha duplicado su población debido a la mejora de las vías de comunicación y una mejor oferta laboral. Al año 2023, la población de Chacas ronda los 2500 habitantes, contando a los 5 barrios urbanos y los centros poblados cercanos de Goyllarhuanca, Cochas, Huanunga y Condoroco, los cuales comparten un solo continuo urbano con el pueblo desde 2020.
Según el censo nacional de 2017, 79 % de la población de la provincia tiene al quechua como lengua materna, un 20 % al castellano y 1 % habla una lengua extranjera (italiano o inglés). En cuanto a su identificación étnica, 54 % se considera de origen quechua, como descendientes del grupo étnico huari que habitó esta zona de Áncash entre los siglos XI y XVII, 43 % de origen mestizo (como descendientes de quechuas y blancos), y 3 %  blanco.
Presencia europea
Chacas alberga una comunidad de ciudadanos italianos desde mediados de los años 80, provenientes en su mayoría del norte de Italia. Son misioneros voluntarios dedicados a la Operación Mato Grosso fundada por el sacerdote Ugo de Censi, su número fluctúa entre las 50 y 80 personas, quienes, al cabo de dos o tres años, retornan a su país natal. Algunos de los extranjeros se han asentado definitivamente en Chacas uniéndose entre connacionales o con lugareños. Cabe aclarar que esta comunidad extranjera es la segunda en la historia de Chacas, ya que, entre 1870 y 1910, se estableció un número considerable de inmigrantes provenientes de Italia, Croacia, Inglaterra y Alemania. De las familias europeas asentadas en Chacas, destacaron los Cafferata y Blua (italianos), Handabaka y Zimic (croatas) y los Conroy (irlandeses), quienes fueron empresarios mineros, alcaldes y gestores de la provincialización. Actualmente, las familias italianas Trinca, Capponi, Marelli y Fabrizi asentadas desde 1985, administran la misión religiosa de la Operación Mato Grosso.
| Gráfica de evolución demográfica de Chacas entre 1594 y 2025 |
| |
| Años: 1594, 1918,1940, 1993, 2000-actualidad. • Al año 2025 se estiman y contabilizan las poblaciones de Goyllarhuanca (90 hab.), Condoroco (50 hab.) y Cochas (150 hab.) que forman un continuo urbano con Chacas y sus 5 barrios. |

### Urbanismo

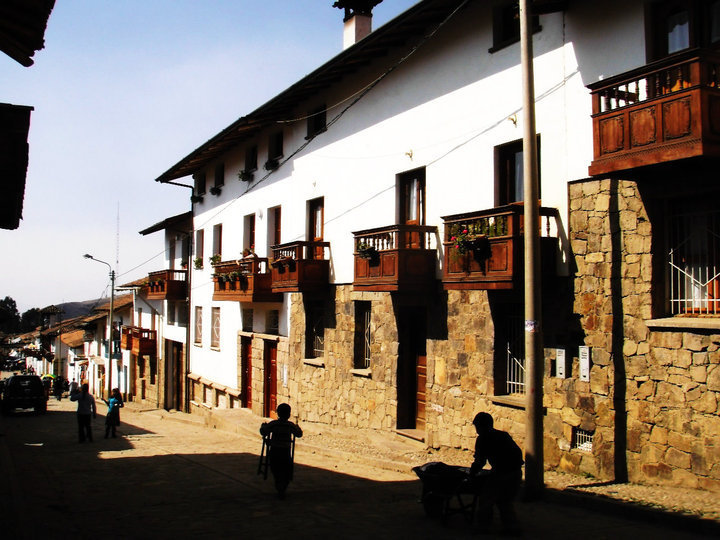
Viviendas italianas, con fachadas de estilo lombardo y balcones de estilo republicano en el Jirón Lima.

Chacas se fundó con dos barrios denominados Chacas y Macuash, para lo cual se dividió la plaza de armas en dos mitades, el primer barrio se localizó en el lado oeste, mientras que el segundo en el flanco este. Las calles principales durante aquella época fueron Ranra Calle: calle pedregosa, Pukio Calle: calle del manantial, Pachan Punku: calle de la puerta soterrada, Paqtza Kucho: calle del manantial y la calle San Juan Cruz.
En la década de 1960, se conformaron los barrios tradicionales de Atusparia, Alameda, Camchas y San Martin tomando como referencia los 4 vértices de la plaza de armas, y los nombres de las calles principales fueron cambiados a los jirones: Lima, Bolognesi, Raymondi y Buenos Aires. Desde 2011, el pueblo cuenta con un quinto barrio, Tinko. Se prevé que en pocos años, los poblados de Goyllarwanka, Condoroco y Cochas pasen a ser nuevos barrios del pueblo, por lo que este llegaría a tener más de 3000 habitantes.
El casco antiguo del pueblo presenta calles rectas con el típico trazado en damero de las ciudades fundadas por españoles. El pueblo creció abrigando el montículo o pirushtu sobre el que se construyó la iglesia, condicionado por la morfología inclinada del terreno. Tinko, al sur y Goyllarhuanca, en el lado sureste son las zonas con mayor crecimiento urbano por poseer terrenos llanos y estables. El actual desarrollo urbano del pueblo ha sido favorecido por la mejora de la calidad de vida de los pobladores que laboran en actividades relacionadas con las instituciones de gobierno, el hospital, y las fábricas administradas por la Operación Mato Grosso. 
Arquitectura
El casco histórico de Chacas se enmarca dentro del estilo arquitectónico colonial. En este confluyen dos estilos constructivos que dan lugar a una arquitectura singular en Áncash. Por un lado, el estilo andalusí, herencia de la colonia española, caracterizada por tejados de doble vertiente, balcones de estilo neo barroco y neo republicano y el tarrajeo de los muros con yeso. Por otro lado, desde finales de la década de 1990, se manifiesta el estilo constructivo lombardo o montañez en las viviendas de los residentes italianos y artesanos de Don Bosco, caracterizados por el uso frecuente de piedras locales en las fachadas, con balcones y puertas de madera elaborados por los mismos artesanos. Cabe destacar que muchos balcones y puertas tienen elementos y símbolos característicos de la familia propietaria, por lo que se aprecia una suerte de blasonamiento adoptado empíricamente por los habitantes.

## Política

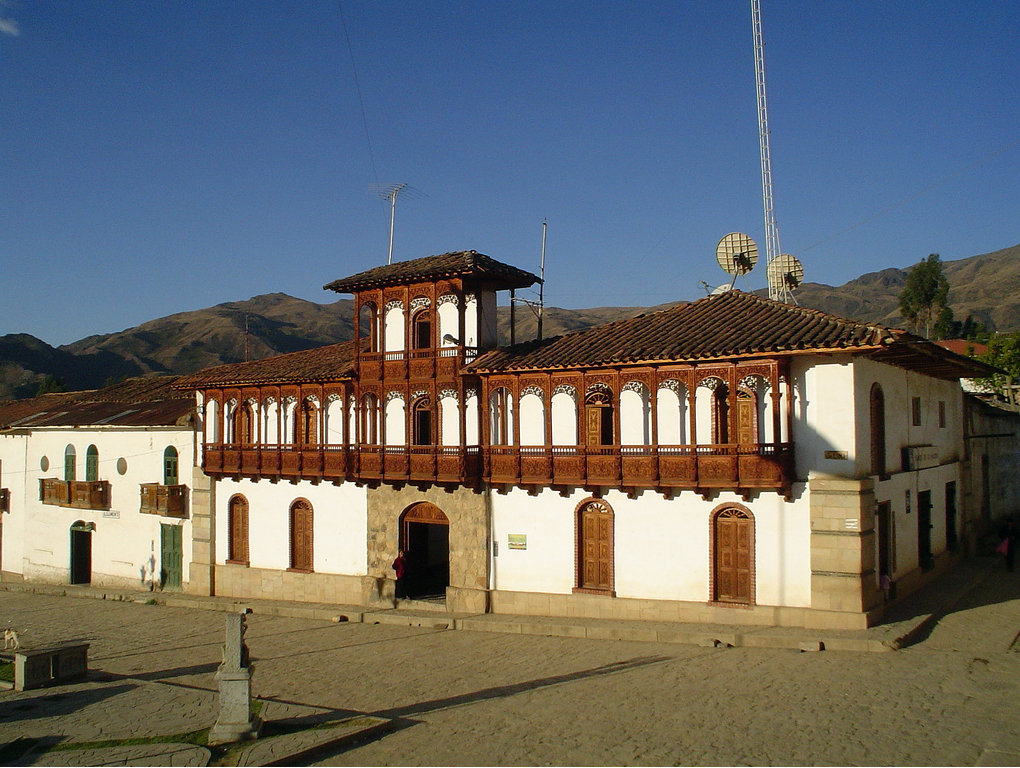
El Palacio Municipal de Asunción se construyó entre 1933 y 1934 en el solar del antiguo cabildo distrital.

### Administración municipal y regional
El pueblo como capital de la provincia de Asunción es gobernado por la Municipalidad Provincial de Asunción, que tiene competencia en todo el territorio de la provincia. Para el período 2023-2026, la municipalidad provincial estará constituida por el alcalde Bailón Pajuelo Blas, la teniente alcalde Carmen Cerna Luna y cuatro regidores.
Durante la historia del cargo, el sillón municipal fue ocupado por una mujer: Doña Etelvina Caldas Flores, en el período 1977-1978. Por otro lado, cuatro alcaldes también fueron diputados en representación de la provincia de Huari durante el siglo XIX.
| #  | Período   | Alcalde                                                         | Teniente alcalde       | Partido político               | Veces partido |
| -- | --------- | --------------------------------------------------------------- | ---------------------- | ------------------------------ | ------------- |
| 08 | 2007-2010 | Eugenio Brito Castro                                            | Jesús Zaragoza Guzmán  | Somos Perú                     | 1°            |
| 09 | 2011-2014 | Ronald Broncano Cadillo Presidente de la Mancomunidad Conchucos | Moisés Amez Silva      | Alianza para el Progreso       | 1°            |
| 10 | 2015-2018 | Elías Quiroz Aguirre                                            | Zenobia Espinoza Cueva | Alianza para el Progreso       | 2°            |
| 11 | 2019-2022 | Jesús Zaragoza Guzmán                                           | Jorge Obregón Ramírez  | Somos Perú                     | 2°            |
| 12 | 2023-2026 | Bailón Pajuelo Blas                                             | Carmen Cerna Luna      | Movimiento Regional El Maicito | 1°            |

- Fuente: Infogob [102]

Consejería regional
A nivel departamental, el cargo de la consejería regional es asumido por Félix Romero López quien presenta proyectos a favor de la provincia de Asunción en la asamblea del Gobierno Regional de Áncash encabezado por el también asunceno Koki Noriega Brito, con sede en Huaraz.

## Economía
El pueblo sustenta su economía en el comercio, la minería, agricultura y ganadería, que son áreas productivas mayormente de autoconsumo. También destaca el sector industrial, y desde 2019 el creciente flujo turístico. Al año 2010, el distrito concentraba el 59 % de la PEA provincial, siendo uno de los distritos con mayor desarrollo socioeconómico e industrial de la Zona de los Conchucos.

### Sector primario

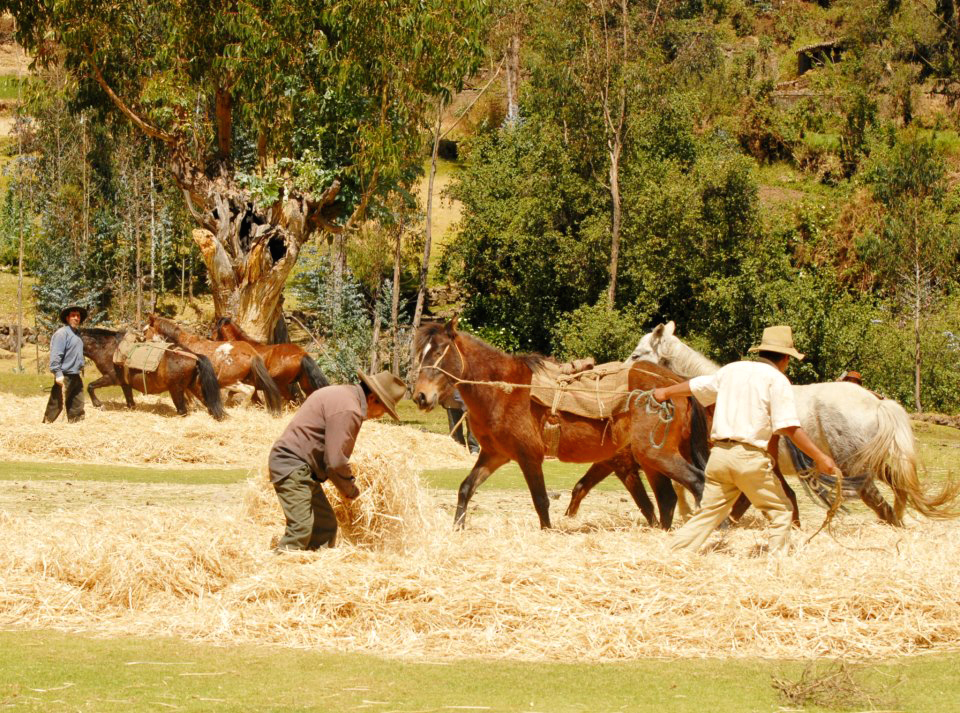
Labores de trilla en Wanunga.

La agricultura y la ganadería son la base de la economía familiar, mientras que el producto excedente es vendido en la ciudad y en el Callejón de Huaylas. Según información del III Censo de Agricultura (1992), el distrito de Chacas solo cuenta con un 40 % (1294 hectáreas) de tierras aptas para la agricultura. De este total solo son cultivadas 905 hectáreas (70 %), siendo la papa el cultivo con mayor producción, seguida del maíz y con menor volumen los cereales, registrándose un volumen de ventas distrital de quinientas toneladas por año.
Chacas posee una especie de papa llamada chacasina. Se trata de una semilla genéticamente modificada, resultado del cruce de la papa Yungay con un clon desarrollado en 1992, gracias a la acción conjunta del padre Ugo de Censi y el Centro Internacional de la Papa. Este proyecto tuvo el objetivo de buscar un cultivo que se adaptase al clima de la zona y resistiera enfermedades comunes de la papa. Luego de la primera cosecha exitosa, la parroquia de Chacas y el CIP descontinuaron su investigación y mejora genética por falta de apoyo económico, actualmente solo se cultiva en parcelas pequeñas.

### Sector secundario

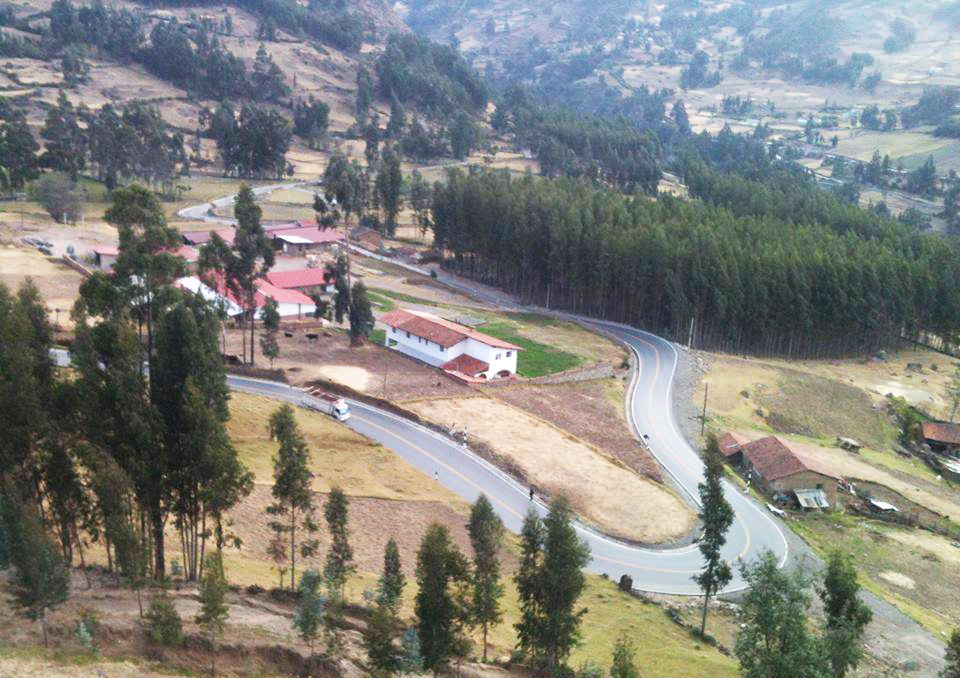
Fábricas de tejas y vitrales de los Artesanos Don Bosco.

Chacas es sede de la Operación Mato Grosso, una ONG de voluntarios nacionales y extranjeros fundada en 1979 por el padre Ugo De Censi. Desarrolla actividades de lucha contra la pobreza en Brasil, Bolivia, Ecuador y Perú a través de proyectos vinculados a la educación, formación para el trabajo, salud, vivienda, electrificación rural, promoción de microempresarios y artesanos, entre otras actividades que han contribuido a mejorar la calidad de vida de miles de pobladores.
La organización tiene instalados en Chacas tres centros educativos salesianos y talleres correspondientes a la industria ligera: dos fábricas de muebles de madera y varios talleres de muebles y artesanías en madera constituidas por exalumnos de los Talleres Don Bosco. También se ha instalado una fábrica de tejas y otra de vitrales (la única de Sudamérica). Por otro lado, en el centro poblado de Huallin se fabrican estufas de leña y se cuenta con talleres de mecánica.
Es destacable también el desarrollo de actividades a menor escala como la confección de prendas de vestir o la fabricación de derivados de la leche que en suma han generado numerosos puestos de trabajo gracias a su activa producción. Cabe resaltar que parte del dinero recaudado por las ventas de estos productos en los mercados de Estados Unidos y Europa, es re invertido en nuevos colegios y obras a favor de los más pobres de la zona.

### Sector terciario

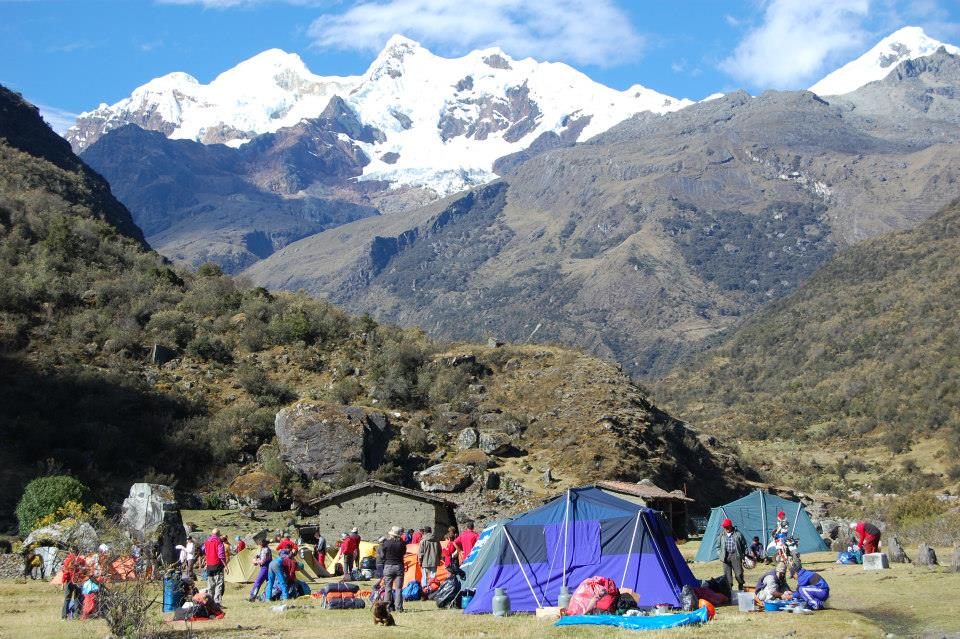
Expedición italiana en la quebrada Vesubio.

Los servicios de necesidad básica para la población son ofrecidos mayoritariamente por el mercado de Chacas y entidades minoristas, seguidas de entidades mayoristas. Dentro de este sector es considerable la existencia de comercios de ropa, un banco, una caja de ahorros y demás servicios públicos.
En cuanto al turismo, Chacas se ha convertido en uno de los nuevos destinos turísticos de Ancash desde la inauguración de la carretera Carhuaz-Chacas-San Luis en 2013. El buen estado de la vía, la cercanía del pueblo con Huaraz y el gran patrimonio cultural y natural que tiene la provincia ha generado un flujo de turismo creciente especialmente entre los meses de abril y octubre. Son varias agencias de turismo de Lima, Chimbote y Huaraz que han incluido a Chacas como nuevo destino turístico.
La hostelería en Chacas está compuesta por numerosos hoteles de dos y tres estrellas, bares, pizzerías, cafeterías y restaurantes aptos para turistas.

## Comunicaciones y transporte

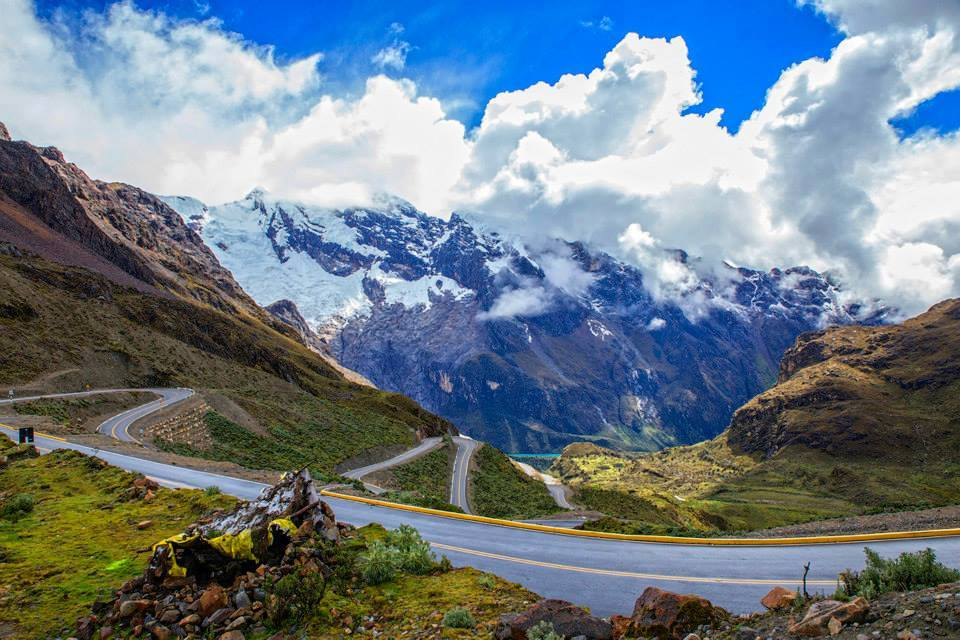
La Ruta AN-107 es la vía más transitada entre la Zona de los Conchucos y el Callejón de Huaylas por ser la única asfaltada.

### Transporte público
- Transportes Renzo: Huaraz - Carhuaz - Chacas - San Luis - Piscobamba - Pomabamba
  - 3 veces al día
- Transportes Huari Tours: Huaraz - Carhuaz - Chacas - San Luis - Piscobamba - Pomabamba
  - 2 veces al día
- Transportes Fama Tour: Lima - Huaraz - Chacas - San Luis - Piscobamba - Pomabamba
  - 1 vez al día

### Redes vehiculares y distancias
Chacas es la ciudad de la Zona de Conchucos mejor interconectada y la más cercana a las grandes ciudades del Callejón de Huaylas. Viajar a Carhuaz (la ciudad más próxima del Callejón), solo toma una 1.5 horas en auto y 2 horas en bus, mientras que, a Huaraz, capital del departamento, 2.5 horas en auto y 3.5 horas en bus. Asimismo, el aeropuerto de Anta (que cubrirá vuelos diarios a Lima desde 2024), se encuentra a media hora de Carhuaz y a 2 horas de Chacas.
La principal vía de comunicación es la carretera regional AN-107 y debido a la geografía accidentada por la que recorre, la carretera tiene una restricción de velocidad de entre 40 y 50 km/h. De la misma forma, el pueblo también está comunicado con otras poblaciones cercanas mediante carreteras afirmadas complementarias o redes viales municipales, que son mantenidas por la municipalidad provincial.
| Tipo                                                                  | Identificador | Denominación                          | Itinerario | Mapa |
| --------------------------------------------------------------------- | ------------- | ------------------------------------- | --- | ---- |
| Vía Regional (Red Básica).                                            | AN-107        | Carretera Carhuaz - Chacas - San Luis | Carhuaz- Shilla - Túnel Punta Olímpica - Huallin - Chacas - Jambón - Acochaca - Colcababamba - San Luis (AN-105) |      |
| Vías provinciales                                                     | P-3           | Carretera a San Luis                  | Chacas - Macuash - San Luis                                                                                      |      |
| Vías provinciales                                                     | P-12          | Carretera a Sagacancha                | Chacas - Jambón - Sagacancha                                                                                     |      |
| Vías provinciales                                                     | P-10          | Carretera a Chinlla                   | Chacas - Jambón - Chinlla                                                                                        |      |
| Vías distritales                                                      | D-9           | Carretera a Pampash                   | Chacas - Jambón - Viscas - Pampash                                                                               |      |
| Vías distritales                                                      | D-8           | Carretera a Atlante                   | Chacas - Huallin - Atlante                                                                                       |      |
| Vías distritales                                                      | D-7           | Carretera a Juitush                   | Chacas - Chacato - Juitush                                                                                       |      |
| Vías distritales                                                      | D-4           | Carretera a Tajshacuna                | Chacas - Goyllarhuanca - Tajshacuna                                                                              |      |
| Vías distritales                                                      | D-3           | Carretera a Patarcocha                | Chacas - Cochas - Patarcocha                                                                                     |      |
| Vías distritales                                                      | D-2           | Carretera a Chucpin                   | Chacas - Chucpin                                                                                                 |      |
| Fuente: Catálogo de la red de carreteras de la provincia de Asunción. |               |                                       | |      |

## Servicios públicos

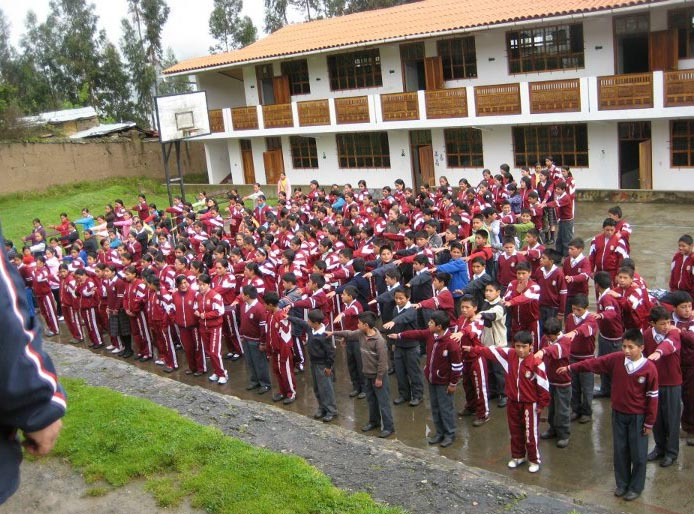
Alumnos del colegio Amauta Atusparia.

### Educación
La ciudad tiene diez centros de estudio, de los cuales cuatro son públicos y seis privados, albergando un aproximado de 800 estudiantes. Los colegios que más alumnos acogen son el Amauta Atusparia, la escuela primaria Maestro Ugo de Censi y la Escuela de Tallado Don Bosco, que solo admite a niños de escasos recursos. Chacas también es la ciudad con más instituciones superiores de la Zona de Conchucos. Desde 2010, funciona el Instituto Superior Tecnológico Público Chacas, que junto a las instituciones salesianas, ofrecen las especialidades profesionales de: obstetricia, enfermería y pedagogía, técnico en arte de tallados en madera, técnico agropecuario, electricista, guía de alta montaña y mecánica. De la misma forma, en una alianza entre la Universidad Católica Sedes Sapientae de Lima y la Parroquia de Chacas a través de la OMG, se ofrecen las carreras de educación inicial y primaria en el pueblo de Huallin, a 5 km de Chacas.
| Centros educativos en la ciudad de Chacas |            |                   |  |  |
|                                           |            |                   |  |  |
| Centro educativo                          | Enseñanza  | Tipo              |  |  |
| 1.- Angelitos de Mama Ashu                | Infantil   | Público           |  |  |
| 2.- Amiguitos de Alameda                  | Infantil   | Privado           |  |  |
| 3.- Maestro Ugo de Censi                  | Primaria   | Público           |  |  |
| 4.- Amauta Atusparia                      | Secundaria | Público           |  |  |
| 5.- Escuela Taller Don Bosco (salesianos) | Secundaria | Privado (varones) |  |  |
| 6.- Tecnológico Don Bosco (salesianos)    | Superior   | Privado           |  |  |
| 7.- Valtellina (salesianos)               | Superior   | Privado (mujeres) |  |  |
| 8.- Pedagógico Don Bosco (salesianos)     | Superior   | Privado           |  |  |
| 9.- Tecnológico Chacas                    | Superior   | Público           |  |  |
| 10.- Universidad Católica Sedes Sapientae | Superior   | Privado           |  |  |

### Salud

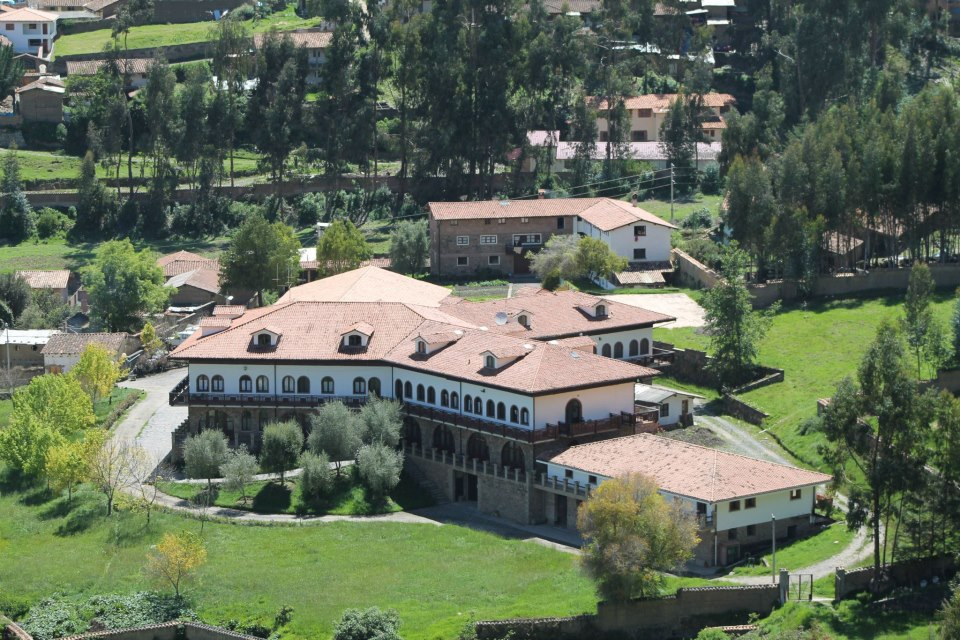
Vista del complejo del Hospital Mama Ashu con el instituto de enfermería Valtellina.

El pueblo cuenta con un moderno centro de salud, el Hospital Mama Ashu, construido en 1995 con el apoyo de la Operación Mato Grosso y el Movimiento Juvenil de Italia. Tiene un convenio interinstitucional con el Ministerio de Salud del Perú.
Este hospital recibe a pacientes de todas las edades y de todos los centros poblados de Asunción, incluyendo provincias vecinas: Carlos Fermín Fitzcarrald, Huari, Antonio Raimondi, Mariscal Luzuriaga, Yanama, Pomabamba y Huánuco, aminorando así el flujo de pacientes de la sierra oriental de Áncash que tendrían que ir hasta el Hospital de Huaraz para ser tratados. Se atienden emergencias, ya que está dotada con ambulancias debidamente equipadas.
Cuenta con salas de operaciones, sala de neonatología y de anestesiología. También dispone de servicios de radiología, ecografía, laboratorio, gineco obstetricia, fisioterapia, odontología y farmacia. Su equipamiento incluye 40 camas, servicios de lavandería, incineración, hospedaje y cocina. El número total de profesionales, técnicos y auxiliares de salud que trabajan en el nosocomio supera las 60 personas.

### Recolección de residuos sólidos
La recogida de residuos sólidos, tanto urbanos como industriales, y la limpieza de vías públicas en la ciudad son llevadas a cabo por el camión recolector de la municipalidad provincial, que recorre la ciudad diariamente. Los residuos sólidos urbanos son llevados al vertedero y centro de reciclaje de Tajshakuna, ubicado a dos kilómetros de la ciudad. Por otro lado, las aguas residuales de Chacas son canalizadas a la planta de Wanunga, de donde, después de su tratamiento, se vierten al río Chucpín.

### Abastecimiento
Energía

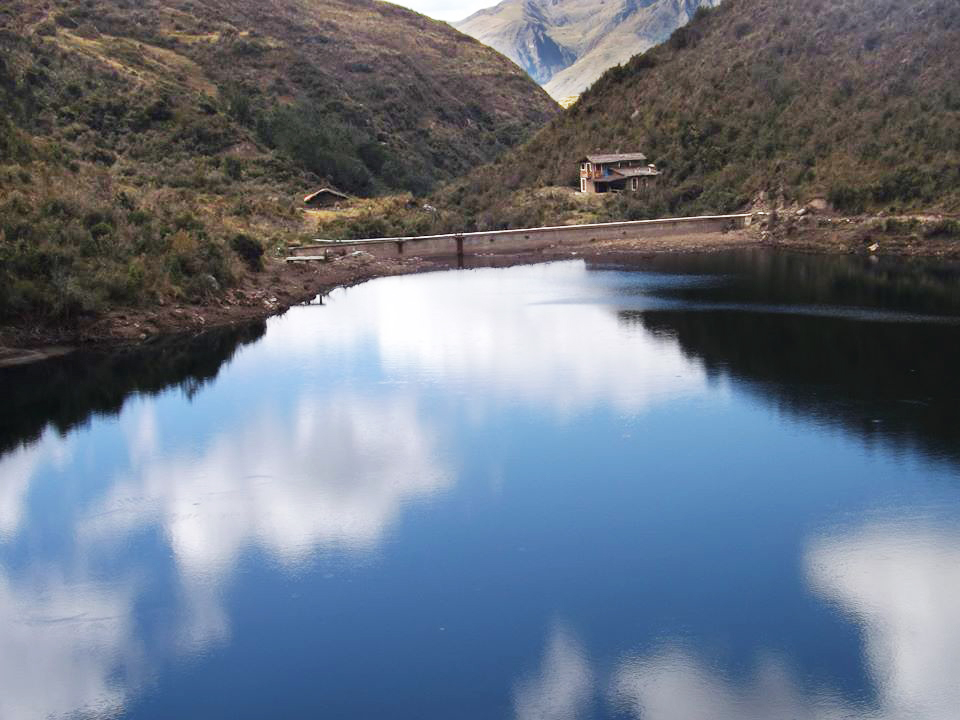
La captación de Patarcocha abastece de agua potable a Chacas, Cochas, Goyllarhuanca y Condoroco.

La distribución de la electricidad en el distrito la realiza la compañía parroquial Eilicha, que cuenta con dos centrales hidroeléctricas ubicadas en los sectores Collo y Jambón. Cada una de estas puede llegar a generar hasta 700 kW, y en ellas tienen su origen numerosas líneas de alta y media tensión que van dirigidas a todo el territorio provincial de Asunción y Carlos Fermín Fitzcarrald. En lo relativo al abastecimiento de combustibles derivados del petróleo (gasolina y diésel) existen tres estaciones de servicio que abastecen al distrito. Estas se nutren de combustible, al igual que el resto de la provincia, con camiones cisterna que llegan diariamente desde Huaraz.
Agua potable
El suministro de agua potable para la ciudad de Chacas pertenece al sistema de abastecimiento de la represa Patarcocha y es llevado a cabo por la municipalidad provincial. Desde esta captación se conduce el agua hasta la estación de tratamiento de agua potable en Cochas, donde el agua es tratada y enviada a los depósitos reguladores o al resto de los sistemas con los que se conecta.
Alimentos perecederos
El suministro de alimentos perecederos es llevado a cabo a través del mercado municipal de abastos, situado en el barrio de Camchas. El mercado garantiza el abastecimiento de fruta, verdura, pescado y carne a la población. Por otra parte es posible encontrar en la ciudad numerosas tiendas de abarrotes, minoristas o mayoristas, que garantizan la alimentación y distribución comercial.

## Medios de comunicación
El pueblo tiene cobertura de todas las operadoras móviles mediante la red 4G. De la misma forma, cuenta con el tendido de fibra óptica perteneciente a la red dorsal instalada durante el gobierno de Ollanta Humala. En 2023, Chacas se integró a la red nacional de fibra óptica y es una operadora de internet (Movistar) que ofrece el plan hogar con internet de alta velocidad. 
Se pueden sintonizar más de seis estaciones de radio nacionales y locales, tres canales de televisión analógica, por cable y satélite. El distrito cuenta con una radio municipal, que ofrece información y noticias relevantes sobre la provincia.
En cuanto a los medios digitales de información, destaca la página de Facebook Reporte Konchucos, con notas periodísticas y noticias referentes al acontecer chacasino y de provincias vecinas. En lo relativo a revistas de información cultural la localidad cuenta con El Pregonero, con una edición anual desde 1982 en coincidencia con la fiesta patronal de agosto, y con la revista municipal Chacas, de tirada anual y que se expende en diciembre.

## Patrimonio

### Sitios de interés
- Plaza Ugo de Censi y casco histórico. Resaltan los balcones de estilo barroco y republicano de las viviendas ubicadas en el perímetro, las fachadas blancas y las calles principales empedradas. En cada una de sus esquinas se encuentran esculturas pétreas de escenas costumbristas que representan a personajes típicos de la realidad chacasina.[122]

- Santuario de Mama Ashu. Su construcción fue iniciada por los evangelizadores agustinos en 1572. Entre 1985 y 1990 fue reconstruido con técnicas modernas bajo el liderazgo del párroco Ugo de Censi. En su interior destacan invaluables piezas de arte colonial, tales como el retablo mayor de Chacas recubierto en pan de oro, construido en la década de 1750; otros 2 retablos menores (uno recubierto en oro), también el Santo Sepulcro y la Santa Cruz de Chacas. En imaginería se tienen a la Virgen de la Asunción y San Martín I (patrones de Chacas), San José y el Niño Jesús (patrones de Mushojmarca), el Cristo Crucificado, el Señor de la Pasión, la Virgen de los Dolores, San Juan, y diversos santos.[123]

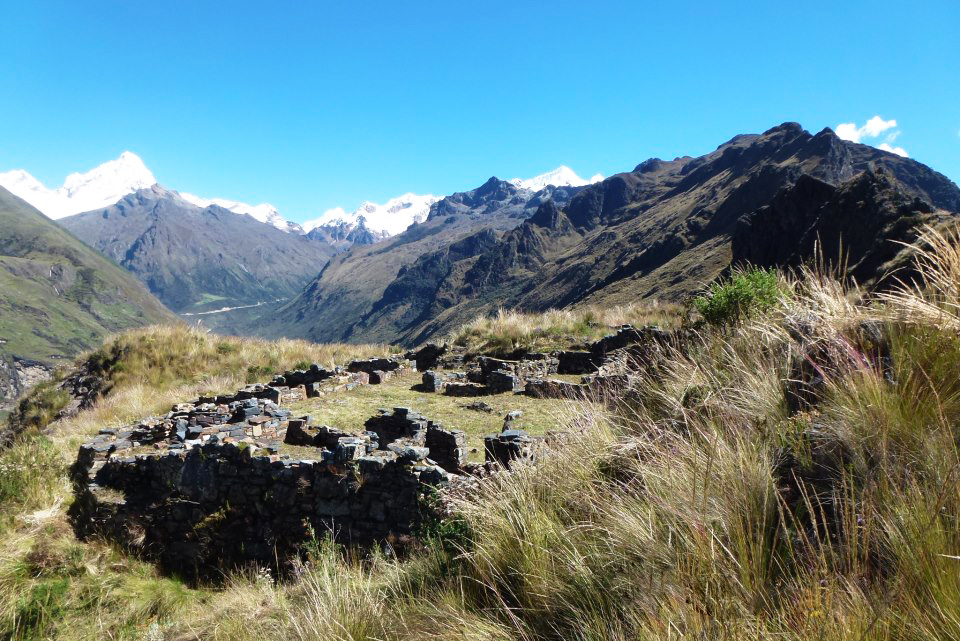
Sitio arqueológico de Wacramarca.

- Museo de arqueología de Chacas. La municipalidad provincial de Asunción cuenta con una colección de cerámica, escultura y otros artefactos antiguos de aproximadamente 400 piezas que es considerada una de las más grandes de Áncash. [124]

- Antash. Ubicado 1 km al sur de Chacas en las inmediaciones del centro poblado de Cochas sobre los 3600 m s. n. m., presenta pasadizos y galerías subterráneas.[125]

- Chagastunán. Se ubica 2km al suroeste de Chacas, a 3800 m s. n. m., presenta dos pirushtus (atalayas) y varias habitaciones, en este lugar se halló un cetro de oro y bronce, presenta canales de agua y un cementerio denominado Huancabamba.[126][127]

- Huaraspampa. Ubicado 2 km al suroeste de Chacas, a 3500 m s. n. m., presenta tumbas y pasadizos subterráneos.[125]

- Capilla mirador de Taita Huauya. Situada en las alturas de Chagastunán, a 1 km del pueblo. Destaca por su espectacular vista al valle de Chucpin y a la Cordillera Blanca.

- Molino de Chucpin. Situado a 1 km al norte del pueblo, es el último molino de piedra de la provincia.

- Urawanka: Es una fuente de agua subterránea ubicada a 15 minutos de la Plaza de Armas, siendo una de los manantiales que ha abastecido a Chacas desde la época precolombina.

### Patrimonio natural
La mitad del territorio distrital se ubica dentro del parque nacional Huascarán, declarado Patrimonio de la Humanidad en 1985. Desde Chacas se puede acceder con facilidad a los siguientes atractivos naturales:

#### Montañas
- Perlilla: A 20 km del pueblo, con 5587 m s. n. m., se ubica al sur, tiene un área nevada superior a 40 km², de los cuales, 25 km² pertenecen a la meseta norte que debido a su inclinación no mayor a 40°, es adecuada para la práctica de deportes de invierno.[128]

- Contrahierbas: A 1 km de la carretera Carhuaz - Chacas, hace de límite natural entre las provincias de Carhuaz y Asunción. En las inmediaciones de su pico sur se encuentra el túnel Punta Olímpica a 4732 m s. n. m.[125]

- Copa y Hualcán: A 18 km del pueblo, con 6188 y 6122 m s. n. m. respectivamente, pertenecientes al mismo macizo y son las montañas más altas del distrito. Sus caras orientales poseen rutas de ascensión de alta dificultad, algunas hoy en día siguen sin exploración. La verticalidad de sus paredes no permite la acumulación de nieve, lo que hace del andinismo una mezcla extrema de escalada en roca y nieve. La plataforma mayor es apta para el esquí de travesía con áreas de nieve superiores a 40 km².[125]

- Punta Olímpica: A 1 km de la carretera Carhuaz - Chacas, es atravesado por el Túnel Punta Olímpica, además la Ruta AN-107 recorre este macizo en su totalidad.[125]

- Quebradas de Huichganga, Camchas, Vesubio y Huakuy: A unos 10 km del pueblo, destacan por sus espectaculares vistas a la Cordillera Blanca, bofedales y bosques de quenuales.[125]

- Cuncashgaga: A 8 km del pueblo, es un cuello volcánico con 600 metros de altitud, ubicado al este de Chacas, su cumbre alcanza los 4500 m s. n. m. y desde esta se puede observar toda la Cordillera Blanca.

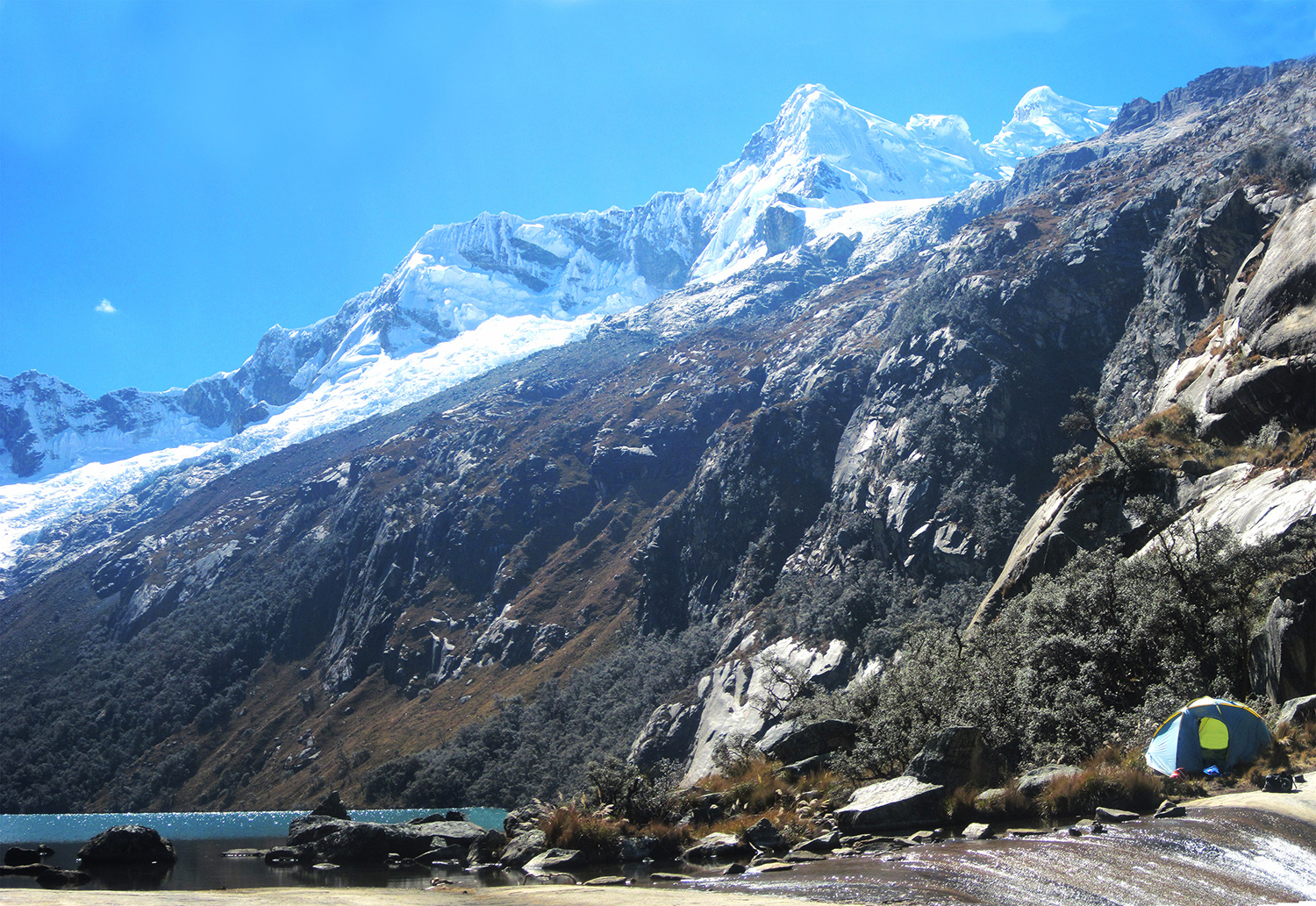
Hualcán (6122 m s. n. m.)
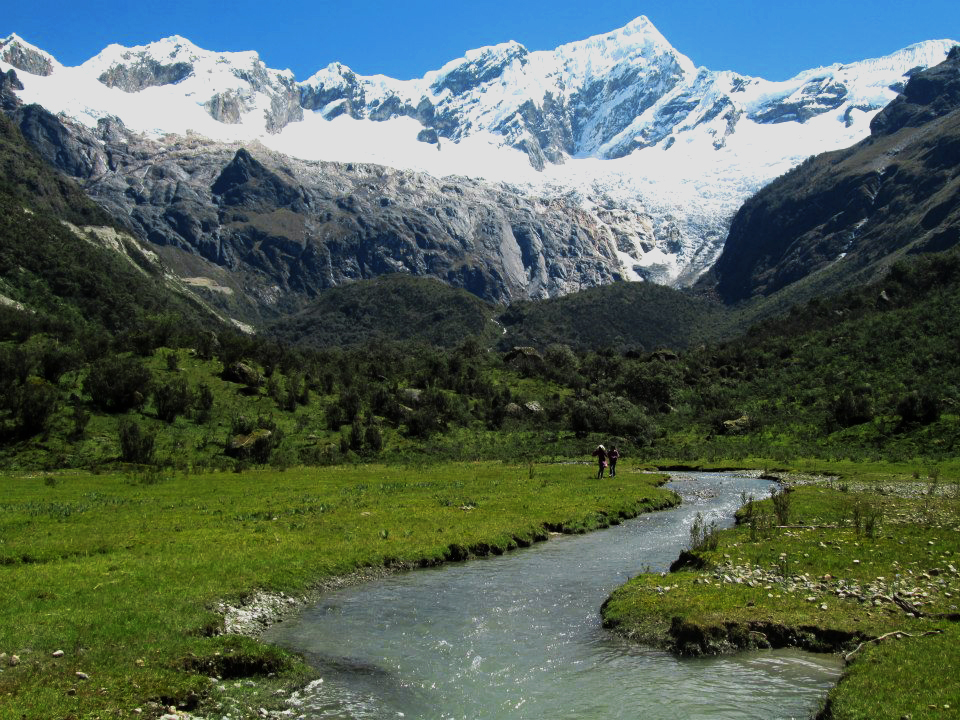
Contrahierbas (5956 m s. n. m.)
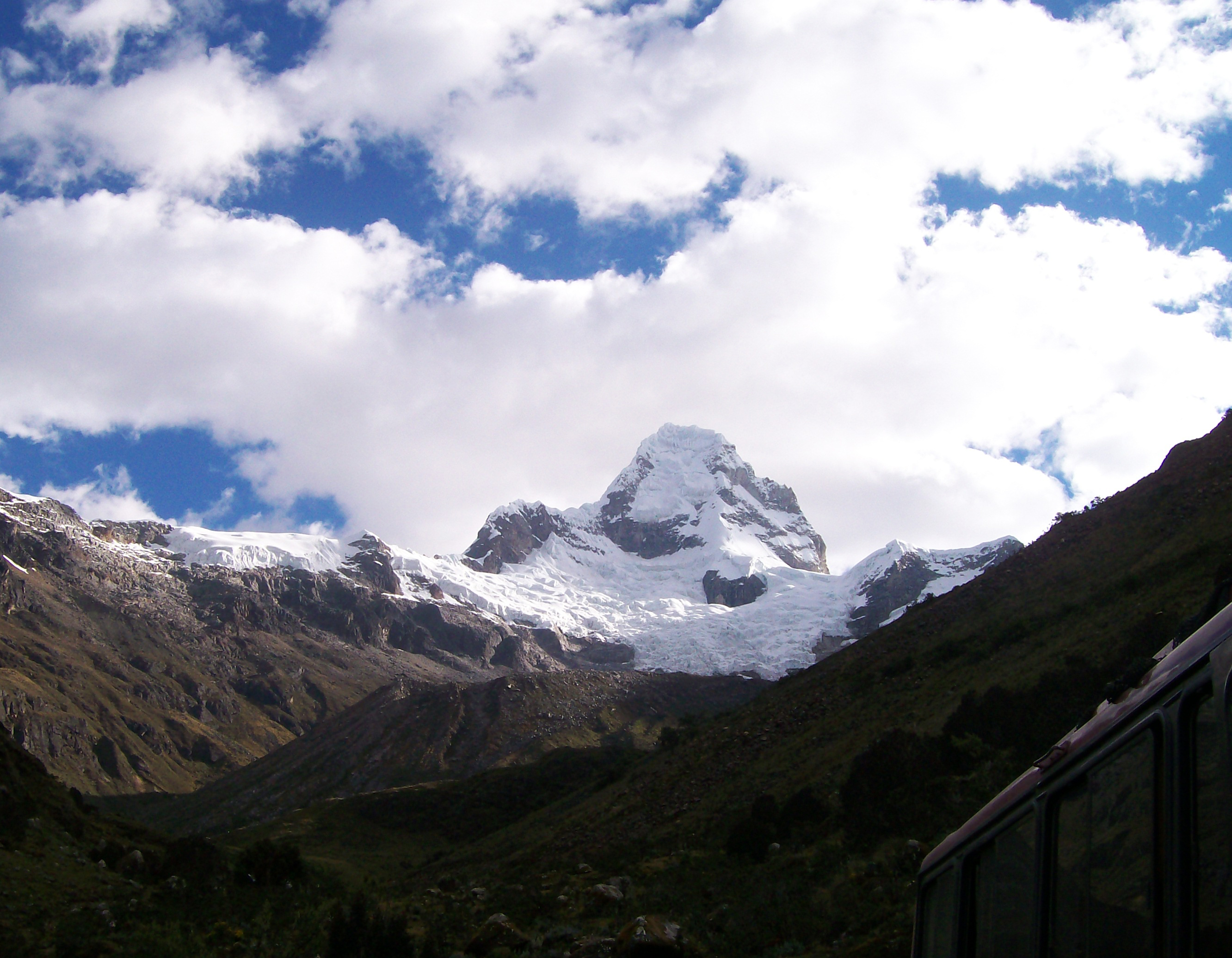
Ulta (5875 m s. n. m.)
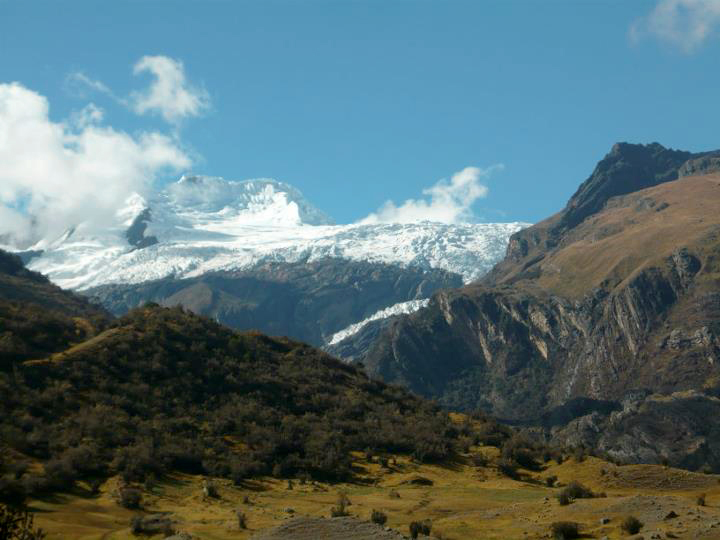
Perlilla (5587 m s. n. m.)

#### Lagunas
El territorio distrital tiene 52 lagunas avenadas por glaciares de la Cordillera Blanca, manantiales y precipitaciones. Muchas se encuentran a pocas horas en auto desde el pueblo. Las más destacadas son Cancaragá, Pacarisha, Belaúnde, Librón, Yanarraju y Ventanilla (la más grande de la provincia, con 2 km de longitud).
Librón, que se ubica a 4558 m s. n. m. es la segunda laguna más grande con 1,5 km de largo y 300 m de ancho: Cancaragá y Belaúnde son las más accesibles por estar ubicada a pocos metros de la carretera Carhuaz-Chacas a 4651 m s. n. m.

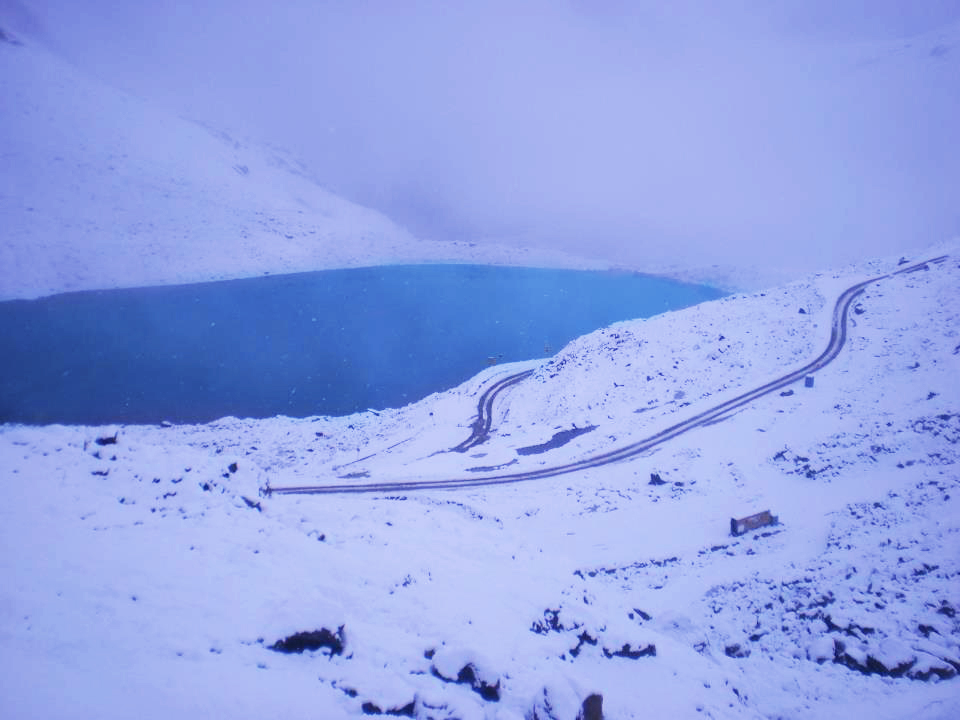
Cancaracá chico o Belaúnde (4700 m. s. n. m.)
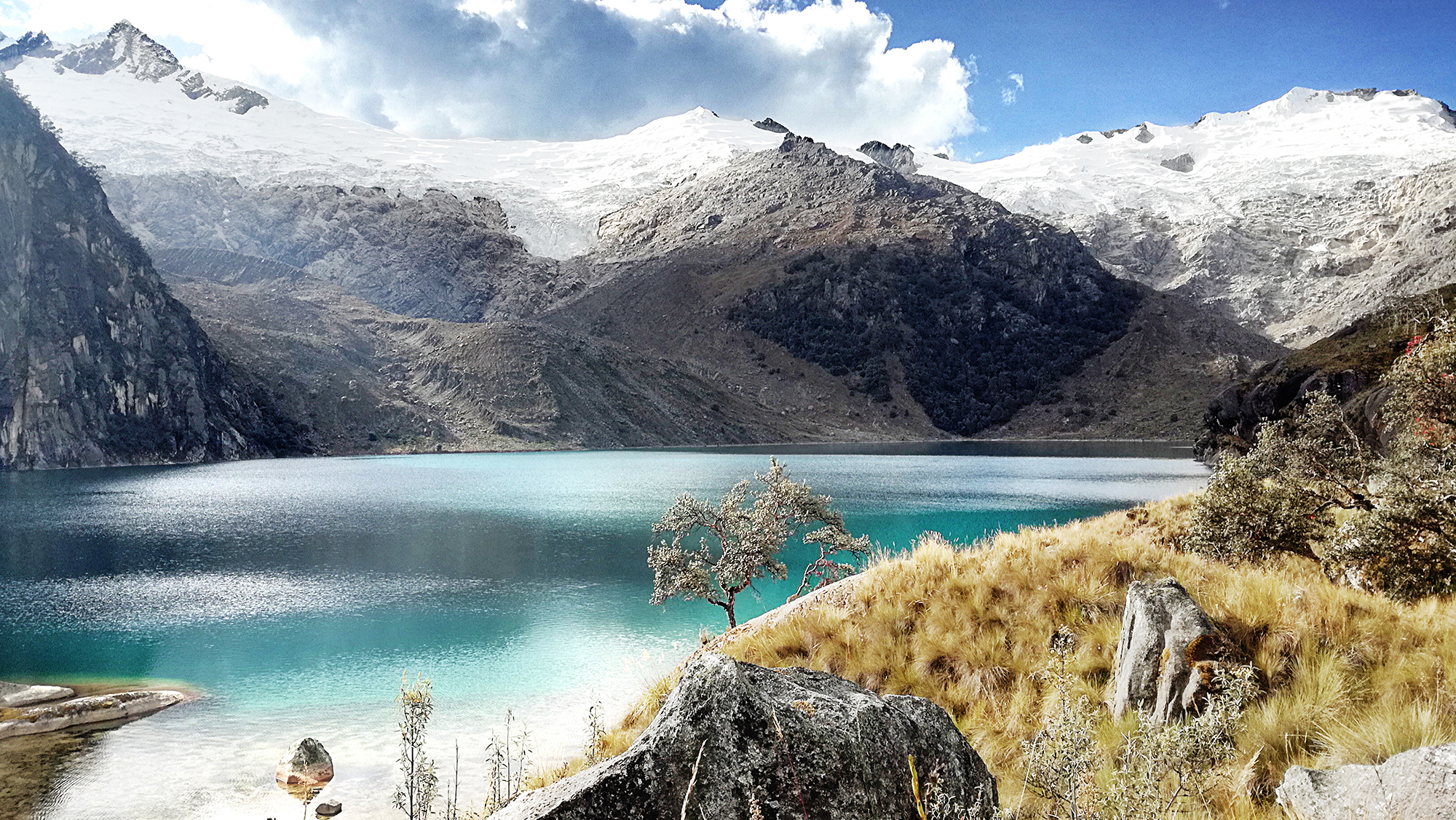
Librón (4300 m s. n. m.)
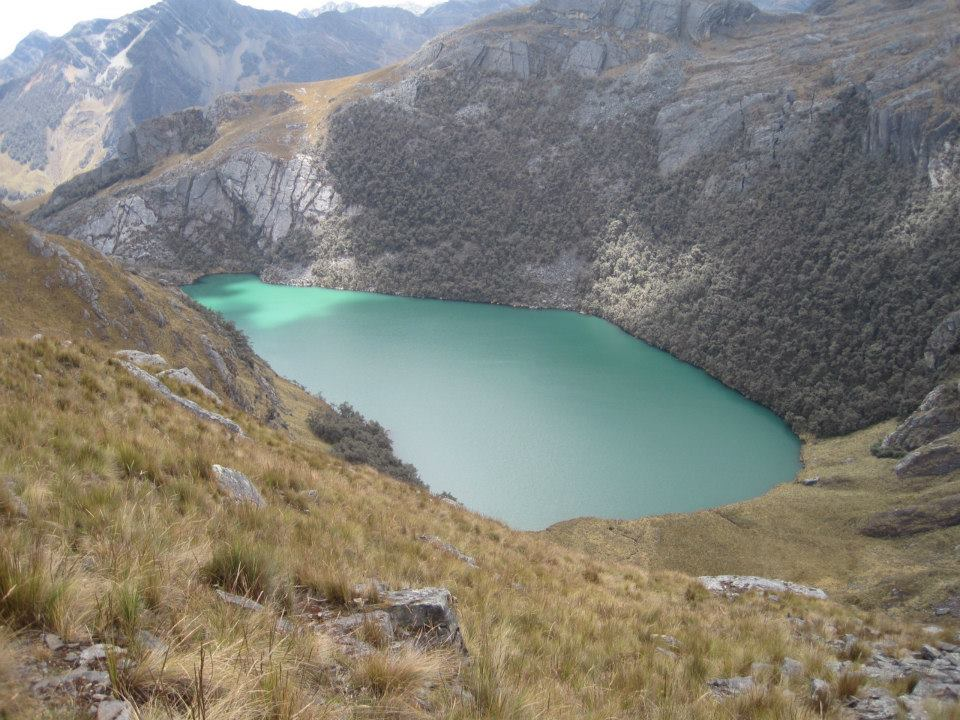
Pacarisha (4200 m s. n. m.)
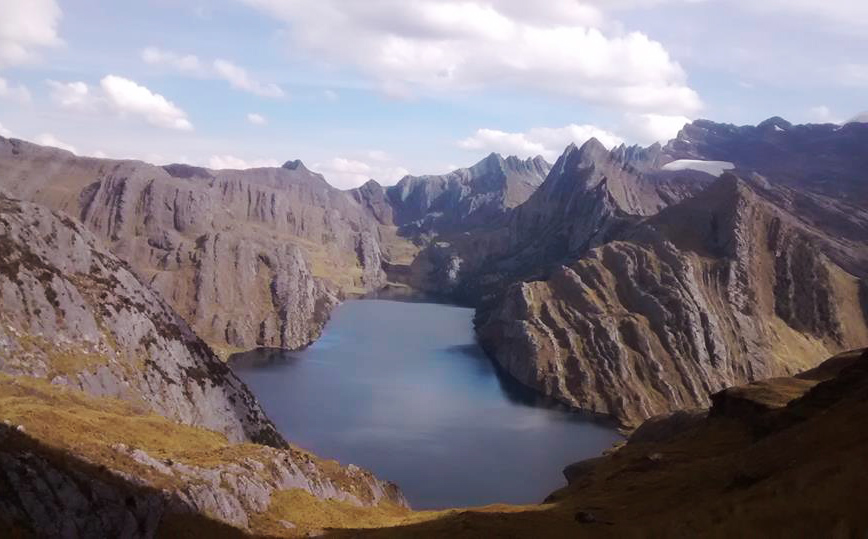
Ventanilla (4300 m s. n. m.)

#### Caídas de agua

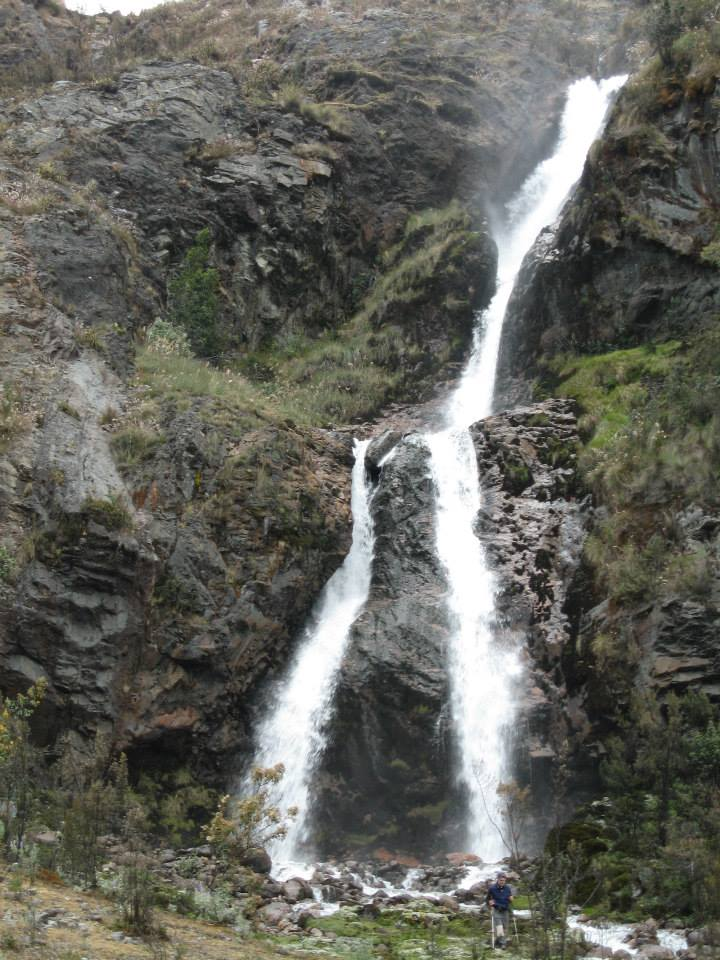
Catarata de Ismaypampa.

Chacas posee varias cascadas con caídas que sobrepasan los 10 metros de altura, las más accesibles y conocidas son:
- Gontanga, con 20 metros de altura se ubica a diez minutos a pie del centro poblado de Huallin
- Ismaypampa (50 m) se ubica en la quebrada Juitush, a inmediaciones del nevado Perlilla
- Mamita Lourdes, con 20 m de caída es la cascada más cercana a la ciudad, actualmente existen excursiones de barranquismo y escalada en roca alrededor de esta
- Tres Marías con 8 metros de caídas cada una, ubicadas en la quebrada Potaca, cerca al túnel Punta Olímpica.

### Patrimonio cultural

#### Música
El huayno ancashino o «chuscada» ejecutado por guitarras, bandolinas y violines, es el género que destaca y que ocupa parte del repertorio musical en la ciudad. Su práctica se remonta hacia finales del siglo XVIII, cuando la población criolla y mestiza de la sierra central ancashina terminó mezclando instrumentos propios de la música andina con instrumentos europeos. Para finales del siglo XX, este género, caracterizado por su alegría y energía, terminaría desplazando al vals, y la música de salón. Chacas, que estuvo muy ligada a la actividad cultural de Yungay y Huaraz terminó desarrollando esta versión musical, ya consolidada en la segunda mitad del siglo XX. Este género es practicado por chacasinos nacidos entre las décadas de los 50 y 80 quienes se presentan conformando agrupaciones de manera amateur y esporádicamente en las fiestas patronales de la provincia y las actividades de los chacasinos residentes en Lima. Destaca el compositor Jorge Tafur Mallqui y los músicos Halcón Chacasino, Dante Cafferata, Antonio Amez, Julio Pari, entre otros.
Desde la década del 2010 se viene expandiendo el subgénero chimayche originario de Vilcabamba, Piscobamba, caracterizado por un ritmo con pocas pausas. Por otro lado, algunos jóvenes nacidos en la década del 2000 practican el rock, la banda chacasina Ice Purple, es la primera en adaptar huaynos chacasinos al género rockero y hacer covers de rock clásico y contemporáneo.

#### Danzas

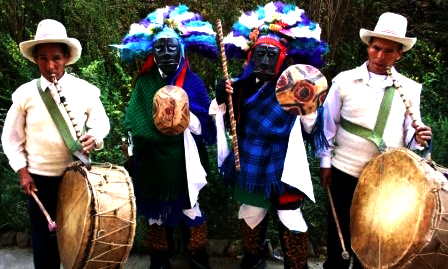
Bailarines del Mozo Danza.

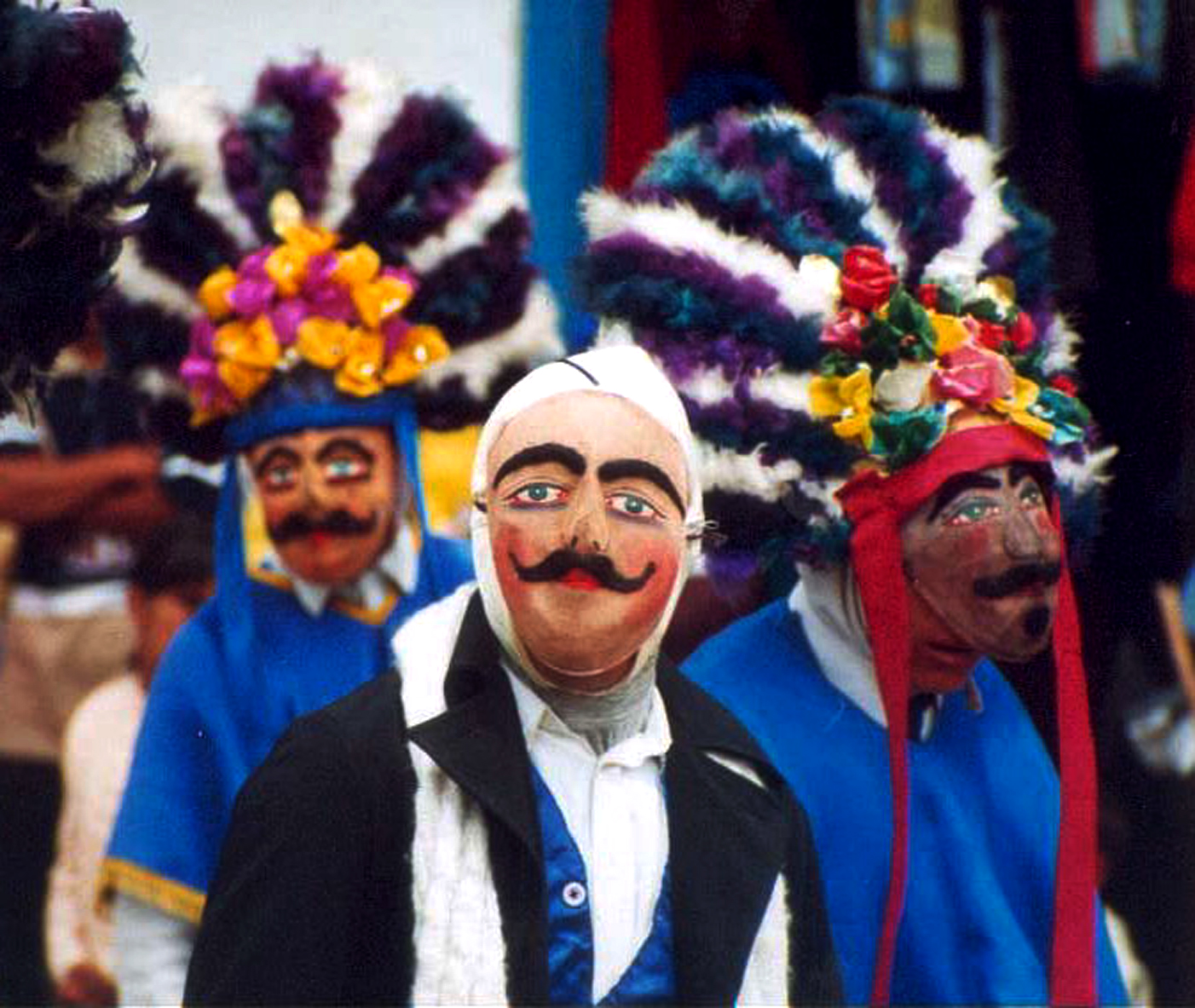
Danzantes del Paso Huanquilla.

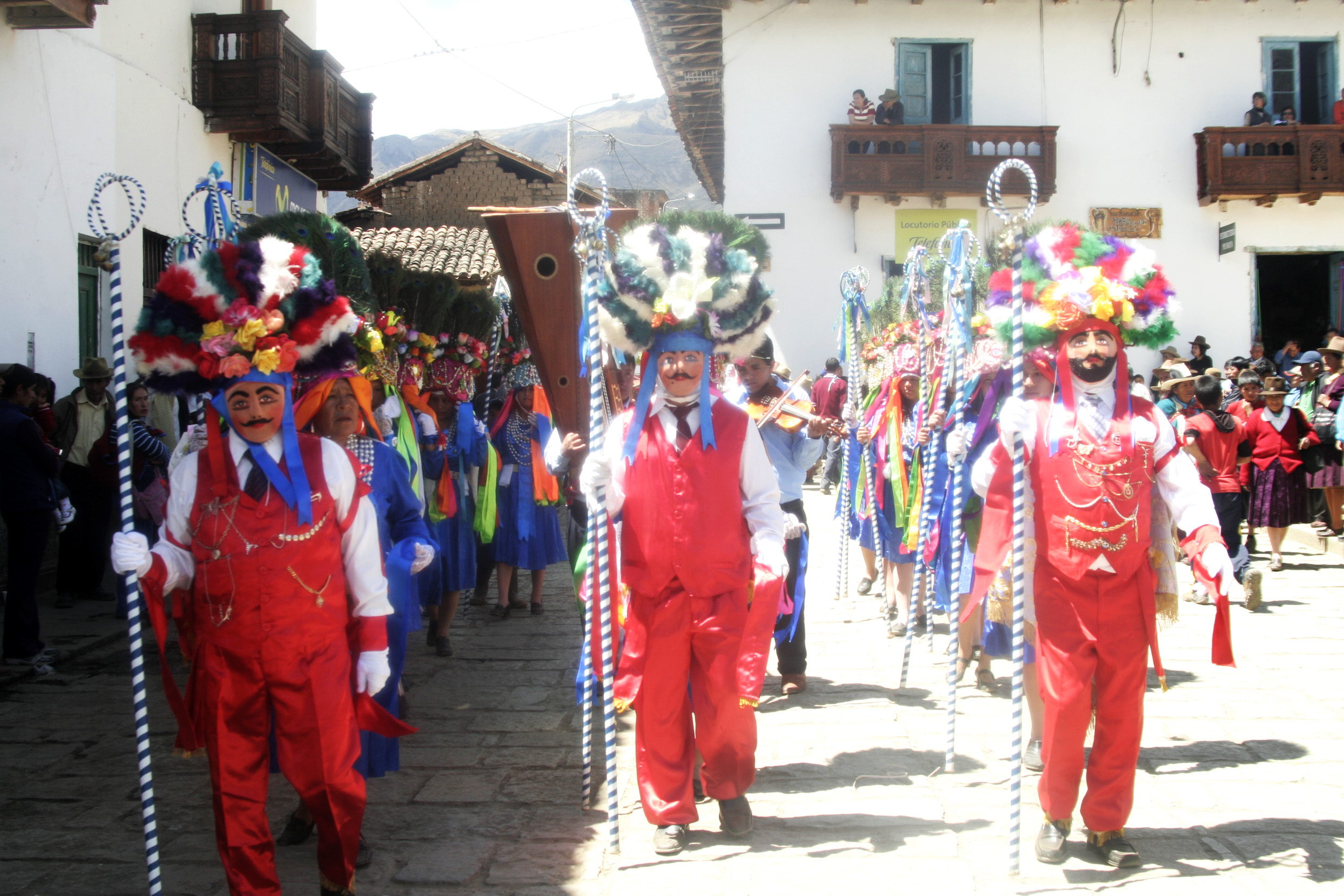
Anti Runa, danza ritual de Chacas.

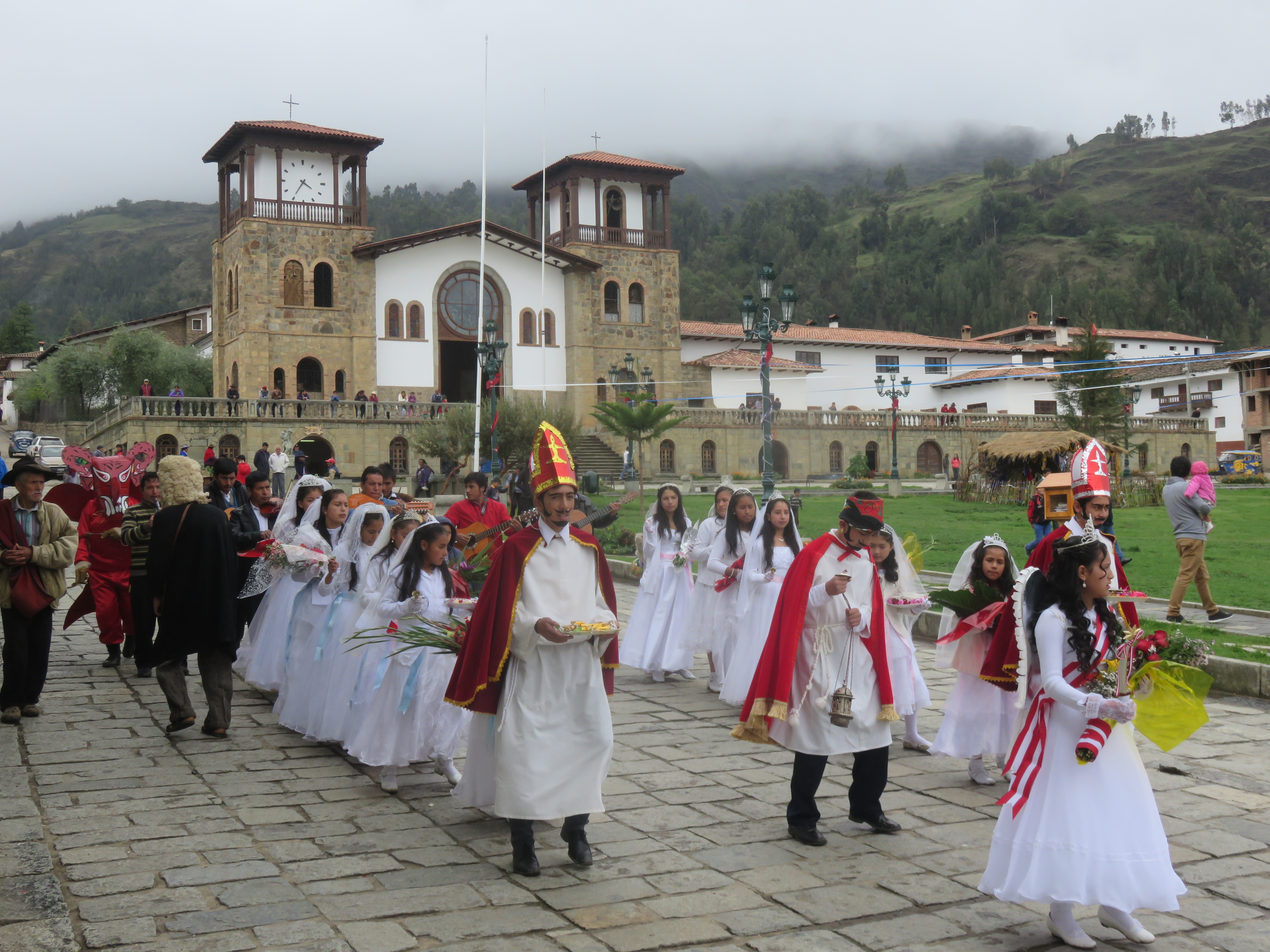
Presentación de los Reyes Magos en 2017.

En la provincia de Asunción todavía tienen vigencia danzas de origen pre inca e inca como el anti, huanquilla, yayu y mozo danza. Sin embargo, otras danzas como el ki yaya y chu llullu, están dejando de practicarse debido a los prejuicios sociales y religiosos a los que son sometidos por parte de los pobladores urbanos.
- Mozo Danza: Declarada Patrimonio Cultural de la Nación en 2009. Es una danza ritual guerrera preínca originaria del distrito de Chacas y extendida a la Provincia de Huari. Es ejecutada por una pareja masculina cuyo marco musical es provisto por una caja o tambor y una flauta vertical, tocadas por un solo músico.[130] Actualmente se presentan durante las festividades del Corpus Cristi.[131]

«Declara Patrimonio Cultural de la Nación a la expresión Mozo Danza de la provincia de Asunción, región Áncash, en tanto que, por sus antecedentes ancestrales, la originalidad y riqueza de sus mudanzas y de su vestuario, así como por el profundo sentimiento de identificación colectiva que infunde en la población de Chacas, constituye una valiosa expresión del patrimonio inmaterial de Áncash que contribuye a la afirmación de la identidad colectiva regional y nacional».
 Texto declaratorio de Patrimonio Cultural en 2009.

- Paso Huanquilla: Declarada Patrimonio Cultural de la Nación. Es una danza grupal masculina conformada por once personas: un caporal, dos guiadores y ocho bailarines que van tras los guiadores, denominados Traseros. La vestimenta del caporal se diferencia de los demás por llevar un sombrero en lugar de una monterilla de plumas y una levita o frac que en los demás solo es un chaleco de seda roja o azul.[133]

«Declara Patrimonio Cultural de la Nación a la danza Paso Huanquilla en tanto se trata de una representación que, por su historia, la originalidad de su coreografía y de su música, constituye un valioso elemento del patrimonio cultural inmaterial de la región Áncash que contribuye a la afirmación de la identidad colectiva regional y nacional».
 Texto declaratorio de Patrimonio Cultural en 2009.

- Anti Runa: Es una danza ritual conformada por 7 mujeres y 3 varones. Los danzantes varones llevan las mismas vestimentas con monterillas, máscaras y una vara con cascabeles de 2 metros de alto; las bailarinas por otra parte, muestran una gran monterilla de forma cilíndrica confeccionada de plumas de pavo real, un vestido azul, rojo o guinda, muchos collares y una vara de la longitud antes descrita, que van golpeando contra el suelo.[134]

- Yayu: Conformada por 6 mujeres y 3 hombres. Bailan al son de las cajas y de la flauta. Llevan monteras multicolores, máscaras de badana color-oscuro. En la mano derecha hombres y mujeres llevan el shucshu, un palo largo en cuya punta pende una canastilla llena de cascabeles de bronce. Los llamados Yayu Rima se visten con trajes de seda fina, pañolones a manera de capa, en la cabeza un llamativo sombrero llamado pastorilla, está adornado con flores artificiales y perlas a gargantilla cubierto con un tul fino.[135]

- Kiyaya. Se baila en las fiestas costumbristas en homenaje a la Cruz Cristiana bajo la denominación de tayta wiru, que significa el Señor de Madera o Caña; que se festeja el 14 de septiembre, y su octava es el 21 del mismo mes.
- Pallas y Pizarro: Ambas son danzas individuales, pero complementarias, ya que teatralizan el rapto de las ñustas por los conquistadores españoles. Su práctica se está dejando de lado desde hace varios años. El conjunto puede estar formado por 4 a 6 mujeres, las cuales bailan y cantan al son de los músicos. Las pallas están ataviadas lujosamente, con pechera bordada, un cetro de plata o champi y un manto bordado; diademas de perlas, que como flequillos les cubre el rostro. Collares, blusas de pechera bordada, trajes de seda y pañuelos complementan su vestimenta.[136]

- Negritos: Son grupos de niños de entre 5 a 12 años que adoran al niño entonando villancicos durante las fiestas navideñas. Se presentan tres grupos, diferenciándose cada uno por el color de los trajes satinados: celeste, rosado y blanco. Los grupos están conformados por dos filas de siete varones y dos mujeres al final de cada una. Son guiados por un caporal (generalmente el mayor de todos) y acompañados por violín y arpa.[137]

- Angelitos: Es un grupo de veinticuatro niñas distribuidas en dos filas, vestidas de blanco con tiaras y alas. Cantan al compás de sus campanillas de bronce y acompañadas por un grupo de músicos que incluyen a dos guitarras, un tambor, un violín, un charango y una quena.[138]

- Reyes Magos: Son 12 parejas de niñas y jóvenes que acompañan a los Reyes Magos camino al templo para la adoración del niño Jesús.

#### Festivales

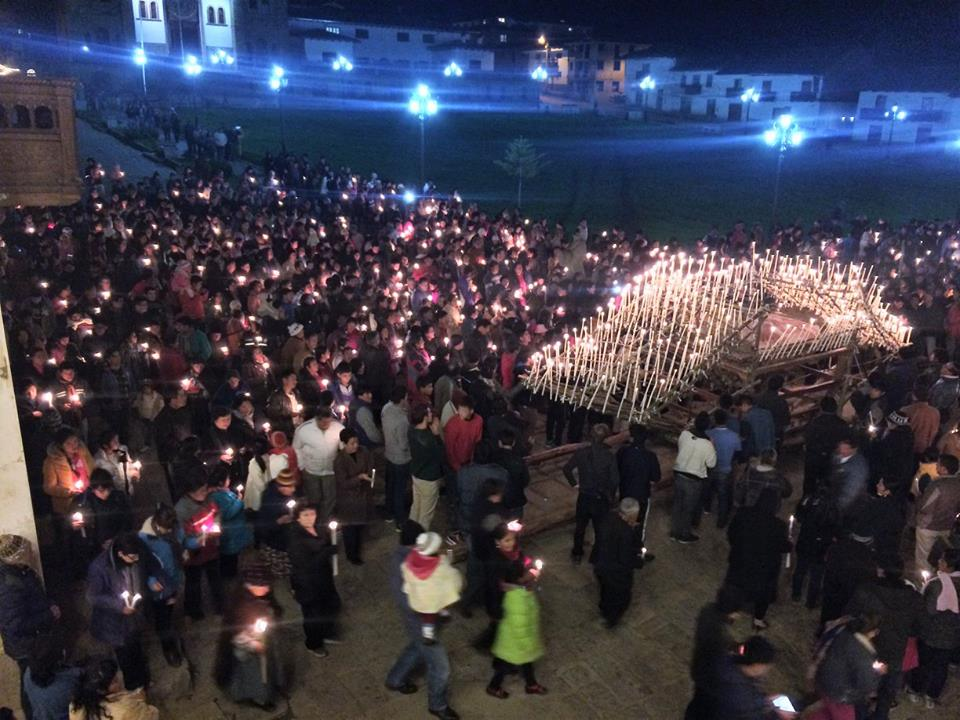
Procesión del Viernes Santo.

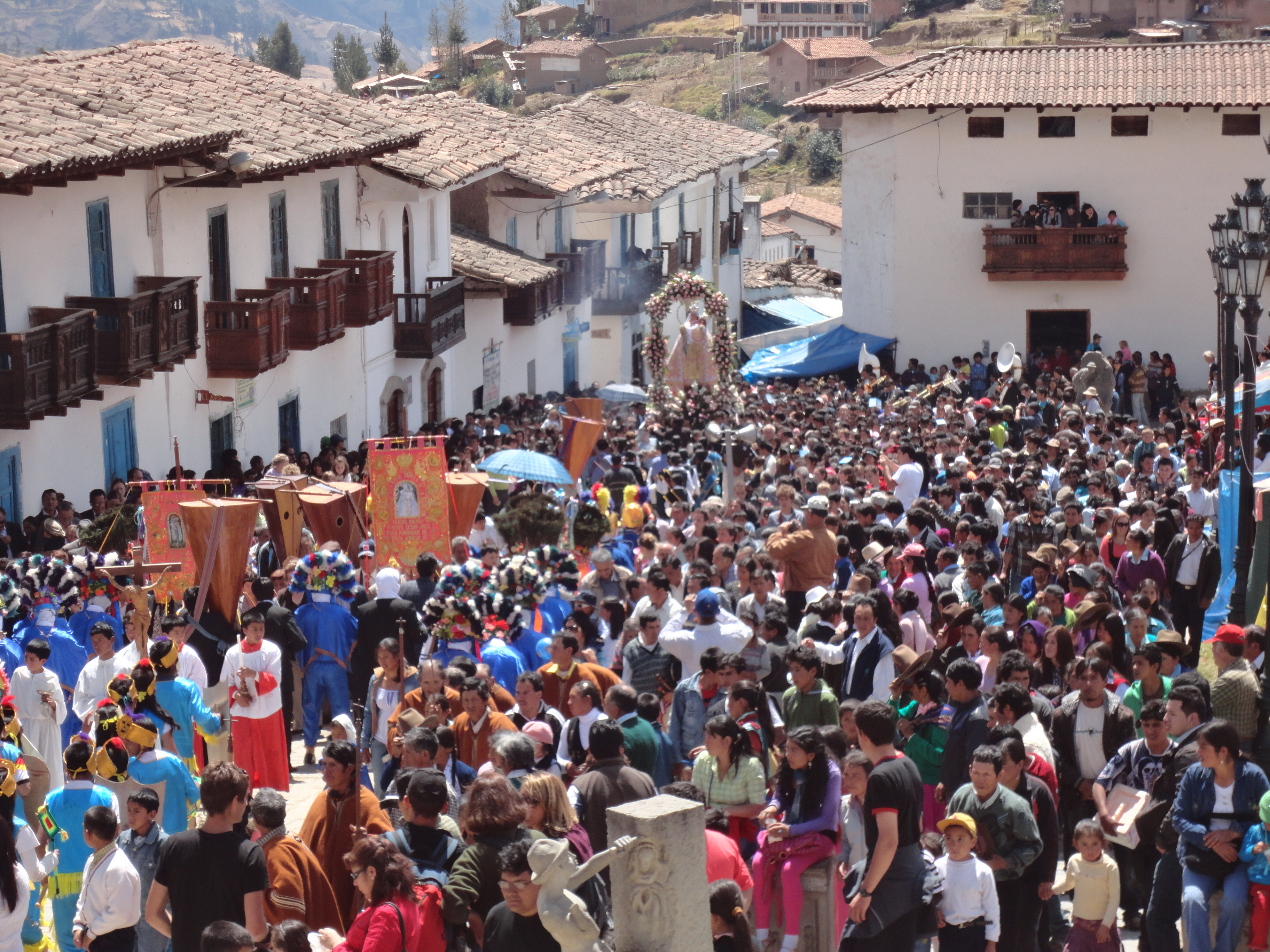
Procesión de la Virgen de la Asunción en el día central.

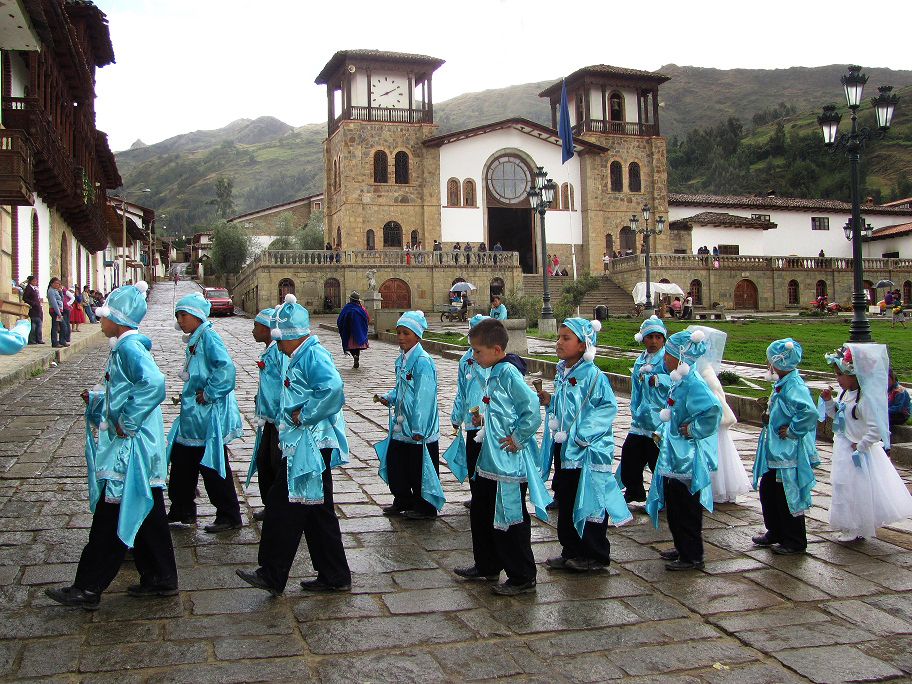
Los Negritos de Chacas adoran al niño Jesús entonando villancicos.

- Bajada de Reyes (6 de enero): Un grupo de niños interpretando a Los Reyes y acompañados por las ángeles acuden a adorar al niño Jesús. Durante su recorrido por las calles principales de la ciudad, tratan de ser detenidos por la representación del diablo.[139]

- Semana Santa (marzo-abril): El Domingo de Ramos. La imagen de Jesús montado en burro es acompañado por los fieles desde Ramos Jirca hasta el Santuario. El Jueves Santo, en el Santuario Mama Ashu se colocan las imágenes a escala real de Jesús y sus discípulos simbolizando a la Última Cena. La mesa se encuentra finamente ornamentada y adornada por ricos manjares de la zona. Luego se ejecuta el lavado de los pies como ejemplo de servicio que Jesús hizo hacia los demás. Se proyectan vídeos de la vida y muerte de Jesús y se traslada al cristo crucificado desde el transepto oeste hacia la nave central del Santuario Mama Ashu para ser crucificado mientras su historia es narrada por el sacerdote de turno. Posteriormente la imagen es trasladada al Santo Sepulcro y llevada en procesión por las por las calles de la ciudad.[139]

- San Antonio de Padua (13 y 14 de junio) Fiesta patronal del barrio de Atusparia, se celebra con una corrida de toros y un día central donde se presentan dos danzas.
- Corpus Christi. Todos los santos de la provincia son trasladados a Chacas acompañados de sus respectivas delegaciones, los cuales organizan almuerzos y presentan bailarines del Mozo Danza que escoltan a su santo durante el trayecto desde el centro poblado de origen hasta el Santuario de Mama Ashu.
- Semana Turística de Chacas (6 al 12 de agosto): Instituida en 2012, presenta ferias gastronómicas y artesanales en la plaza mayor y actividades deportivas de aventura en el patrimonio natural de la provincia.[139]

- Virgen de la Asunción(13 al 22 de agosto):

Celebrada desde la década de 1710. Es la fiesta mayor de la provincia, en honor a la virgen de la Asunción. Realizada voluntariamente por varias familias y allegados.
Las celebraciones inician el día 13 con el tradicional Rompe Calle, en el cual participan varias danzas costumbristas anunciando el inicio de las festividades por las calles principales de la ciudad. En la madrugada del día 14 se realiza la solemne Bajada de la Virgen desde el retablo al anda de procesión mientras se celebra la primera misa. Ya en la noche se queman fuegos artificiales mientras se baila al compás de una banda de músicos.
El día 15 se realiza la segunda misa y la procesión de la virgen a cargo del alférez, quienes luego invitan a un almuerzo popular en su residencia. Al anochecer se queman fuegos artificiales para anunciar el aniversario del Colegio Nacional Amauta Atusparia cuya celebración se llevará a cabo durante todo el día 16 con programación que incluye danzas y teatro a cargo de sus alumnos.
El día 17, se celebra la procesión de la virgen y en la tarde se da inicio a la carrera de cintas a caballo, donde los jinetes asuncenos y visitantes se baten en competencia de galope para lograr insertar una pica en la argolla de la cinta que lleva el nombre de una señorita de la provincia.
Los días 18 y 19, luego de celebradas sus respectivas vísperas con fuegos artificiales y sendas procesiones, se da inicio a las tardes taurinas que se celebran en la plaza de armas de Chacas con ganado local. Finalmente, el día 22, se realiza la última procesión que culmina con una misa y la Ascensión de la Virgen al retablo hasta el próximo año.
- San Miguel de Chinchurajra (28 al 30 de septiembre): Se celebra en el centro poblado de Chinchurajra, ubicado a 20 minutos al norte de Chacas. Es después de la fiesta patronal de Mama Ashu, la que mayor gente congrega. Se celebra con una carrera de cintas y dos corridas de toros y las festividades se extienden durante cuatro días.

- San Juan Bosco (20 al 30 de octubre): Celebrada y organizada por los niños y jóvenes del Oratorio de los Andes. Las sedes intercalan cada año, así un año las festividades se realizan en la quebrada Huecroncocha y el siguiente en una de las parroquias de Chacas o San Luis. Cada año la celebración tiene un tema específico al que se abocan los grupos de teatro, por ejemplo, para los años 2000 y 2002 se le nombró Giubili Don Bosco y Don Bosco Cow Boy respectivamente.[146]

- San Martín de Porres (5 y 6 de noviembre): La fiesta patronal en honor de san Martín de Porres, patrón del barrio homónimo se realiza con un día central y una tarde taurina.[139]

- Navidad (24 y 25 de diciembre): Adoración del niño Jesús por los «Negritos» y «Angelitas», quienes recorren las calles de la ciudad entonando villancicos.[139]

- Aniversario de la provincia (30 de diciembre): La municipalidad provincial organiza una víspera con fuegos artificiales, una tarde taurina y actividades deportivas en Chacas y Acochaca.[139]

#### Gastronomía

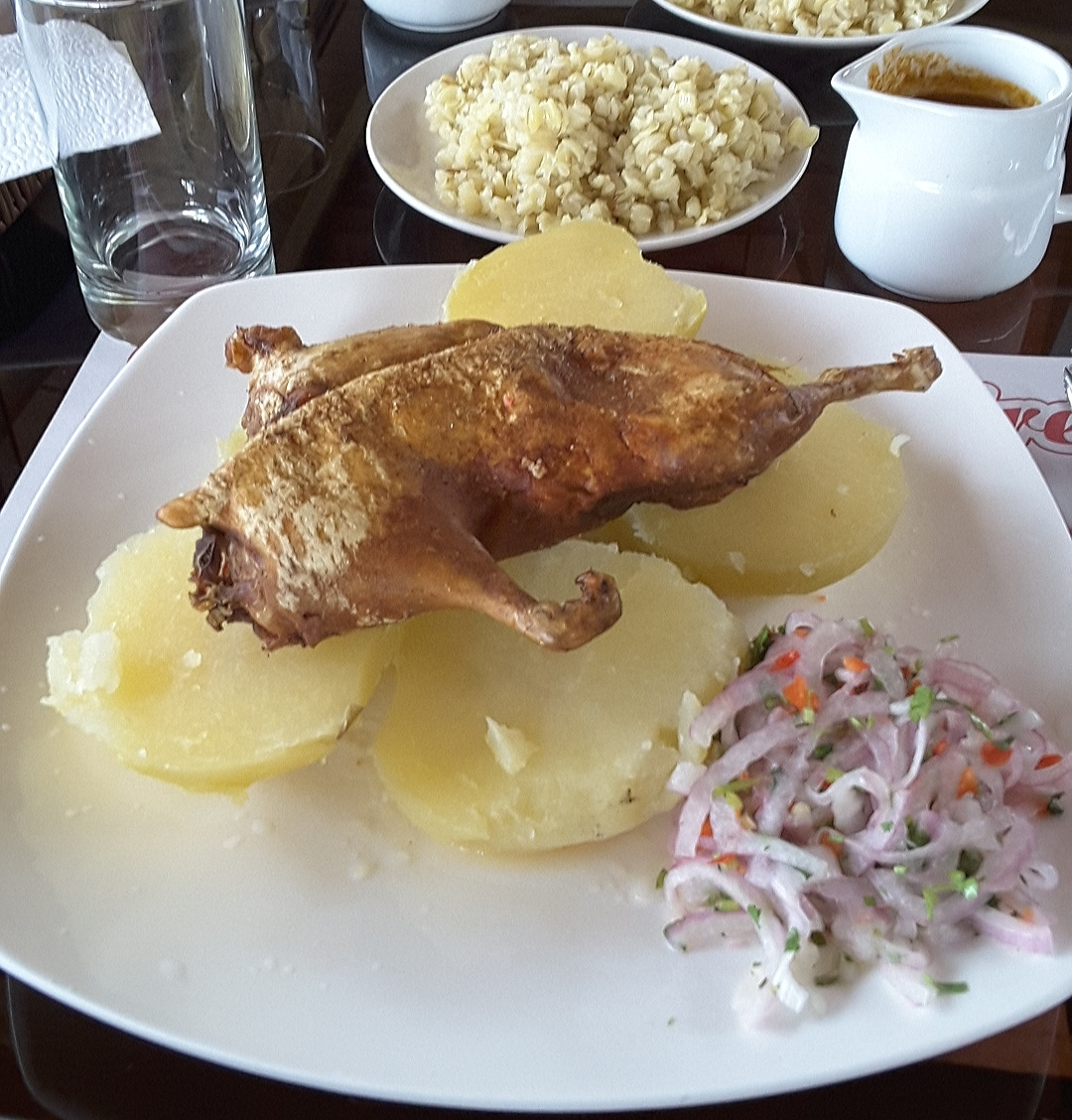
Picante de cuy.

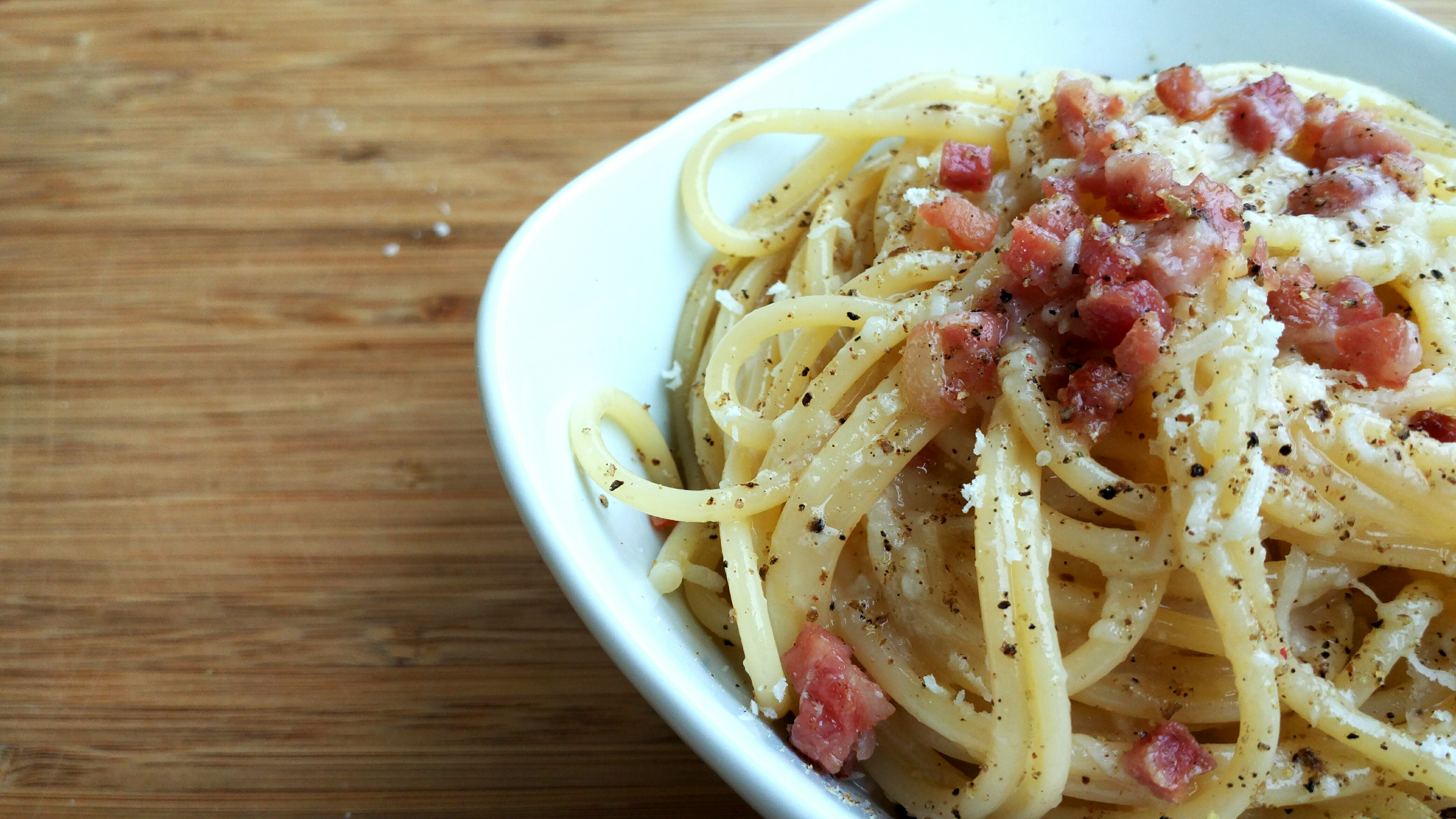
Espaguettis a la Carbonara.

##### Gastronomía chacasina
La cocina chacasina ofrece una gran variedad de platos. Numerosos platos tradicionales de Chacas son compartidos con el resto de la gastronomía conchucana y en gran parte del callejón de Huaylas. Destacan: el picante de cuy que consiste en cuyes enteros fritos en parrilla u horno que se sirven con papas sancochadas y una salsa de ají amarillo con ají panca, es común que este plato solo se sirva en ocasiones especiales. También destaca el puchero ancashino que es herencia de la cultura andaluza y que es preparado a base de col o repollo, con carne de res, ovino o chancho para servirse con hierba buena u orégano.
También resalta el jitqa picante que es yuyo revuelto con papas tiernas sancochadas con crema de ají; el timpush o «santo caldo», un caldillo con hierbas aromáticas, abundantes huevos y con ají ligeramente tostado. Todos estos platos suelen ser acompañados con el «api» que es un dulce preparado con calabaza, cáscara de naranja y chancaca. Mientras que la bebida principal es la chicha de jora, ampliamente reconocida en la gastronomía andina. En el ámbito urbano es muy conocido el café chacasino durante las tardes de lonche, esta bebida es acompañada con pan y queso freso o añejo producido en la queserías Don Bosco de Chacas y San Luis.

##### Gastronomía italiana
Debido a la considerable población italiana presente en Chacas, se ha asimilado la cultura gastronómica del país europeo mezclandola con ingredientes de origen andino. Destacan platillos como la pizza chacasina y campesina, el risotto, la lasagna y los espaguettis a la carbonara que son preparados en la mayoría de viviendas y ofrecidos por varios restaurantes y hoteles.

## Deportes

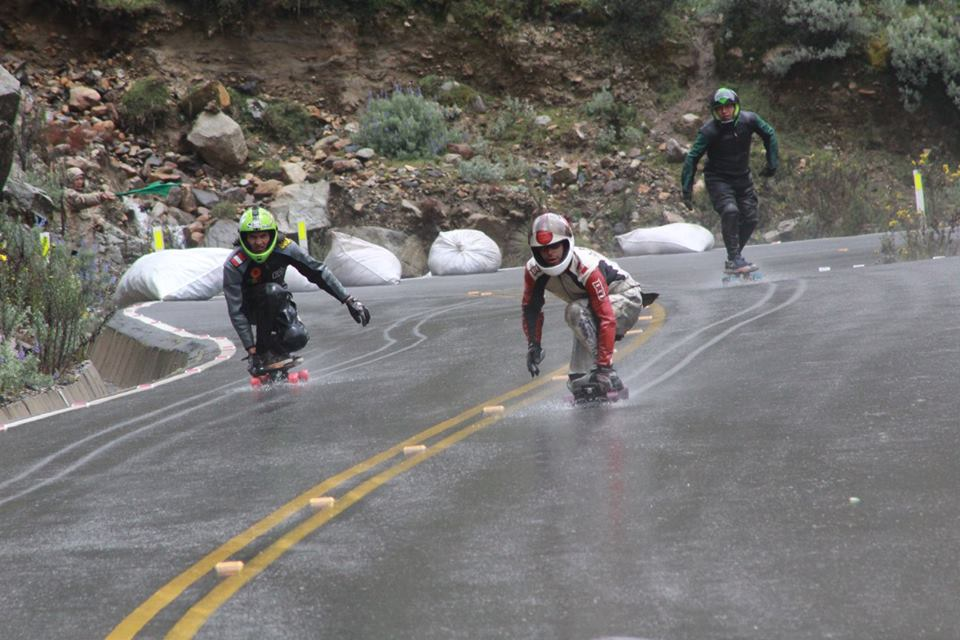
Participantes del Campeonato Nacional de Downhill Skateboarding en marzo de 2017.

Los deportes más populares en Chacas son el futsal, el vóley y el fútbol, practicados en diversos complejos deportivos repartidos por toda la ciudad. Se cuenta con dos campos de fútbol ubicados en los barrios de San Martín y Tinco que sirven como escenario de los encuentros deportivos en la liga distrital, provincial y la Copa Perú de 7 clubes chacasinos: Alameda, Atusparia, Camchas, San Martín, Tinco, Artesanos Don Bosco y el Club Deportivo Asunción - Chacas, este último es la escuadra representativa de la provincia en encuentros interprovinciales de la región, habiendo ganado 5 Copas Conchucos.
En el año 2012, el equipo de fútbol «San Miguel de Huayá» del centro poblado homónimo logró disputar la semifinal de la etapa departamental en la Copa Perú, por lo que esta fue, hasta la fecha, la mejor participación de un equipo distrital en un torneo oficial nacional.
Deportes de aventura
Es posible desarrollar actividades de senderismo con diversos niveles de dificultad de las que resaltan la ruta Chacas - Marcará a través de las quebradas Juitush y Honda, y la ruta Chacas - Huari, ambas con más de 35 kilómetros de recorrido. La práctica del rápel, la escalada en roca y el descenso de barrancos tiene lugar en las diversas quebradas que rodean a la ciudad. 
También destacan el descenso en bicicleta y longboard desde la Punta Olímpica y la bicicleta de montaña en las quebradas Ulta, Vesubio y Juitush. Entre 2017 y 2019, Chacas fue una de las 14 sedes del Circuito Mundial de Downhill Skateboarding, con el evento Yaku Raymi que se llevará a cabo en la carretera Carhuaz - Chacas.